# JR東日本209系電車
209系電車（209けいでんしゃ）は、1992年（平成4年）に運行を開始した、東日本旅客鉄道（JR東日本）の直流通勤形電車。
国鉄時代に開発・導入された在来技術に基づく鉄道車両のシステムを一から見直し、製造・整備の方法を全面的に改めた新しい設計思想（バリューエンジニアリングの手法）が採用されている。JR東日本では本系列以降の車両を「新系列車両」として区分している。
本系列はその後に登場したE127系、701系、E217系、E501系の設計のベースとなり、さらに通勤形電車と近郊形電車を融合させた「一般形電車」であるE231系やE233系、E531系、E235系へと発展させた。また、東京臨海高速鉄道の70-000形は本形式の基本設計を踏襲しており、一部の車両は本形式に編入されている。

## 概要
老朽化した103系の置き換えおよび輸送力増強用として、1993年4月より首都圏の通勤路線に本格投入された。
車両デザインは栄久庵憲司率いるGKインダストリアルデザインが手掛けた。1993年度・通商産業省（現：経済産業省）選定グッドデザイン商品（当時）金賞・ブルネル賞奨励賞を受賞した。
本系列を起源とする「新系列電車」の一群は上記の通り、JR東日本における電車設計の標準となっただけでなく、車両製造から廃車に至るライフサイクル自体の再検討、大規模なバリューエンジニアリングの導入や極限的設計の実用投入など、単なる新技術導入に留まらない新たなコンセプトを具現化しながら大量生産・継続運用されており、他のJR各社や私鉄など、日本の主要な鉄道事業者の車両開発にも大きな影響を与えた。

## 開発の経緯

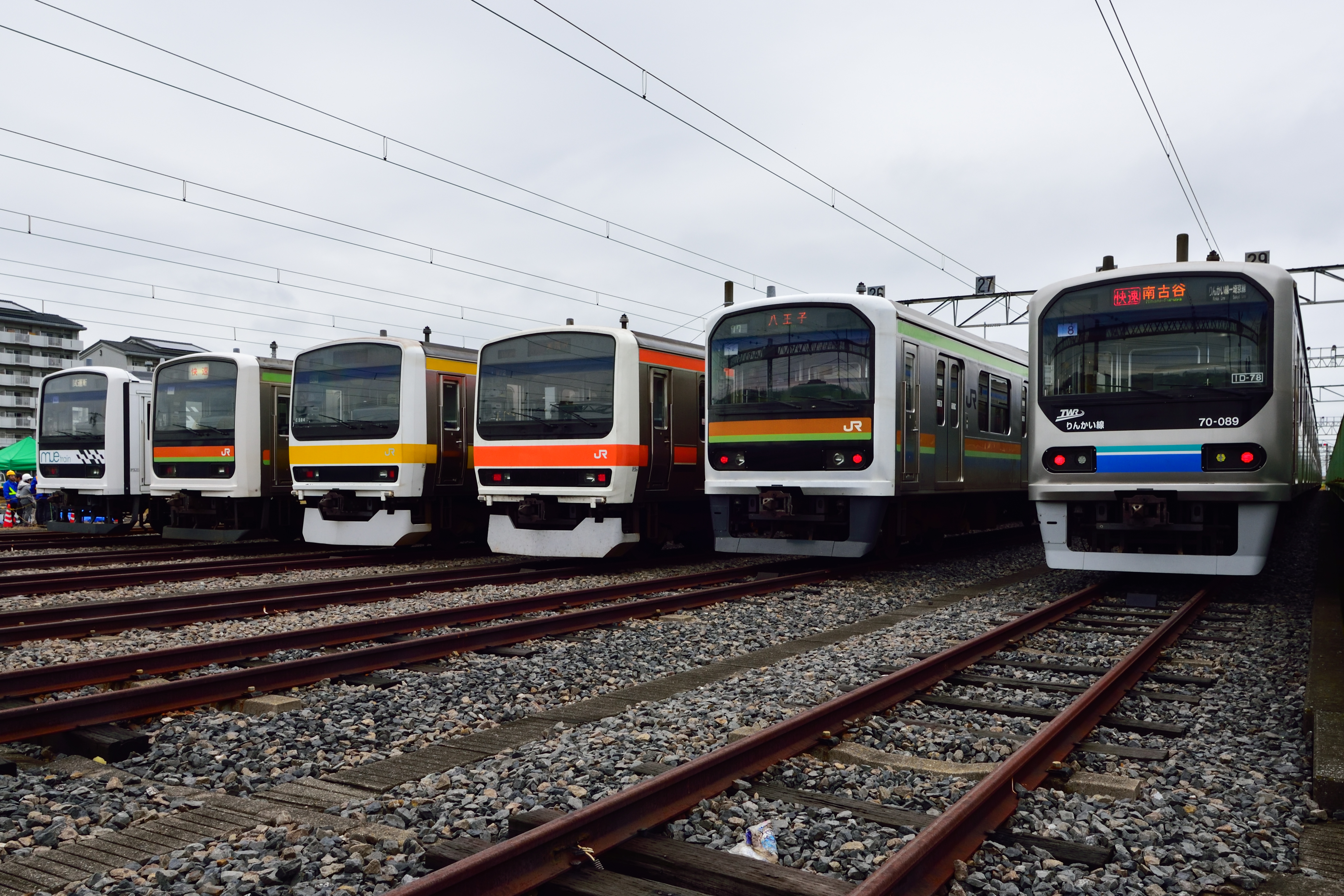
209系系列と派生形式の70-000形
（2017年10月14日 川越車両センター）

1987年（昭和62年）の国鉄分割民営化後も、JR東日本では通勤形電車として国鉄時代に設計された205系を引き続き製造および配置を継続していた。しかし、国鉄時代に大量配備された103系の老朽化による置き換え時期が近付きつつあり、また経済事情の変化や民営化に伴う開発費および製造費用削減の必要性から、新しい設計思想に基づく新世代車両の開発が行われた。その結果、1992年（平成4年）に新世代車両の試作車として「901系」10両編成3本（30両、A・B・C編成）が登場し、京浜東北線・根岸線で試用された。
新系列車両の開発に当たっては『重量半分・価格半分・寿命半分』が達成目標として掲げられた。まず「重量半分」とは、編成単位での総重量の削減と動力車比率の引き下げによる省エネルギー化および点検整備性の向上による維持費用の削減を、また「価格半分」とは、一部の範囲内に製造会社の自由度を認めることと大量生産による調達関連費用の削減を、そして「寿命半分」とは、新造から20 - 30年経過した際の車両の陳腐化や、技術進歩の恩恵を受けられなくなることなどを避けるため、税法上の鉄道車両の減価償却期間である13年間は大規模な分解補修を行わず、その段階で廃車にした場合でも経営上の影響を受けることがないようにすることを意味する。また、設計段階より廃車後のリサイクル計画が策定されるなど、環境問題にも配慮した設計となっている。
新系列車両開発における主な施策は次のとおり。
- 車両本体の製造工法の見直しと新機軸の試用
  - 車両や機材製造企業の選定にコンペ方式を導入
  - 新しい車体構造の開発
  - 台車の取り付け位置を中央寄りに詰めるともに両端のドアの下にかからないように設計することで、車体の補強に必要な部品数を減らして車体重量を軽量化（910番台およびサハ209-923・924を除く）
  - 窓ガラスを外国製の大型1枚固定窓（天地960 mm）にすることにより部品点数を減らして軽量化
  - 客用扉間の寸法を4,800 mmから4,940 mmに拡大し、編成全体で見てほぼ均等配置とする（910番台およびサハ209-923・924は4,910 mm）
- 内装の見直しと新機軸の試用
  - 内装の一体成型（モジュール）化
  - 中央天井部に蛍光灯台座、冷房ダクト・吹出口を一体成形したFRPユニットを採用
    - 前もって灯具や天井ファン、スピーカーなど配線を含め取り付けておき、隣接ユニットとはコネクタで結線しながら構体に取り付けるだけで天井艤装が完了するという工法

  - 濃色の熱線吸収ガラスの採用による日除けカーテンの省略
  - 日本初のフランス・フェヴレ社製電気式ドアエンジン（従来は空気式）の試験的な採用
  - 1人分ずつ独立したバケット式シートの採用。座面クッションは従来のバネ式からウレタン樹脂に変更し、固めの座り心地となる。また、仕切りを兼ねてシート途中に握り棒（スタンションポール）が設置された。座席の構造も壁だけで支える片持ち式となり、座席の下は空洞で蹴込み板がない。暖房用の電熱ヒーターは座席下に吊られている
  - 座席の1人当たりの幅を従来形車両より20 mm広い450 mm幅に、また、座面高さは従来形車両と同一の430 mmであるが、クッションの沈み込み量が少ない分実質的には高くなっている
  - 車内照明用蛍光灯の配置を従来のレール方向の他に枕木方向に並べたものも試用
  - 液晶ディスプレイを用いた車内案内表示装置の試用
- 電気機器の見直しと新機軸の試用
  - VVVFインバータ制御装置と交流誘導電動機採用によるメンテナンスフリー化で、MT比を低下させても加速度を維持している
  - 補助電源装置は電動発電機（MG）に代わり、静止形インバータ（SIV）を採用[注 1]
  - 空気圧縮機（CP）にドイツ・クノール社製スクリュー式も採用して、国産品レシプロ式と比較検討
  - 運転席のマスター・コントローラーに左手操作のワンハンドル式も試用して、従来式2ハンドル式と比較検討
  - パンタグラフを小型化（PS28形）
  - 基礎ブレーキに構成部品数の少ないユニットブレーキを採用
  - 車両間の引き通し線を制御伝送装置のシリアル伝送機能に置き換え、電線数を大幅に削減

民営化後のJR各社では、製造及び開発費用を節約するための策として車両部品や軌道設備用品に日本国外企業製品の採用を模索していた。そのため、日本国外製の機器や内装が多く採用されており、一部は量産車にも反映されている。後述するが、901系では比較のためにVVVFインバータ装置や内・外装などは編成ごとに異なる仕様のものが採用され、量産化に向けた最終的な技術の選択・調整が行われた。その結果、VVVFインバータ装置についてはC編成で使用された三菱製GTO素子タイプ、CPにはA編成に使用されたスクリュー式装置、制御装置はB編成で使用されたワンハンドル式がそれぞれ採用され、1993年（平成5年）に量産車が209系として生産開始された。その量産車ではJR東日本の通勤形電車としては初めてとなるLED式車内案内表示器とドア開閉チャイムが客用ドア上部に設置された。

## 構造
本項では共通事項について述べる。

### 車体
新規製造費用を削減するため、車両メーカーごとの車体工法の違いが容認されている。
従来の国鉄や地下鉄および関東地方の大手私鉄の車両は、複数の企業が共通の図面を用いて製造し、仕様に違いが出ないように考慮されていたが、本系列ではコンペにより選定し、東急車輛製造と川崎重工業の2社が製造を担当した。東急車輛製造が従来からの骨組み工法を改良して対応したのに対し、川崎重工業は新しく開発したシート貼り合わせ工法（2シート工法）を採用しており、外観（窓枠隅の丸み、妻面のビードの有無など）に明らかな相違が見られる。また、内装についても東急車輛製造が従来の化粧板を基本とした組み立てに対し、川崎重工業製の車両でFRP（繊維強化プラスチック）製の内装パネルをビスにより固定する方式を採用するなど、随所に仕様の違いが存在する。
また、JR東日本でも当初より自社での車両製造を計画し、東急車輌製造から構体ブロックを購入して、自社の大船工場において艤内装を行うことで中間車14両（920番台の2両含む）をノックダウン生産し、翌1994年（平成6年）からは新津車両製作所を開設して本系列の自社生産を開始した。前身の新津工場→新津車両所時代も含めて同所で車両を製造したのは、107系に続く2例目。
クラッシャブルゾーンは用意されていないが、乗務員（主に運転士）の安全確保のため、客室と乗務員室の間に「非常用救出口」が用意されている。これは、前方から運転士に強い衝撃が加わると客室側に抜ける構造になっている。

### 車内
- 大型の熱線吸収ガラスの採用とカーテンの省略
- スタンションポールが付いたバケット式の座席
- 客用ドア上部のLED式車内案内表示器の設置

など、内装は一新された結果、定期点検および整備作業に関わる工程の簡素化と同時に利用者への利便性向上を意図したものとなっている。
| 形式                                | 先頭車            | 中間車            | 特記事項の中間車                                             |
| ----------------------------------- | ----------------- | ----------------- | ------------------------------------------------------------ |
| 元901系グループ                     | 147人（座席48人） | 156人（座席54人） |                                                              |
| 0番台・3000番台・3100番台・2200番台 | 146人（座席45人） | 156人（座席54人） | 6扉車 座席使用時155人（座席30人） 座席収納時157人（座席0人） |
| 500番台・3500番台                   | 147人（座席43人） | 162人（座席54人） |                                                              |
| 1000番台                            | 141人（座席46人） | 156人（座席54人） | 車椅子スペース付き：156人（座席51人）                        |
| 2000番台・2100番台                  | 142人（座席51人） | 156人（座席54人） | トイレ付き：149人（座席48人）                                |

### 主要機器
MM'ユニットを踏襲し、M車（モハ209形）にはVVVFインバータが、M'車（モハ208形）には補助電源装置・空気圧縮機・集電装置が搭載される。
JR東日本では、1986年（昭和61年）に常磐緩行線用としてVVVFインバータ制御を採用して製造した207系900番台を承継したが、結局量産には至らず、本系列において本格的にVVVFインバータ制御（1C4M方式）を導入した。このインバータ装置は三菱電機製で、素子にはGTOサイリスタが採用されている。
主電動機（MT68）は交流誘導電動機で、定格出力は95 kWと低いが、VVVFインバータ装置とともに用いるために起動時などには1時間定格出力以上の過負荷使用を前提としており、実際には直流電動機150 kW相当の出力を持っている。その結果、10両編成で4M6T（地下鉄直通用は従来どおり6M4T）の動力車比率（MT比）でありながら205系京葉線仕様と同等の起動加速度2.5 km/h/s・最高速度110 km/hを達成している（歯車比は7.07）。また、整流子のない交流誘導電動機の採用はメンテナンスコストの削減にも貢献しており、主電動機点検蓋の必要もない。
補助電源装置は素子にGTOサイリスタを使用した静止形インバータ（SIV）で、東洋電機製造が製作した。回流は直流1,500 Vを昇降圧チョッパで1,200 Vの安定電圧に変換、三相インバータで交流に変換、変圧器により三相交流440Vを出力する（昇降圧チョッパ式GTOサイリスタインバータ）。901系では3編成分6台とも共通品で、リアクトル・トランス箱（ICD）とSIV本体は一体箱構成となっている。一方、量産車の209系では同メーカー・同方式であるが、車内表示器などの設置に伴い、電源容量が190 kVAから210 kVAにアップした。このため、901系では一体箱であったリアクトル・トランス箱（ICD）とSIV本体は別箱構成とした。
台車は、ボルスタレス台車DT61（電動車）、TR246（付随車）が新たに開発された。空気ばね支持位置を台車枠直上と従来よりも内側に持ってくることで、台車構成が簡略化された。軸箱支持は軸梁式であり、軸ばねにコイルばねを採用する。
空気圧縮機は、保守点検で有利なドイツ・クノールブレムゼ製のスクリュー式が採用される。

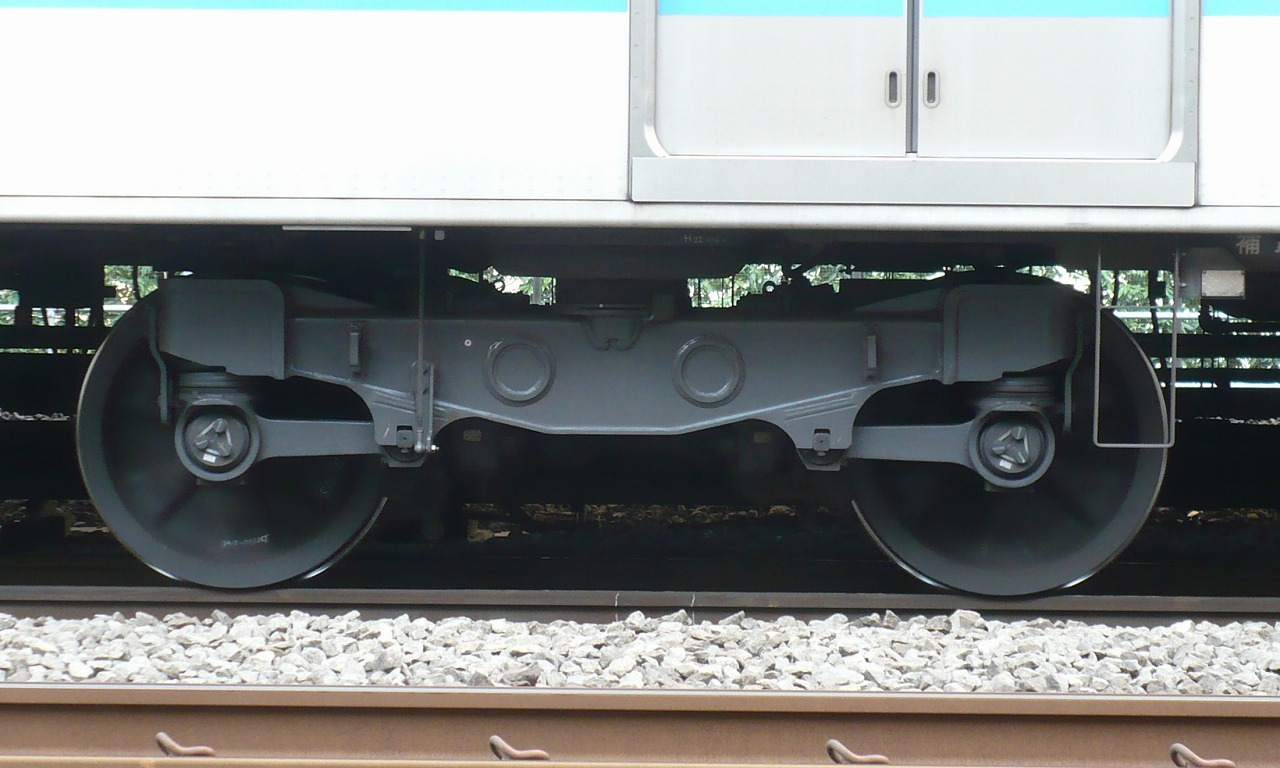
モハが装備するDT61形と同型の動力台車 （東京臨海高速70-000形KW151形）
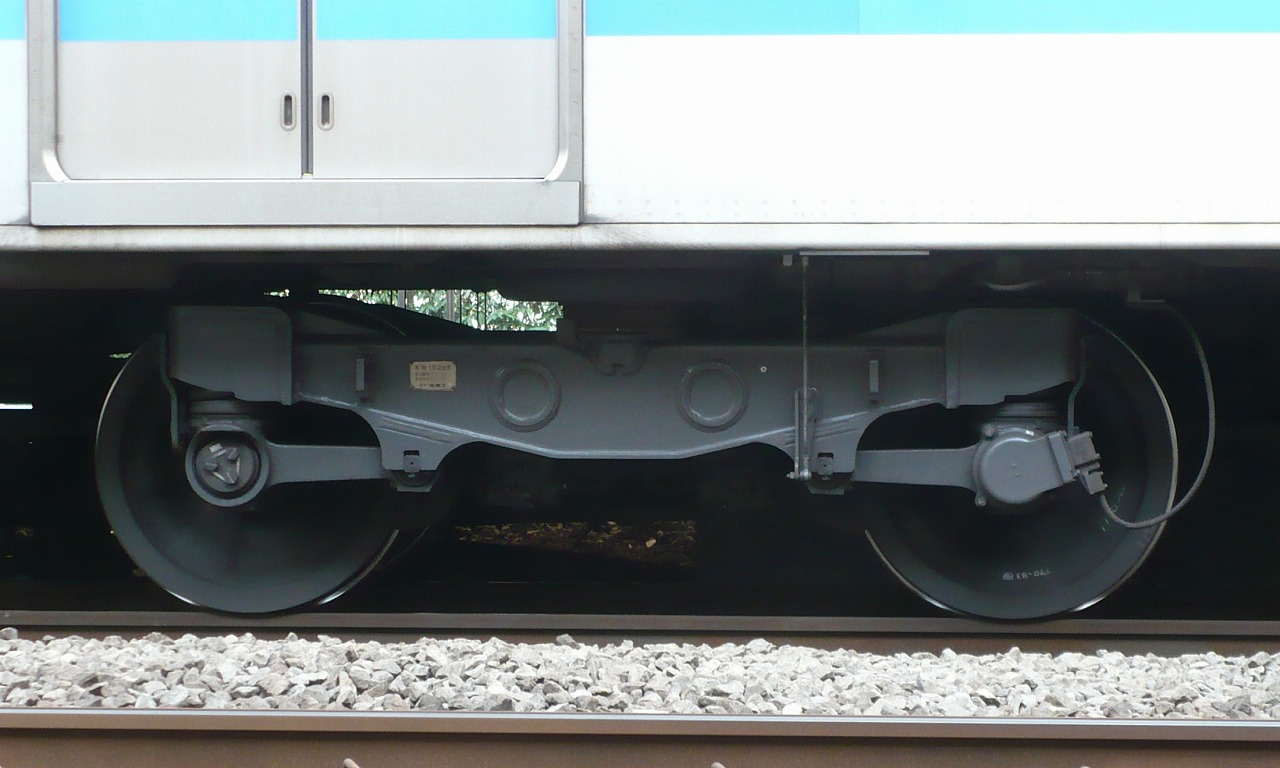
クハ・サハが装備するTR246形と同型の付随台車 （東京臨海高速70-000形KW152形）

## 形式
クハ209形 (Tc)
奇数向き制御車。運転台を備え、空気圧縮機（南武線用以外の初期車両のみ）・蓄電池（初期車両以外）・整流装置（初期車両以外）などを搭載する。
クハ208形 (T'c)
偶数向き制御車。運転台を備え、蓄電池（初期車両以外）・整流装置（初期車両以外）などを搭載する。
モハ209形 (M)
中間電動車。モハ208形とユニットを組む。VVVFインバータ・集電装置などを搭載する。
モハ208形 (M')
中間電動車。モハ209形とユニットを組む。補助電源装置・空気圧縮機・蓄電池（初期車両のみ）・整流装置（初期車両のみ）などを搭載する。ただし、1000番台の5号車に位置する車両はこれら機器を搭載しない。
サハ209形 (T)
中間付随車。
サハ208形 (T')
中間付随車で6扉車。

## 番台別概説
試作車（900・910・920番台）・量産車（0番台以降）・950番台（後にE231系900番台へ改番）・更新改造車を登場順に記述する。

### 901系（試作車）

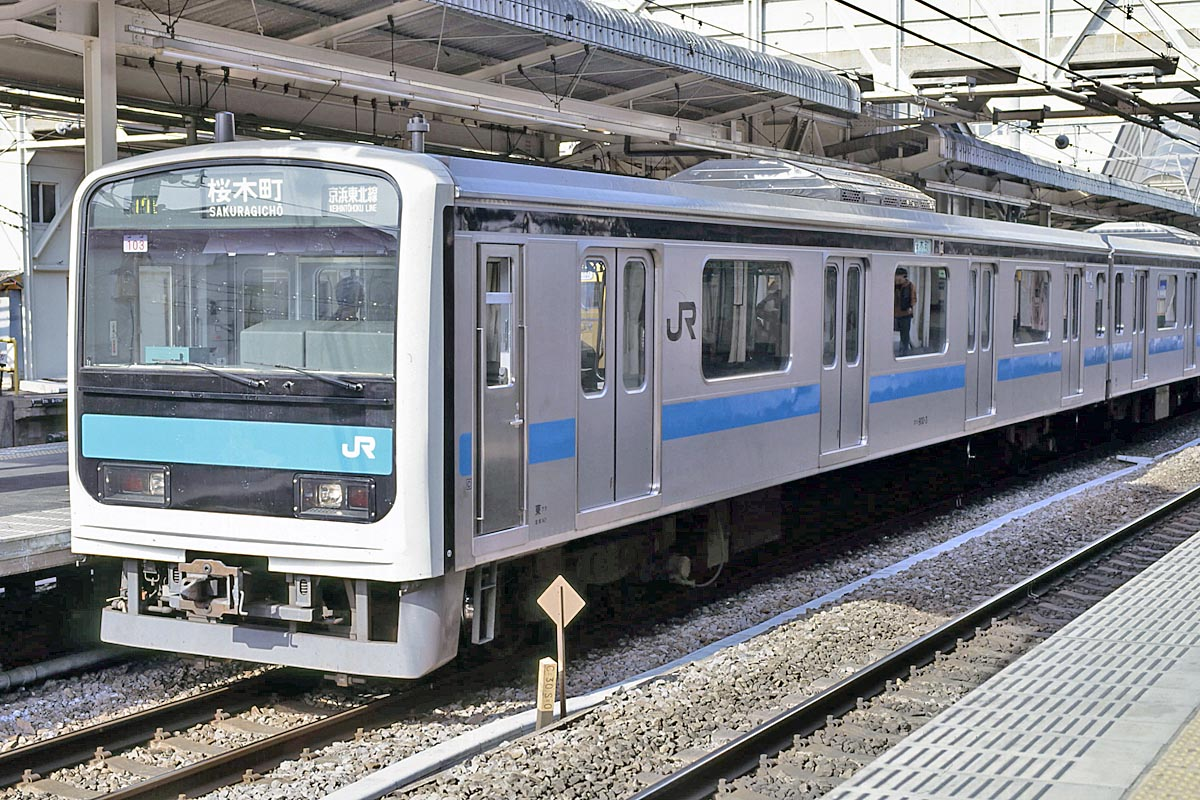
901系C編成（後の209系920番台・クハ900-3）
（1993年3月6日 川崎駅）

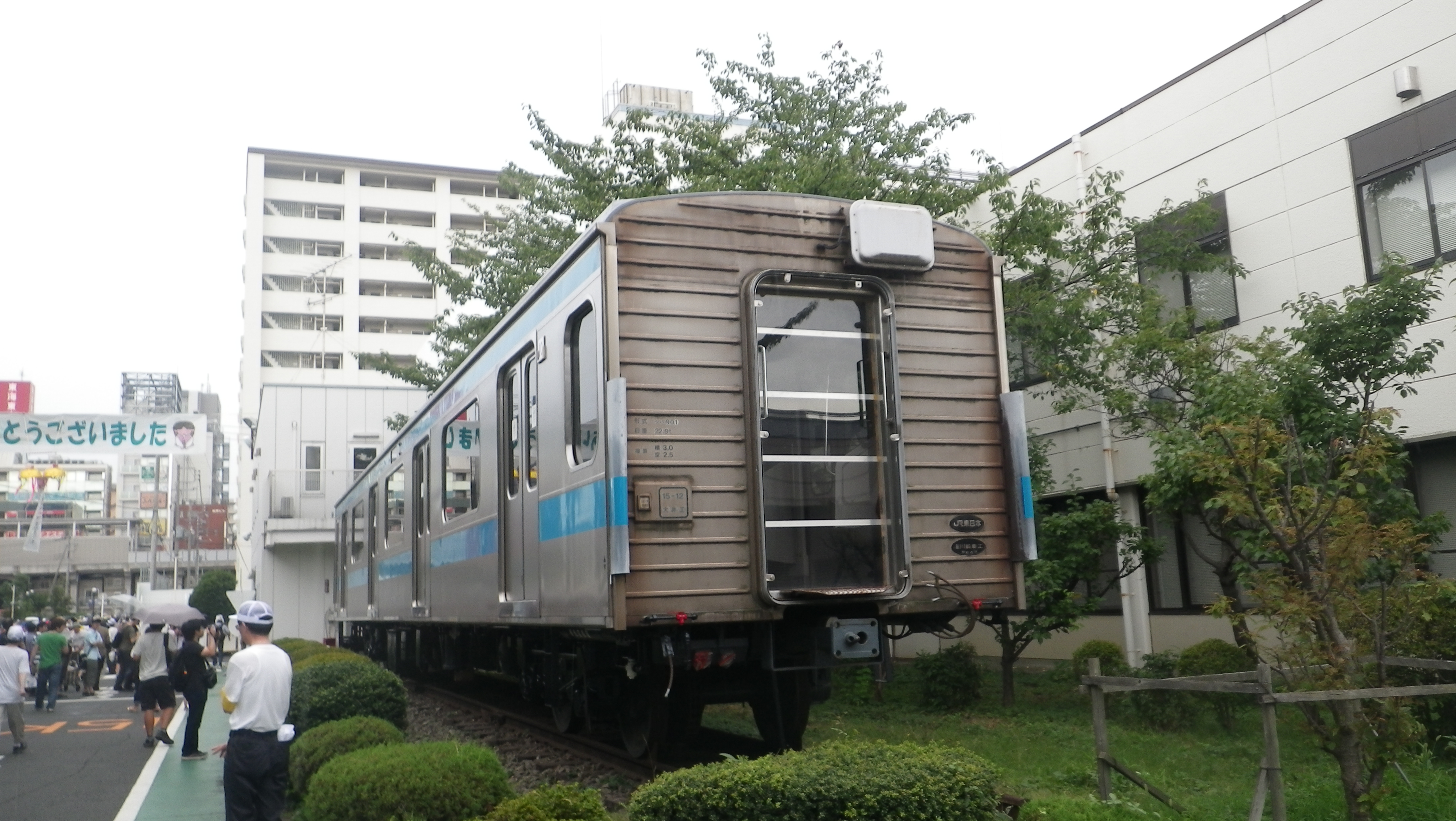
試作車では妻板にラジオアンテナが取り付けられている
（2014年8月23日 東京総合車両センター）

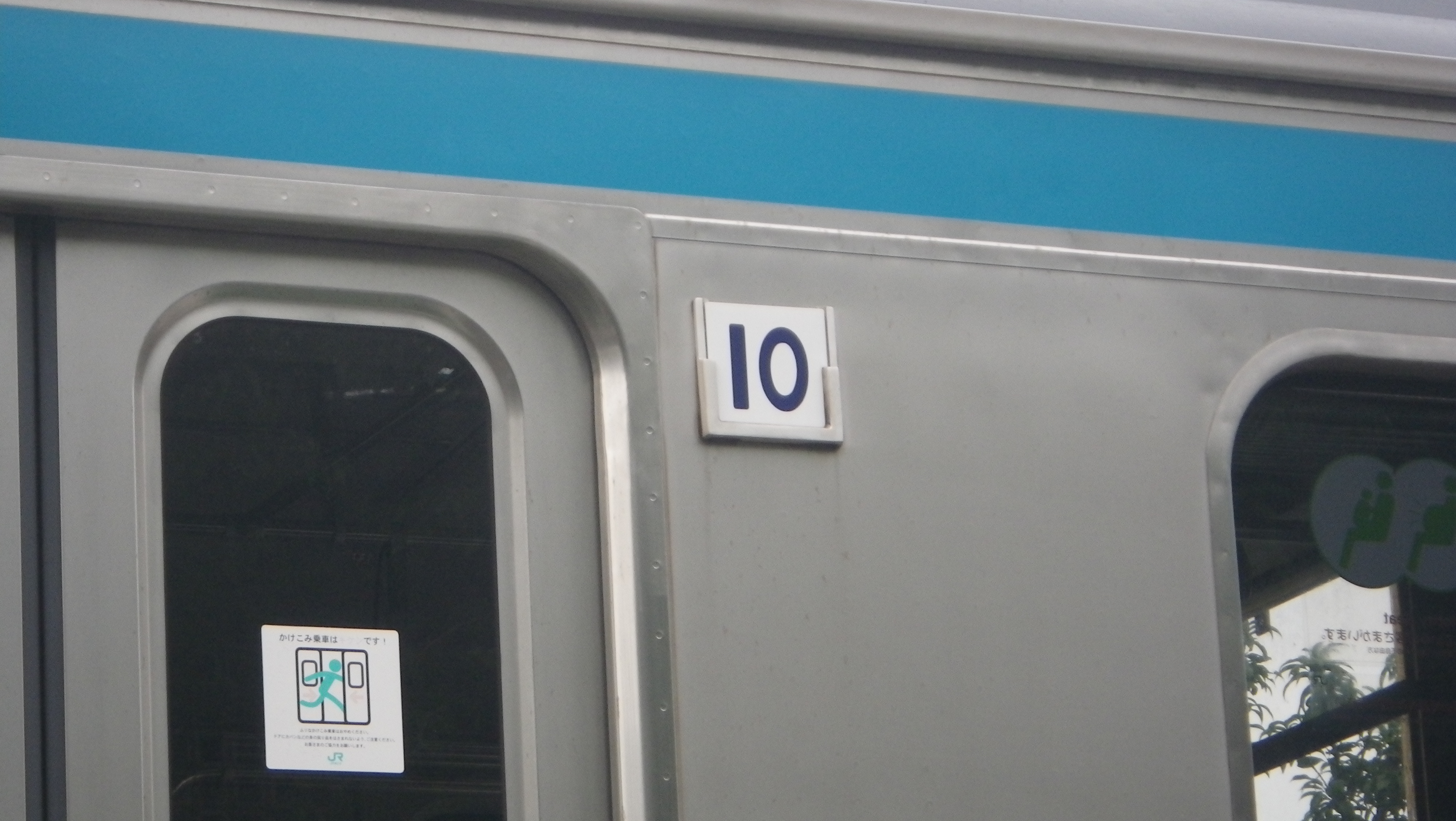
アクリル板を使用した号車番号表示
（2014年8月23日 東京総合車両センター）

1992年（平成4年）3月に登場し、浦和電車区（現：さいたま車両センター）に10両編成3本（30両）が配置された。当初は901系と称したが、1994年（平成6年）1月から3月にかけて量産化改造を行った上で本系列の900・910・920番台とされた。901系としての落成当初は上部側面帯の色が■黒色であったが、量産化に伴い下部側面帯と同様の■スカイブルーに変更された。
0番台の仕様と極力合わせる量産化改造が実施されたが、主要機器はそのままであった。この特殊仕様が保守上の弱点となったことや、車体の老朽化が0番台と比べると顕著となったことから、500番台を転入させることによってE233系の導入を待たずに早期に運用を離脱した。

#### 量産車との相違点
量産車との相違点は以下の通り。
- ドア開閉チャイムおよび次駅案内表示器の未設置
- 車椅子スペースの未設置
- 車体の号車番号表示がステッカーではなくアクリル札を使用している
- スカートが小形である

また、当初乗務員室仕切り部には窓が3枚配置され、遮光幕としてリニアモーター駆動の横引き式プリーツカーテンが設置されたが、量産化改造時に運転台背面は非常救出口に、中央の窓は通常のロール式の遮光幕にそれぞれ改められた。
落成時の901系編成表
|       | ← 大宮大船 → |             |               |              |             |             |             |               |              |               |                                 |
| 号車  | 10           | 9           | 8             | 7            | 6           | 5           | 4           | 3             | 2            | 1             | 製造メーカー                    |
| 形式  | クハ901 (Tc) | サハ901 (T) | ◇ モハ901 (M) | モハ900 (M') | サハ901 (T) | サハ901 (T) | サハ901 (T) | ◇ モハ901 (M) | モハ900 (M') | クハ900 (Tc') | 製造メーカー                    |
| A編成 | 1            | 1           | 1             | 1            | 2           | 3           | 4           | 2             | 2            | 1             | 川崎重工業                      |
| B編成 | 2            | 5           | 3             | 3            | 6           | 7           | 8           | 4             | 4            | 2             | 東急車輛製造                    |
| C編成 | 3            | 9           | 5             | 5            | 10          | 11          | 12          | 6             | 6            | 3             | 川崎重工業（ただし■は大船工場） |

- 制御装置（VVVFインバータ装置）はモハ901形に搭載、補助電源装置（静止形インバータ）はモハ900形に搭載
- 空気圧縮機はA・B編成はクハ901形・モハ901形に搭載、C編成はクハ901形・モハ900形に搭載

1992年（平成4年）5月7日から営業運転を開始した。営業開始当日はA編成とC編成が使用され、先頭車の前面にはヘッドマークが取り付けられたほか、A編成は大宮駅で、C編成は桜木町駅において「祝 21世紀の通勤電車デビュー」と称した出発式セレモニーが実施された。
2006年に試作車のB編成（ウラ91）を皮切りに翌年の3月にはC編成（ウラ92）が、同年の8月にはA編成（ウラ90）が東大宮へ疎開回送された。その後3編成とも長野総合車両センターへ廃車回送されている。2010年（平成22年）より、クハ209-901が車両番号表記を登場時の「クハ901-1」に復元したうえで東京総合車両センターの正門付近で保存されている。
3編成とも試作車であるため、それぞれの仕様は大きく異なっている。

#### 900番台

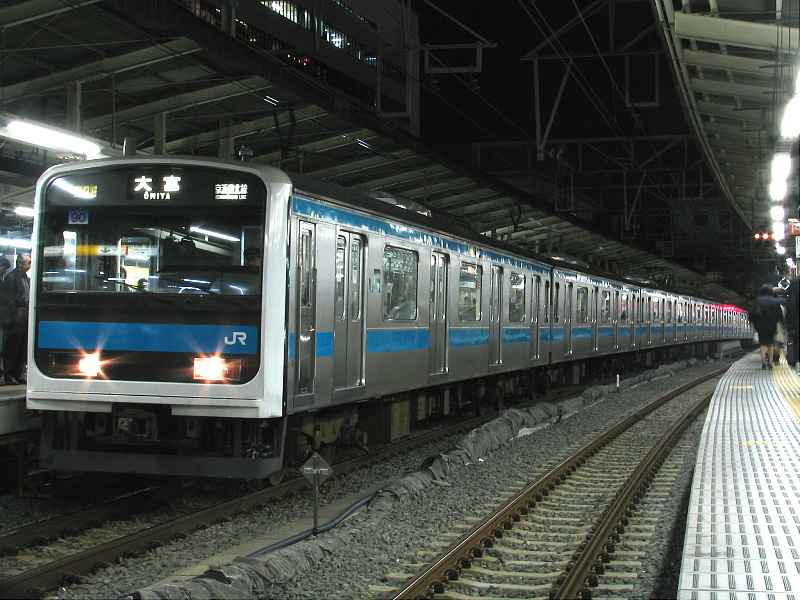
209系900番台
量産車と違い『6Doors』シールが貼り付けられていない。
（2006年11月7日）

- 元901系A編成で、製造会社は川崎重工業。
- 制御装置は富士電機製のパワートランジスタ素子（1,200 V - 300 A）1C1M（1基につき1個のモータを制御）方式を採用[17]。非同期モードのみで制御するのも特徴である。素子の耐圧が低かったため、各VVVF装置を直列に接続している。各VVVF装置の直流入力にバランス抵抗を接続し、各主電動機の負荷分担変化に対して入力電圧のバランスを確保する方式であったが制御が不安定であり、それが理由で量産車の主回路方式の候補から真っ先に外れた。量産化改造後も引き続き使用されたが、京浜東北線のデジタルATC化に対応できなかったため、2001年（平成13年）に量産車と同じ装置に交換された。
- 車体は2シート工法（川崎重工業独自の製造方法）
- 側窓は大型1枚窓
- 7人掛け座席部の中央の荷棚を省略（量産化改造に際し増設）
- スクリュー式空気圧縮機（量産車に採用）
- 直動空気式ドアエンジン
- 2ハンドル式マスター・コントローラー（量産化改造に際しワンハンドル化）
- 2007年度（平成19年度）は予備車として残存していたが、同年8月28日に運用を離脱し、浦和電車区から東京総合車両センターへ回送、さらに同月30日には同センターから大宮総合車両センター東大宮センター（東大宮操車場）に疎開回送された。なお、疎開の際には脱線試験に使用される9号車のサハ209-901を抜いた9両編成で回送された。また、前述の通りクハ209-901は東京総合車両センター正門付近に保存された。

#### 910番台
- 元901系B編成で、製造会社は東急車輛製造。
- 制御装置は東芝製GTO素子（4,500 V - 500 A、1C1M方式。後に255系に採用）[18]。1C1M方式であるが、VVVF装置を4個並列に接続する個別分散方式となっている。2001年（平成13年）のデジタルATC化に際してはVVVFインバータのソフトを変更したため、ベクトル制御対応になり、停止寸前に非同期モードが入るなど走行音が若干変化している。
- 車体は在来工法を改良したもの
- 前面FRPの厚さが他の編成より薄い
- 台車間距離は13,800 mm、先頭車全長は20,340 mm
- 側窓は2分割方式
- レシプロ式空気圧縮機
- 電気式ドアエンジン
- つかみ棒の設置によるつり革の省略（量産化改造に際しつかみ棒を撤去しつり革を設置）
- 蛍光灯を枕木方向に配置
- 空調の送風にダクトレス方式を採用（東芝が開発したスプリット式空調）[18]
- 客用ドアガラスは金属金具押さえ支持（川重製の900・920番台は接着式）
- 側面行先表示器は偶数号車のみに設置
- 座席仕切り板は独自のものを使用
- 1ハンドル式マスターコントローラー（形状を改良した上で量産車に採用）
- 2006年12月19日に運用離脱。同月26日に浦和電車区から東大宮操車場へ疎開回送された。

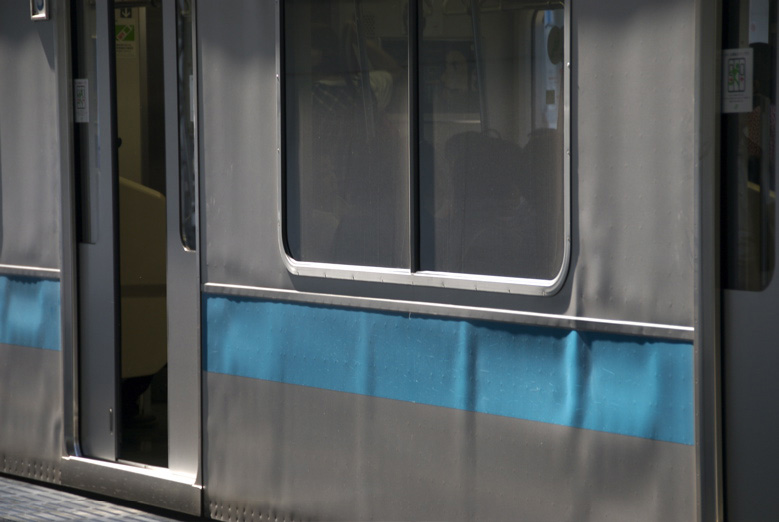
209系910番台の2枚窓と独自の仕切り板 （2006年9月24日 新杉田駅）
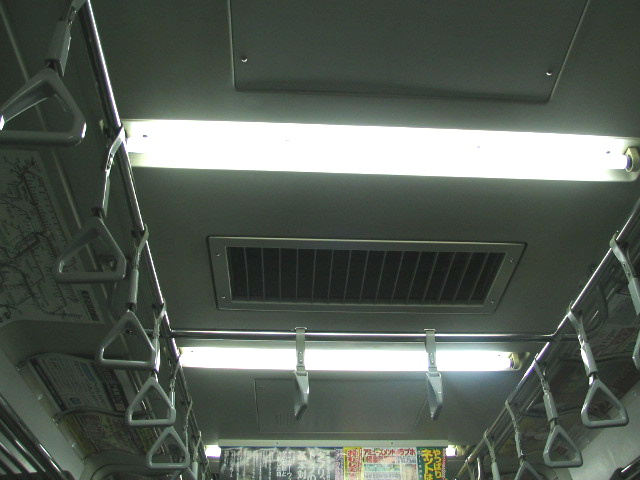
枕木方向に配置された蛍光灯 （2006年11月7日）

#### 920番台

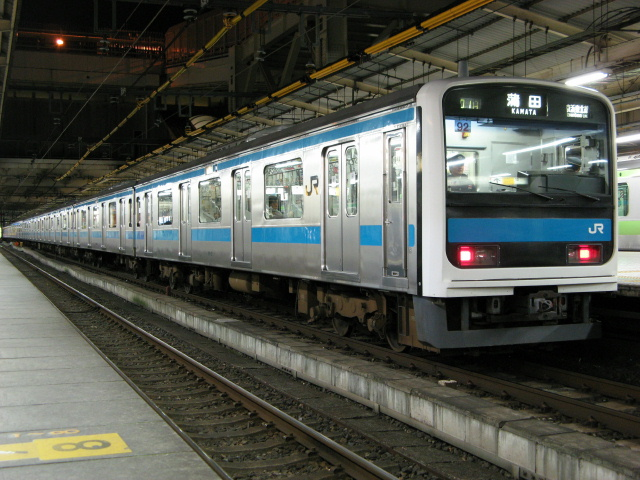
209系920番台
（2007年1月11日 上野駅）

- 元901系C編成で、製造会社は川崎重工業（1 - 3・6 - 10号車）とJR東日本大船工場（4・5号車）。
- 制御装置は三菱製GTO素子（2,500 V - 2000 A）による3レベル制御1C4M2群方式（量産車に採用）[19]
- 車体は川崎重工業製造分が2シート工法、大船工場分が在来工法の改良型
- 大船工場製造分の台車間距離は13,800 mm
- レシプロ式空気圧縮機
- 直動空気式ドアエンジン
- 側窓は川崎重工業分が1枚窓、大船工場分が2分割方式
- 6号車の車内に液晶式の情報モニタ装置を設置（後に撤去）
- 大船工場分の車内は910番台と同仕様
- 2ハンドル式マスターコントローラー（量産化改造時に1ハンドル化）
- 2007年（平成19年）3月7日に運用を離脱し、浦和電車区から東大宮操車場へ疎開回送された。

### 0番台（量産車）
- 京浜東北線・根岸線
  - 運用線区：大宮 - 赤羽 - 田端 - 東京 - 川崎 - 横浜 - 磯子 - 大船
  - 運用期間：1993 - 2010年
  - 車体帯の色：■スカイブルー
  - 配置：浦和電車区
  - 投入車両数：10両編成78本（780両）
- 南武線
  - 運用線区：川崎 - 立川
  - 運用期間：1993 - 2015年
  - 車体帯の色：■黄色、■オレンジ色、■ぶどう色
  - 配置：中原電車区
  - 投入車両数：6両編成2本（12両）

1993年（平成5年）に登場した量産車。京浜東北線・根岸線用は同年2月15日より1編成が限定運用で営業運転を開始し、3月1日より5本が本格的な営業運転を開始した。一方、南武線用（ナハ1編成）は同年4月1日より営業運転を開始した。
本系列の投入に当たっては、乗客へのサービス向上と経済効果の高い路線として、投入先に京浜東北線が選定された。一方、南武線では1993年4月10日ダイヤ改正に伴って、横浜線に205系が転出することとなったため、その補充として南武線の新車比率を下げないため（205系は直接投入された新車であった）にも本系列が直接投入されることとなった。
当初、南武線用ナハ1編成は運用を限定して使用されていたが、1994年（平成6年）12月のダイヤ改正より103・205系と共通運用となった 。なお、その後も南武線には103系の置き換え用として209系の直接投入が計画されたが、次に述べるダイヤ改正の列車増発用車両を最後に、同線への直接投入は中止となった。1997年（平成9年）3月22日のダイヤ改正の南武線列車増発用として車両が必要となったが、103系の転用には改造工事が伴うことから、新車（ナハ32編成）が直接投入されることとなった。
仕様
前面は踏切事故対策として骨組を追加して強度を向上させたほか、前面排障器（スカート）を大形化、運転室の空間を拡大、運転台背面に非常救出口を設置した。空気圧縮機にはドイツ・クノール社製のスクリュー式を採用し、1 - 6次車は電動発電機（MG）のような甲高い動作音が特徴（ 動作音）。運転席のマスター・コントローラーは左手操作のワンハンドル式を採用。ドアエンジンは量産初期ロットでは従来と同じ日本製の空気式が採用されたが、ウラ（浦和電車区の電略）16編成（3次車）から外国製の戸挟み安全装置付き電気式に変更された。ドア開閉時のチャイムと、扉上部に3色LEDディスプレイによる次駅表示などを行う旅客案内表示器を装備している。また、先頭車には車椅子スペースが設置されたほか、連結面に転落防止幌が設けられた。
ワンハンドルマスコンの採用については、901系での試行時に運転士から「時隔の短いところでは無理」「操作は別々に行うもの」「ブレーキはハンドルの角度で判断する」などの否定的な意見もあったが、最終的には量産車となる209系で正式な採用に至っている。当初は運転士が慣れていないこともあって評判は良くなかったが、その後は操作性が良いことや、疲労が少ないことなどから評判は非常に良いものとなった 。
京浜東北線・根岸線用0番台は、2007年（平成19年）12月22日よりE233系1000番台が投入されたことにより廃車および房総地区・南武線への転用が進行し、2010年（平成22年）1月24日で運用を終了した。運行終了直前の2010年1月17日からはウラ52編成の先頭車にありがとうヘッドマークを付けて運転された。南武線用0番台はナハ1編成が2200番台投入に伴い2009年（平成21年）9月10日に長野総合車両センターに廃車回送された。残ったナハ32編成はその後も2200番台とともに運用されていたが、2014年にデビューしたE233系8000番台に置き換えられ、2015年3月4日付で廃車となった。これをもって0番台は廃区分番台となった。

#### 編成
京浜東北線・根岸線用
|               |           | ← 大宮大船 → |             |               |              |              |             |             |               |              |               |
| 号車          | 号車      | 10           | 9           | 8             | 7            | 6            | 5           | 4           | 3             | 2            | 1             |
| 形式          | 形式      | クハ209 (Tc) | サハ209 (T) | ◇ モハ209 (M) | モハ208 (M') | サハ208 (T') | サハ209 (T) | サハ209 (T) | ◇ モハ209 (M) | モハ208 (M') | クハ208 (Tc') |
| 搭載機器      | 搭載機器  | CP           |             | VVVF          | SIV,CP       |              |             |             | VVVF          | SIV,CP       |               |
| 車両重量（t） | 1・2次車  | 23.0         | 21.0        | 27.7          | 28.0         |              | 21.0        | 21.0        | 27.7          | 28.0         | 22.3          |
| 車両重量（t） | 3次車以降 | 23.3         | 21.2        | 27.9          | 27.7         | 24.5         | 21.2        | 21.2        | 27.9          | 27.7         | 23.1          |

- 当初の編成では6号車もサハ209形であったが、後のウラ36編成以降は6扉車のサハ208形（同車は7次車以降に区分）が組み込まれ、在来編成にも順次組み込まれた。
- 1・2次車はウラ1 - 15編成、3次車以降はウラ16編成以降。ただし、サハ208形6扉車組み込みに伴う編成替えにより、以降は製造次車が揃った編成は少ない。
- 搭載機器の欄の■の網掛は空気式ドアエンジンを使用する1・2次車（ウラ1 - 15編成）のみに搭載。

南武線用
|          | ← 川崎立川 → |                |              |                |              |               |
| 号車     | 1            | 2              | 3            | 4              | 5            | 6             |
| 形式     | クハ209 (Tc) | ＜ モハ209 (M) | モハ208 (M') | ＜ モハ209 (M) | モハ208 (M') | クハ208 (Tc') |
| 搭載機器 |              | VVVF           | SIV,CP       | VVVF           | SIV,CP       |               |

- モハ209のパンタグラフは2012年（平成24年）1月にシングルアーム式のPS33F形に交換された。

MT比は京浜東北線・根岸線用が4M6T、南武線用は4M2Tで、MT比が高い南武線の車両はVVVFインバータ装置の設定を変更しており、インバータおよびモータから発する変調音が若干異なる。
京浜東北線・根岸線用の車両は登場当初全車が4扉車の編成であったが、ウラ36編成（1995年度製造分で最初の新津車両製作所製車両）から6号車に6扉車を連結した編成となり、1996年（平成8年）から1997年（平成9年）にかけて6扉車・サハ208形を多く製造して従来の編成の6号車と差し替え、全編成への6扉車連結を完了させた。なお、従来の編成の6号車（サハ209形）は廃車せずに他の編成に組み込まれたため一部の編成では、川重製と東急・新津製の車両との混結があった。6扉車を連結した編成には先頭車の前面と6扉車の扉の上部に「6DOORS」のステッカーを貼付していた。車内の座席は折り畳み式で、平日の初電 - 9時30分までは座席を使用することができなかった。

#### 備考
- 車内には「この電車は、従来の半分以下の電力で走っています。」と表記されたステッカーが試作車も含めて貼付されている。ただし、2000・2100・2200番台ではこのステッカーは貼付されていない[注 10]。
- ウラ19・21・35編成では日本テレコム（現：ソフトバンク）の協力の下にコンテンツ編集・配信センターで蓄積されたコンテンツを駅などに設置された無線伝送装置から無線LANで受信し、車両内にリアルタイムで配信する「デジタルモニタ」サービスの実証実験に使用された。この実験車両では中吊り広告を撤去している。
- 新津車両製作所で最初に製造されたウラ36編成は、落成直後の1995年4月29日に招待客を乗せた上で信越本線新潟 - 新津間を走行した実績がある[27]。運転に際しては特製ヘッドマークが用意された。
- ウラ57編成は落成後しばらく電動車ユニットごとに異なる新型VVVFインバータ装置を搭載して試運転を実施していた[28]。試験終了後は通常のインバータ装置に交換された。
- ウラ67編成のクハ209-69は、2002年（平成14年）1月19日に蒲田電車区構内で脱線事故を起こした影響で台枠が歪んだため、車体が代替新造された。内装品などの一部は元の車体のものが再利用されているが、これは修理扱いで書類上廃車とはされていない。
- 1993年11月上旬には209系0番台10両編成と113系4両編成で異車種の併結試運転が実施されている[29]。ただし、目的についてはJR東日本より公表されていない。
- ウラ78編成では、一時期試験的に乗車促進メロディが10時 - 16時の間のみ使用されていた。
- ウラ51・54 - 66編成と南武線用2編成の運行番号表示器は7セグメントマグサイン式からLED式に交換された。また、ウラ2編成は大宮方（クハ209-2）のみ運行番号表示をLED式とされたが、大船方（クハ208-2）は原型のマグサイン式のままとなっていた。
- ウラ49 - 52編成と南武線用2編成（クハ209-13・68、クハ208-13・68）はデジタル無線装置を搭載しているが、ウラ49 - 52編成に関しては、無線切り替えスイッチをアナログ側に固定、南武線用編成は、2009年1月25日よりデジタル無線の使用を開始した。
- 南武線用のナハ32編成は、2011年（平成23年）1月に行先表示器がLED化された[30]。2012年（平成24年）1月には、パンタグラフがシングルアーム式のPS33F形に置き換えられた。また、2014年（平成26年）には、編成札がステッカーに変更された。

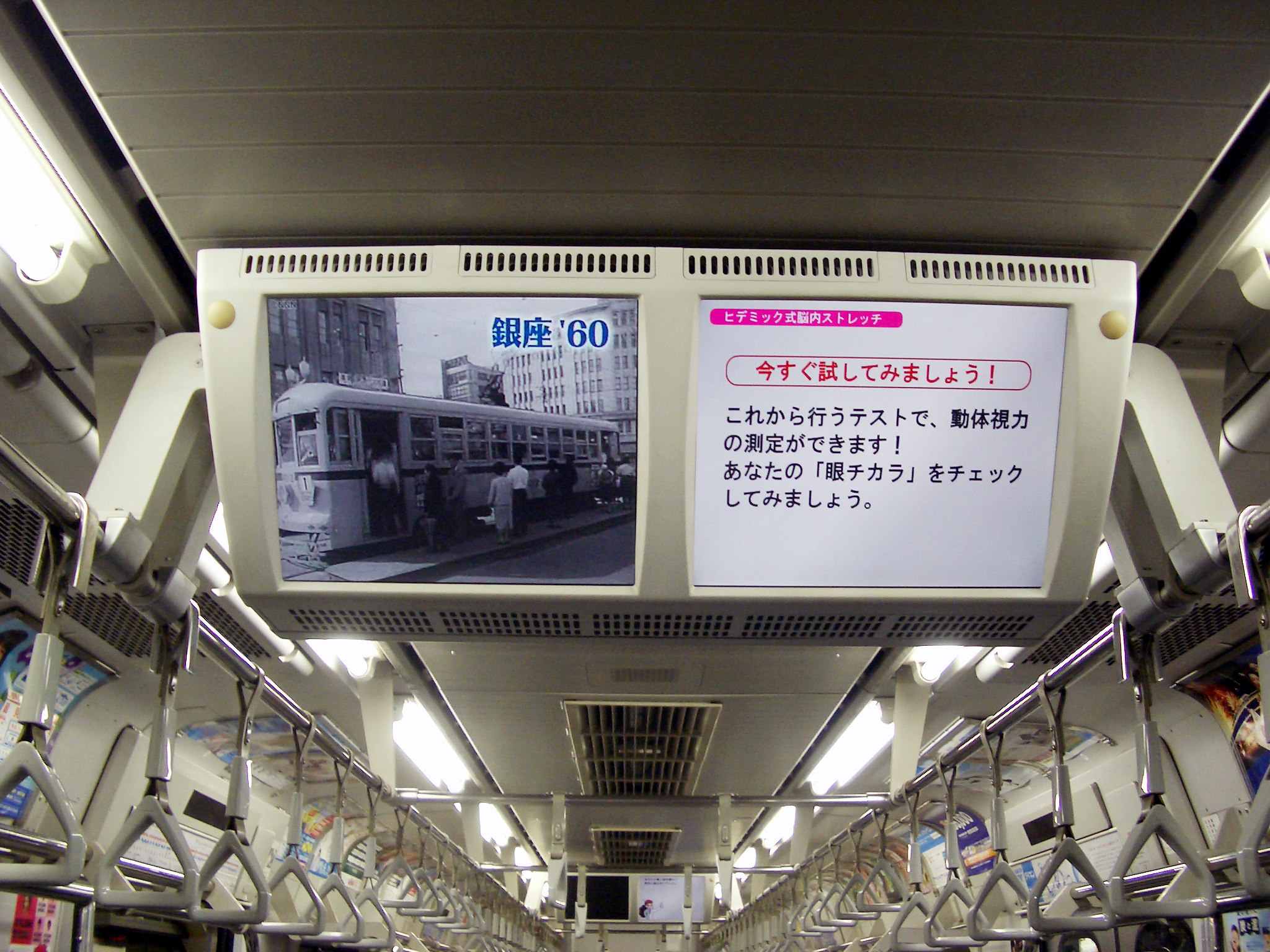
京浜東北線・根岸線のウラ35編成に設置されていたWVIT試験用モニター （2006年8月7日）
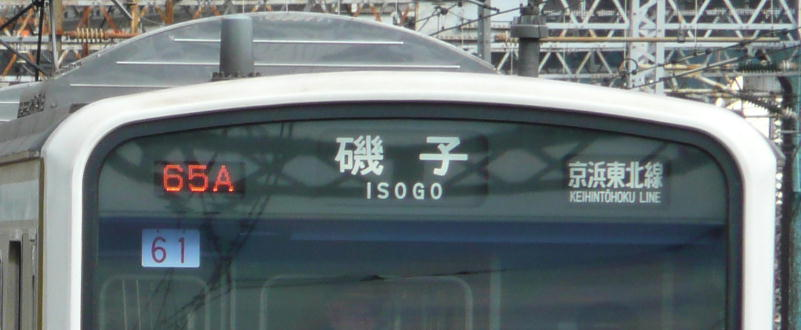
運行番号表示をLED式に交換したウラ61編成 （2007年12月10日 田町駅）
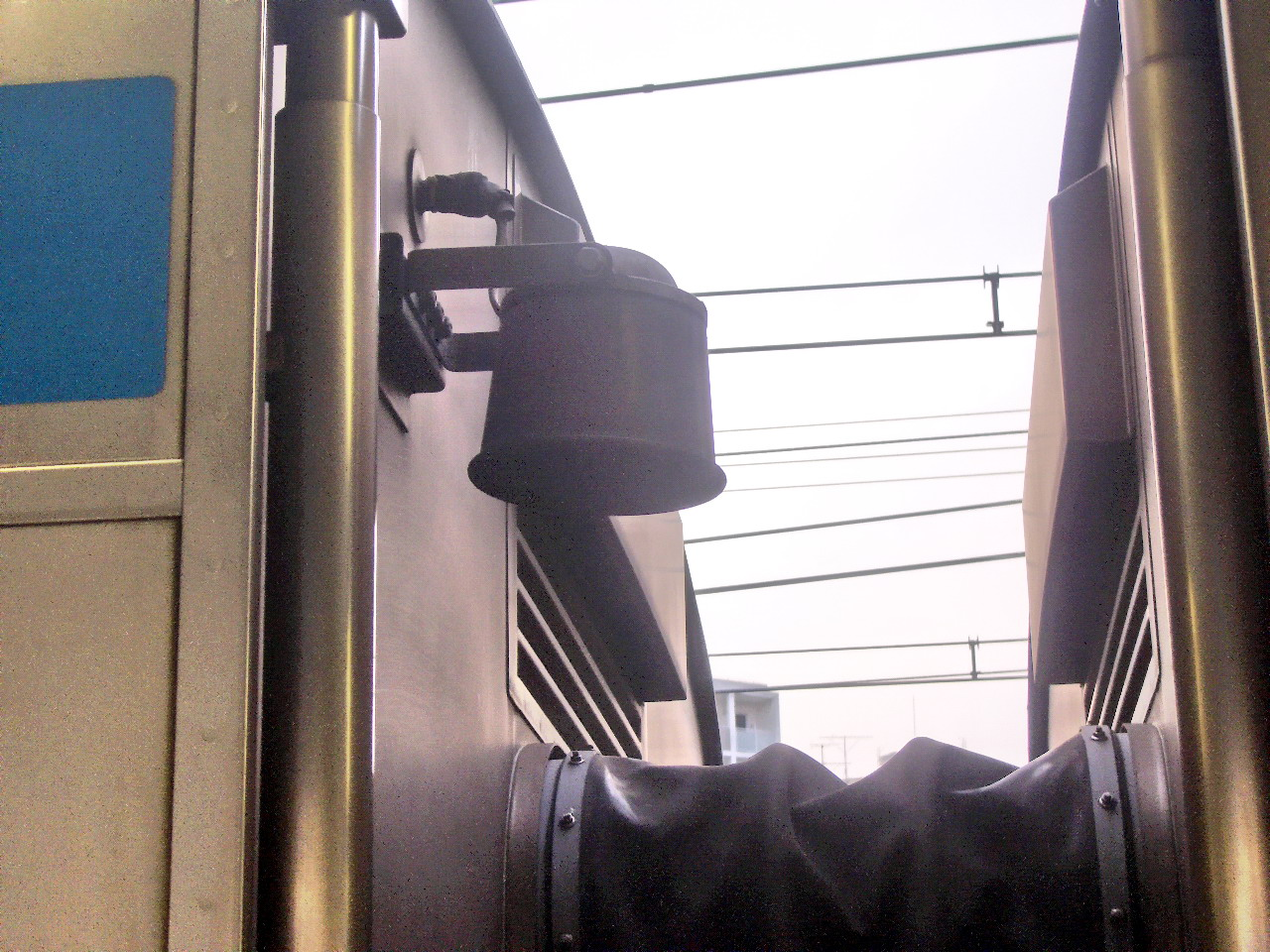
京浜東北線・根岸線のウラ78編成に搭載されている車外スピーカー （2008年3月2日 東神奈川駅）
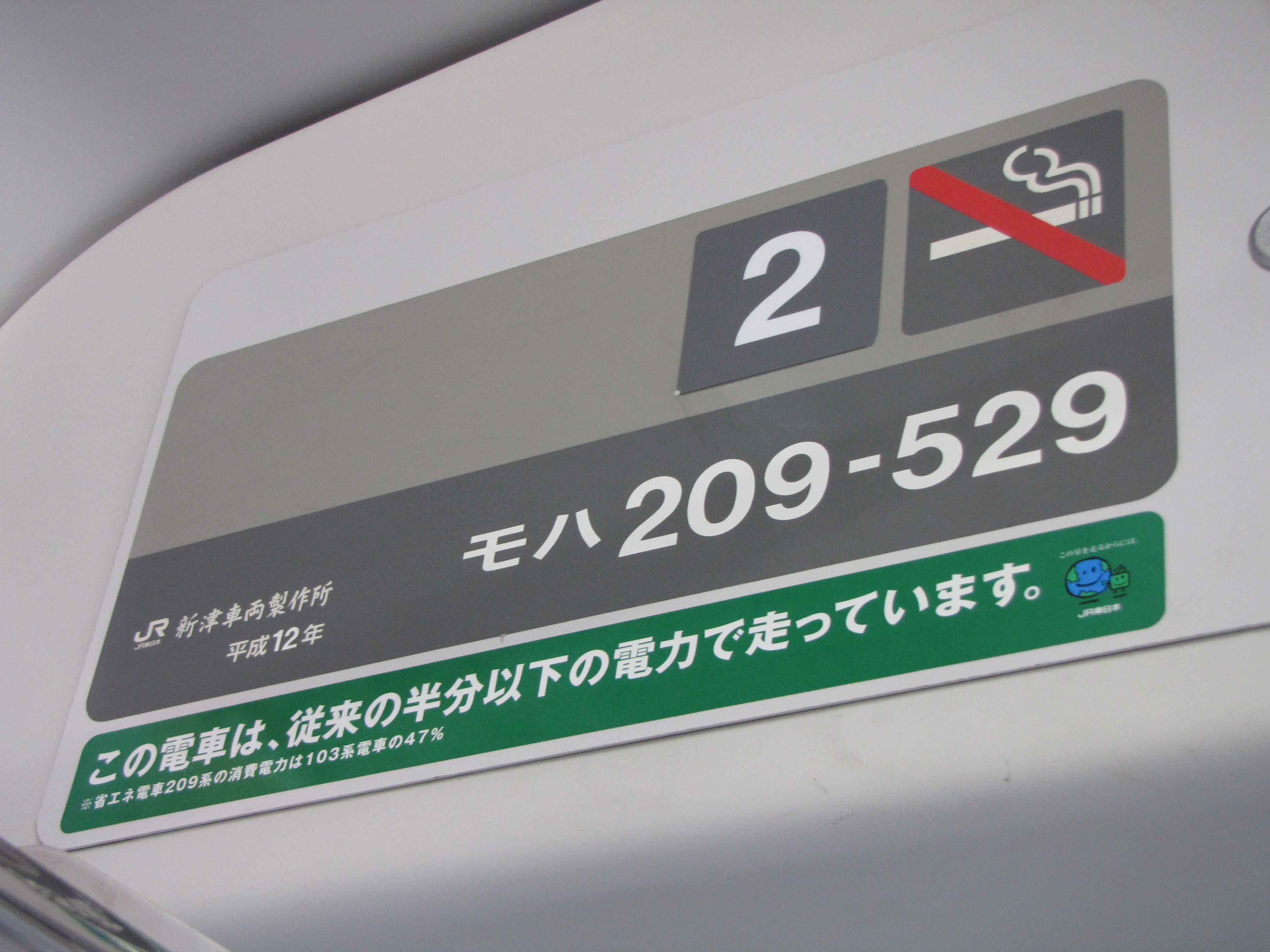
車内のステッカー。下の緑のラベルに「この電車は、従来の半分以下の電力で走っています」との表記がある （2011年1月3日 武蔵野線）
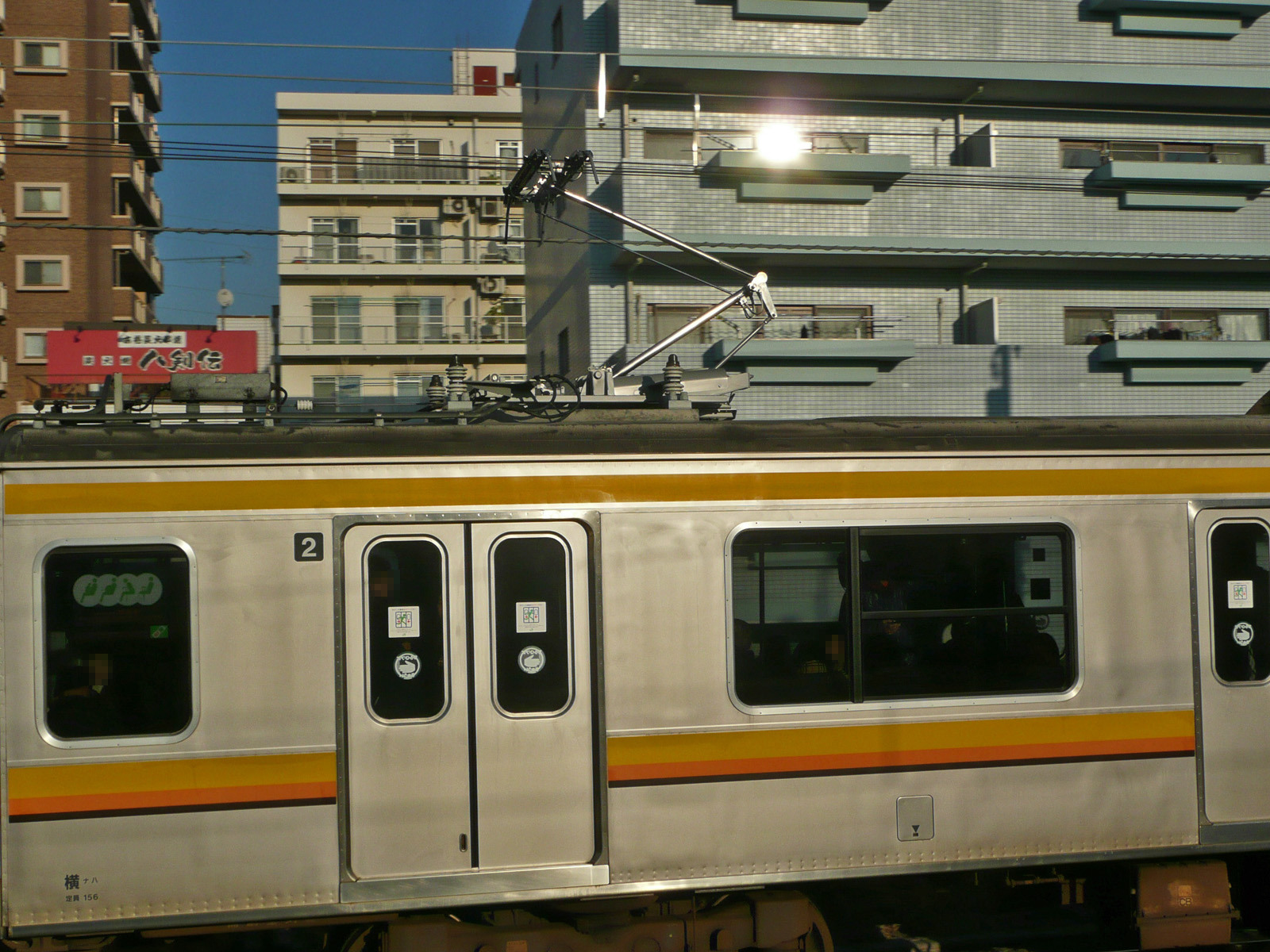
シングルアームパンタグラフに換装されたナハ32編成 （2012年1月31日 尻手駅 - 川崎駅間）

### 3000番台
- 運用線区：
  - 八高線…八王子駅 - 高麗川駅間

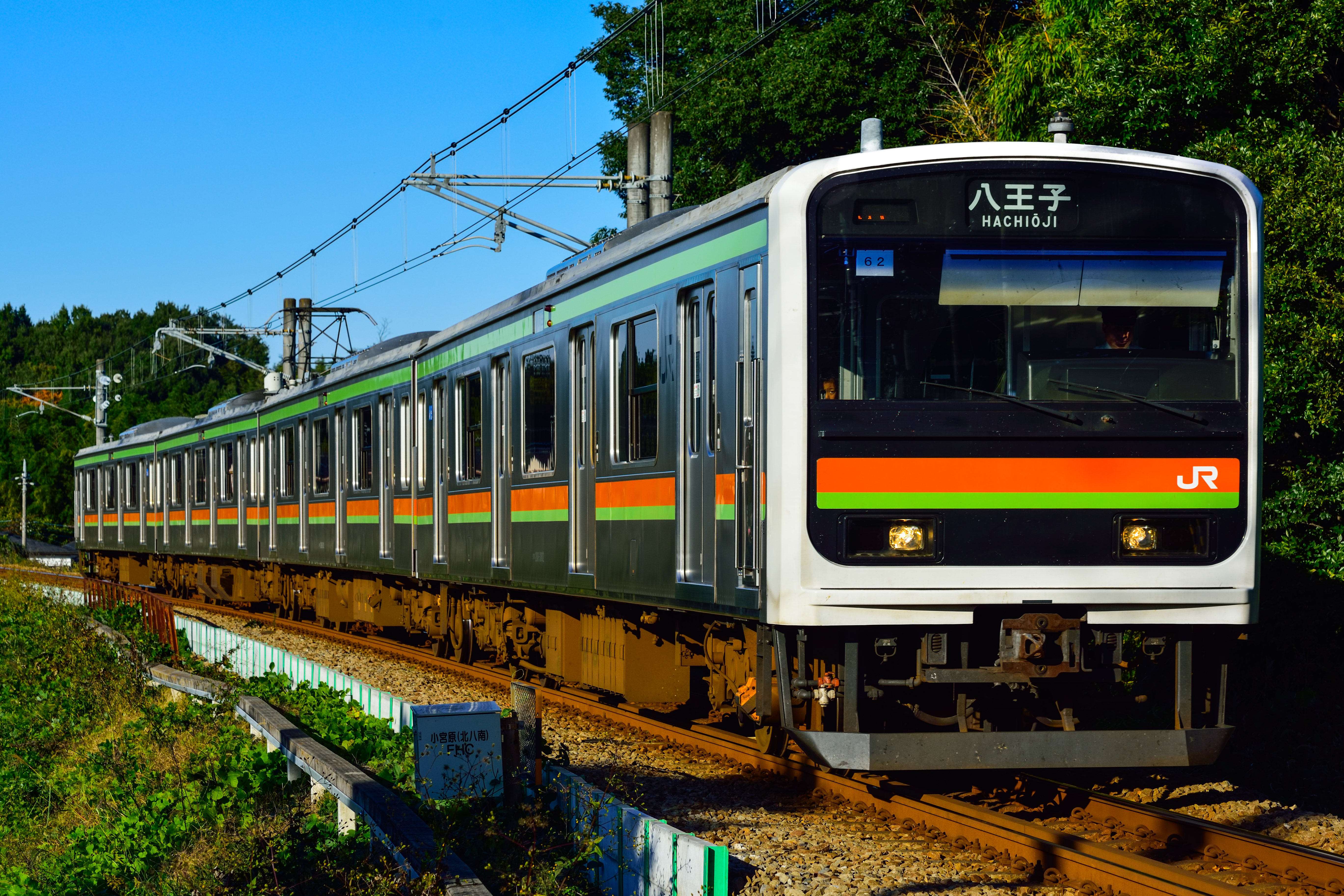
3000番台 八高・川越線仕様
（2017年10月30日 小宮駅 - 北八王子駅間）

  - 川越線…高麗川 - 川越駅（ - 南古谷駅）間
- 運用期間：1996年 - 2019年
- 車体の帯の色：■オレンジ色・■ウグイス色
- 配置：川越車両センター
- 投入車両数：4両編成4本（16両）

1996年（平成8年）3月16日の八高線八王子 - 高麗川間直流電化時に4両編成4本が投入された単線区間仕様車で、ハエ61編成が川崎重工業製である他は東急車輛製造製。これまでの0番台とは仕様が異なるため、番台区分が行われることとなったが、区分は同じ川越電車区（当時）所属の103系3000番台に合わせた「3000番台」に決められた。
基本的な仕様は0番台と同一としているが、列車交換時の停車時間が長いことを考慮して客用扉にドアスイッチを設置し、通年でドアの半自動扱いを実施した。車体帯は川越線車両のウグイス色と、電化開業で結ばれる中央線や青梅線車両のオレンジ色を組み合わせた2色とした。
2020年（令和2年）4月1日時点では、4両編成1本が3100番台とともに川越車両センターに配置されていた。後述の3500番台やE231系3000番台への置き換えにより、2018年（平成30年）9月21日付でハエ62編成がモハユニット2両が訓練車に改造され廃車されたのを皮切りに、2018年12月にハエ61編成がパンタグラフを撤去した状態で宇都宮運転区に疎開され、2019年1月にはハエ63編成、3月にはハエ64編成が高崎総合訓練センターに疎開された。その後、2020年2月にハエ61編成が郡山総合車両センターへ、3月と4月にハエ63編成とハエ64編成がそれぞれ長野総合車両センターへ回送され全車廃車となった。これをもって3000番台は廃区分番台となった。

#### 編成
|              | ← 川越高麗川・八王子 → |               |              |               |
| 号車         | 4                      | 3             | 2            | 1             |
| 形式         | クハ209 (Tc)           | ◇ モハ209 (M) | モハ208 (M') | クハ208 (Tc') |
| 車両重量 (t) | 23.3                   | 28.0          | 27.8         | 23.1          |
| 搭載機器     |                        | VVVF          | SIV,CP       |               |

- 後述の3100番台も同様の編成形態。

2006年（平成18年）12月1日から運行区間のドア扱いが終日半自動になったため、ドアの開け方を表記したステッカーがドア上に貼り付けられた。また、ハエ63編成は可変座席を設置していた時期があった。2007年（平成19年）には側窓開閉化工事が施工されたが、0番台とは異なり、車体中央部は固定窓で存置されている。

### 950番台
1998年（平成10年）10月に落成したE231系の試作車で、三鷹車両センターに10両編成1本（10両）が在籍し、中央・総武緩行線で運用された。2000年（平成12年）6月に量産化改造を行ってE231系900番台に改番された。

### 500番台
- 中央・総武線
  - 運用線区：（立川）- 三鷹 - 御茶ノ水 - 錦糸町 - 千葉
  - 運用期間：1998 - 2019年
  - 車体帯の色：■黄1号
  - 配置：習志野電車区→三鷹車両センター
  - 投入車両数：10両編成17本（170両）
- 京葉線系統
  - 運用線区：
    - 京葉線…東京 - 南船橋 - 蘇我、西船橋 - 南船橋
    - 内房線…蘇我 - 君津 - 上総湊
    - 外房線…（千葉） - 蘇我 - 上総一ノ宮

  - 運用期間：2008年 -
  - 車体帯の色：■ワインレッド
  - 配置：京葉車両センター
  - 投入車両数：10両編成4本（40両）
- 武蔵野線系統
  - 運用線区：
    - 武蔵野線…府中本町 - 西船橋、西浦和 - 別所信号場 - 与野、武蔵浦和 - 別所信号場、新小平 - 国立
    - 東北貨物線…与野 - 大宮
    - 京葉線…東京 - 西船橋、西船橋 - 海浜幕張
    - 中央線快速…国立 - 八王子

  - 運用期間：2010年 - （2010年12月4日「むさしの号」「しもうさ号」より営業運転開始）
  - 車体帯の色：■■オレンジ+白+茶（正面は■オレンジのみ）
  - 配置：京葉車両センター
  - 投入車両数：8両編成11本（88両）

中央・総武緩行線用103系を置き換えるために1998年（平成10年）11月に落成し、同年12月29日から中央・総武緩行線で営業運転を開始した（全車両が新津車両製作所製）。このグループはJR東日本新津車両製作所が初めて独自に設計から製造まで行った。
同線では本系列の次世代の通勤車両（→E231系）の投入が計画され、これに該当する試作車209系950番台（現：E231系900番台）が1998年（平成10年）10月に落成し、量産化に向けて運用されることとなった。
しかし、老朽化した103系に車両故障が頻発したため、209系950番台の量産車（E231系0番台）が登場するまでの間の「つなぎ役」的な車両としての存在として、209系950番台の拡幅車体に0番台の制御・機器システムを組み合わせた車両となっている。この投入経緯から新造本数は170両（10両編成17本）にとどまっている。
基本的な仕様は京浜東北線・根岸線用0番台同様10両編成で、車両性能も同等としている。ただし、209系950番台で連結されていた6扉車はなく、全車両が4扉車となっている。前面デザインは先に落成した209系950番台の前面と同様としながら、前面FRPカバーを白色に塗装することで、シルバーメタリック塗装の同車との区別を図っている。
車体は209系950番台をベースとした2,950 mmの拡幅車体（従来車より150 mm拡大）とされた。従来車では先頭車の車体長が中間車に比べて420 mm長かったが、本番台区分では中間車と同じ19,500 mm（全長20,000 mm）に揃えられた。その関係で先頭車の第1ドア・第2ドア間の寸法が短くなり、従来車では全て7人掛けであったドア間の座席がこの部分のみ6人掛けとなっている。台車中心間隔は拡幅車体の採用による曲線での偏倚量の関係（拡幅車体で台車中心間距離を13,300 mmとした場合、曲線通過時に車体がはみ出しすぎてしまう）で、同じ拡幅車体のE217系などと同様13,800 mmとなっている。なお、500番台という番台区分はこの車体形状の変更に由来する。
基本的に車内は0番台を基本としており、座席は片持ち式のバケットシート。このうち、座席クッション材はウレタンからポリエステル樹脂成形品を使用することで汚損時の表皮張り替えを容易にしたほか、合わせて廃棄時のリサイクル性も高められている。また、車内非常通報装置は警報式から乗務員と相互に通話が可能な通話式へと変更した。
側面のドア間の大窓は従来車が全て固定式であったのに対し、本番台区分では第1ドア・第2ドア間（先頭車を除く）と第3・4ドア間にある大窓（1両当たり4箇所。ただし先頭車は2箇所）の車端寄り3分の2が開閉可能な下降窓構造に変更された。このため、従来の0・3000番台において妻面上部に設けられていた非常換気口を廃止している。その後、先頭車は第2・3ドア間の固定窓が0番台と同じ手法で開閉窓に変更された（後述）。このほか、行先表示器と運行番号表示器はLED方式を採用した。
制御装置をはじめとした走行機器類は0番台と同様だが、台車は209系950番台とも共通のヨーダンパ取り付け台座付き。なお、本系列でヨーダンパ台座付き台車を使用するのは500番台と次に述べる1000番台のみ。また、パンタグラフは電磁鉤外し機能付きのPS28B形菱形を使用している。

#### 編成
|                         | ← ■蘇我/■千葉/■大宮■東京/■三鷹/■大船 → |                 |                   |                  |                 |                 |                 |                   |                  |                   |
| 号車 ■                  | 1                                      | 2               | 3                 | 4                | 5               | 6               | 7               | 8                 | 9                | 10                |
| 号車 ■                  | 10                                     | 9               | 8                 | 7                | 6               | 5               | 4               | 3                 | 2                | 1                 |
| 形式                    | クハ209-500 (Tc)                       | サハ209-500 (T) | ◇ モハ209-500 (M) | モハ208-500 (M') | サハ209-500 (T) | サハ209-500 (T) | サハ209-500 (T) | ◇ モハ209-500 (M) | モハ208-500 (M') | クハ208-500 (Tc') |
| 搭載機器                |                                        |                 | VVVF              | SIV,CP           |                 |                 |                 | VVVF              | SIV,CP           |                   |
| 車両重量 (t) （落成時） | 25.5                                   | 22.4            | 28.9              | 28.5             | 22.4            | 22.4            | 22.4            | 28.9              | 28.5             | 25.6              |

- 2次車のパンタグラフはシングルアーム式PS33A形。

|          | ← 東京・海浜幕張府中本町 → |                    |                  |                 |                 |                    |                  |                   |
| 号車 ■   | 1                          | 2                  | 3                | 4               | 5               | 6                  | 7                | 8                 |
| 形式     | クハ209-500 (Tc)           | ＜ モハ209-500 (M) | モハ208-500 (M') | サハ209-500 (T) | サハ209-500 (T) | ＜ モハ209-500 (M) | モハ208-500 (M') | クハ208-500 (Tc') |
| 搭載機器 |                            | VVVF               | SIV,CP           |                 |                 | VVVF               | SIV,CP           |                   |

- 1次車は1998年（平成10年）度製で、10両編成9本（90両）が製造された。
  - 主電動機はMT68A形で、パンタグラフは前述した「ひし形」のPS28B形。
- 2次車は1999年（平成11年）度製で、10両編成8本（80両）が製造された。
  - 主電動機はE231系と同一のMT73形で、パンタグラフはシングルアーム式のPS33A形。ただし、E231系とは取り付け方向が逆（パンタグラフの肘が車体中央部向き）。

#### 移動履歴
クハ209-501 - 512以下の12編成120両は新製当初より長らく中央・総武緩行線で運用されてきたが、クハ209-513 - 517以下の5編成50両は、編成ごとで異なる時期にさまざまな貸出・転配がなされ、頻繁に帯色が変更されている。
車体帯色は、2010年（平成22年）12月時点で存在しないものを含めると、黄色（黄1号）・カナリアイエロー（黄5号）・スカイブルー・ワインレッド（赤14号）・「オレンジ+茶」の5種がある。
以下その詳細について述べる。
概要
- ■中央・総武緩行線…「中央総武」と略記。色は黄1号とするが、例外的に黄5号の車両も存在した（詳細後述）。
- ■京浜東北線・根岸線…「京浜東北」と略記。色は青24号。
- ■京葉線…「京葉」と略記。色は赤14号。
- ■■武蔵野線…「武蔵野」と略記。色はオレンジと茶色。

|                              |                                                         |                                                         |                                                         |                                                         |                                                         |                                                         |                                                         |                                                         |                            |
|                              |                                                         |                                                         |                                                         |                                                         |                                                         |                                                         |                                                         |                                                         | 2018 - 現在                |
| クハ209-501 - 505以下の5編成 | ■中央総武（黄1号）：ラシ51 - 55編成→ミツC501 - C505編成 | ■中央総武（黄1号）：ラシ51 - 55編成→ミツC501 - C505編成 | ■中央総武（黄1号）：ラシ51 - 55編成→ミツC501 - C505編成 | ■中央総武（黄1号）：ラシ51 - 55編成→ミツC501 - C505編成 | ■中央総武（黄1号）：ラシ51 - 55編成→ミツC501 - C505編成 | ■中央総武（黄1号）：ラシ51 - 55編成→ミツC501 - C505編成 | ■中央総武（黄1号）：ラシ51 - 55編成→ミツC501 - C505編成 | ■中央総武（黄1号）：ラシ51 - 55編成→ミツC501 - C505編成 | 3500番台に改造             |
|                              |                                                         |                                                         |                                                         |                                                         |                                                         |                                                         |                                                         |                                                         | 2018 - 現在                |
| クハ209-506 - 509以下の4編成 | ■中央総武（黄1号）：ラシ56 - 59編成→ミツC506 - C509編成 | ■中央総武（黄1号）：ラシ56 - 59編成→ミツC506 - C509編成 | ■中央総武（黄1号）：ラシ56 - 59編成→ミツC506 - C509編成 | ■中央総武（黄1号）：ラシ56 - 59編成→ミツC506 - C509編成 | ■中央総武（黄1号）：ラシ56 - 59編成→ミツC506 - C509編成 | ■中央総武（黄1号）：ラシ56 - 59編成→ミツC506 - C509編成 | ■中央総武（黄1号）：ラシ56 - 59編成→ミツC506 - C509編成 | ■中央総武（黄1号）：ラシ56 - 59編成→ミツC506 - C509編成 | ■武蔵野：ケヨM81 - M84編成 |
|                              |                                                         |                                                         |                                                         |                                                         |                                                         |                                                         |                                                         |                                                         | 2019 - 現在                |
| クハ209-510 - 512以下の3編成 | ■中央総武（黄1号）：ラシ60 - 62編成→ミツC510 - C512編成 | ■中央総武（黄1号）：ラシ60 - 62編成→ミツC510 - C512編成 | ■中央総武（黄1号）：ラシ60 - 62編成→ミツC510 - C512編成 | ■中央総武（黄1号）：ラシ60 - 62編成→ミツC510 - C512編成 | ■中央総武（黄1号）：ラシ60 - 62編成→ミツC510 - C512編成 | ■中央総武（黄1号）：ラシ60 - 62編成→ミツC510 - C512編成 | ■中央総武（黄1号）：ラシ60 - 62編成→ミツC510 - C512編成 | ■中央総武（黄1号）：ラシ60 - 62編成→ミツC510 - C512編成 | ■武蔵野：ケヨM75 - M77編成 |
|                              |                                                         |                                                         |                                                         |                                                         |                                                         | 2008 - 2010                                             | 2008 - 2010                                             | 2010 - 現在                                             | 2010 - 現在                |
| クハ209-513以下の編成        | ■中央総武（黄1号）：ラシ63編成→ミツC513編成             | ■中央総武（黄1号）：ラシ63編成→ミツC513編成             | ■中央総武（黄1号）：ラシ63編成→ミツC513編成             | ■中央総武（黄1号）：ラシ63編成→ミツC513編成             | ■京浜東北：ウラ82編成                                   | ■京葉：ケヨ31編成                                       | ■京葉：ケヨ31編成                                       | ■武蔵野：ケヨM71編成                                    | ■武蔵野：ケヨM71編成       |
|                              |                                                         |                                                         |                                                         |                                                         |                                                         | 2008 - 2011                                             | 2008 - 2011                                             | 2008 - 2011                                             | 2011 - 現在                |
| クハ209-514以下の編成        | ■中央総武（黄1号）：ラシ64編成→ミツC514編成             | ■中央総武（黄1号）：ラシ64編成→ミツC514編成             | ■中央総武（黄1号）：ラシ64編成→ミツC514編成             | ■中央総武（黄1号）：ラシ64編成→ミツC514編成             | ■京浜東北：ウラ83編成                                   | ■京葉：ケヨ32編成                                       | ■京葉：ケヨ32編成                                       | ■京葉：ケヨ32編成                                       | ■武蔵野：ケヨM72編成       |
|                              | - 2005                                                  | - 2005                                                  | 2005 - 2006                                             |                                                         |                                                         | 2008 - 2010                                             | 2008 - 2010                                             | 2010 - 現在                                             | 2010 - 現在                |
| クハ209-515以下の編成        | ■中央総武（黄1号）：ラシ65編成→ミツC515編成             | ■中央総武（黄1号）：ラシ65編成→ミツC515編成             | ■京浜東北：浦和区へ貸し出し                             | ■中央総武（黄5号）：ミツC515編成                        | ■京浜東北：ウラ84編成                                   | ■京葉：ケヨ33編成                                       | ■京葉：ケヨ33編成                                       | ■武蔵野：ケヨM73編成                                    | ■武蔵野：ケヨM73編成       |
|                              | - 2000                                                  | 2000 - 2009                                             | 2000 - 2009                                             | 2000 - 2009                                             | 2000 - 2009                                             | 2000 - 2009                                             | 2009 - 2017                                             | 2009 - 2017                                             | 2018 - 現在                |
| クハ209-516以下の編成        | ■中央総武（黄1号）：ラシ66編成                          | ■京浜東北：ウラ80編成                                   | ■京浜東北：ウラ80編成                                   | ■京浜東北：ウラ80編成                                   | ■京浜東北：ウラ80編成                                   | ■京浜東北：ウラ80編成                                   | ■中央総武（黄5号）：ミツC516編成                        | ■中央総武（黄5号）：ミツC516編成                        | ■武蔵野：ケヨM74編成       |
|                              | - 2000                                                  | 2000 - 2008                                             | 2000 - 2008                                             | 2000 - 2008                                             | 2000 - 2008                                             | 2008 - 現在                                             | 2008 - 現在                                             | 2008 - 現在                                             | 2008 - 現在                |
| クハ209-517以下の編成        | ■中央総武（黄1号）：ラシ67編成                          | ■京浜東北：ウラ81編成                                   | ■京浜東北：ウラ81編成                                   | ■京浜東北：ウラ81編成                                   | ■京浜東北：ウラ81編成                                   | ■京葉：ケヨ34編成                                       | ■京葉：ケヨ34編成                                       | ■京葉：ケヨ34編成                                       | ■京葉：ケヨ34編成          |

本番台は当初習志野電車区に集中投入され、中央・総武緩行線で営業運転に就いていた。ただし、2次車最終となる2編成（クハ209-516,517以下2編成、ラシ66,67編成→ウラ80,81編成）は製造当初から京浜東北線・根岸線への転属を考慮しており、D-ATC装置の搭載準備工事や乗務員室に各種準備工事を施工していた。
そして、これら2編成は2000年（平成12年）11月に京浜東北・根岸線用のD-ATC化改造に伴う予備車確保用として習志野電車区から浦和電車区に転出し、その代替として習志野電車区にE231系が投入された。転属の際にはD-ATC装置の搭載とラインカラー帯変更、ATS-P装置の撤去などが実施され、2001年（平成13年）1月5日から京浜東北線・根岸線での営業運転を開始している。その後、この2編成はD-ATC化完了後の2004年3月ダイヤ改正時の列車増発用として使用されることに変更された 。
2003年（平成15年）12月には習志野電車区の廃止に伴い、この時当区に所属していたラシ51 - 65編成（クハ209-501 - 515以下15編成）は三鷹電車区（現：三鷹車両センター）へ転属となり、ミツC501 - C515編成となった。
2003年（平成15年）5月からは浦和電車区の209系0番台に車体保全（走行距離240万 km毎に実施する定期検査）が開始され、この検査は入場期間が長いことや入場が続き予備車の確保が難しいこともあることから、2005年（平成17年）10月 - 2006年（平成18年）3月にかけてミツC515編成を一時的に浦和区へ貸し出し、中央・総武緩行線と京浜東北・根岸線との共通予備車として運用した。当編成は2006年（平成18年）3月に三鷹電車区へ返却されたが、その時の帯色は103系などと同じ■黄5号（他の500番台車両は■黄1号）であった。
さらに、2006年（平成18年）10月 - 翌2007年（平成19年）3月にかけて、浦和電車区に所属していた209系試作車（209系900・910・920番台）置き換えのため、3編成（ミツC513 - C515編成→ウラ82 - 84編成：クハ209-513 - 515以下3編成）が同区に転出した。代替として三鷹車両センター（当時の三鷹電車区）にE231系3本が追加投入された。これはミツC515編成にとっては2度目の浦和区への転属であった。
その後、2008年（平成20年）7月から12月にかけて、京浜東北線・根岸線へのE233系1000番台投入に伴い、ウラ81 - 84編成（クハ209-517,513 - 515以下4編成）は浦和電車区から京葉車両センターへ転出した。これらは京葉線用として2008年（平成20年）12月1日以降順次営業運転を開始し、同線の201系の非分割編成を置き換えた。
当初の計画では京浜東北線・根岸線用の本番台は全5編成が京葉線に転属することが決まっており、そのうち4編成は予定通り京葉線用に転属した。しかし、山手線においてホームドアを導入することが決定しており、同線のE231系500番台の6扉車（サハE230形500番台）を廃車にするために新津車両製作所において代替用4扉付随車（サハE231形600番台・4600番台）の製造を開始した。その際、三鷹車両センター所属のE231系0番台1編成（B27編成）が東京総合車両センターに転属の上、この代替用4扉付随車の配給輸送用として使用されることになった。
このため、将来の京葉線列車増発用として転属を予定していたウラ80編成（クハ209-516以下1編成）は変更により、前述したE231系0番台B27編成が転出した分の補填用として2009年（平成21年）12月に三鷹車両センターに転属させた。
京葉車両センターに配置された京葉線用10両編成4本のうち3本は、同線へのE233系投入に伴い、順次サハ2両を廃車して武蔵野線に転用され、2010年（平成22年）12月4日のダイヤ改正より武蔵野線での営業運転を開始した。余剰となったサハ6両（3編成分）は2010年（平成22年）9月 - 2011年（平成23年）1月にかけて順次廃車となった。
2017年11月 - 2019年6月にかけて、中央・総武緩行線へのE231系500番台転入に伴い、三鷹車両センターから転出した。
- ミツC501編成：2017年11月に6両を廃車の上[47]、2018年1月に3500番台4両編成へ改造し、川越車両センターに転属（ハエ51編成）[48]。
- ミツC502編成：2017年11月に6両を廃車の上[47]、2018年3月に3500番台4両編成へ改造し、川越車両センターに転属（ハエ52編成）[48]。
- ミツC503編成：2018年3月に6両を廃車の上[47]、2018年6月に3500番台4両編成へ改造し、川越車両センターに転属（ハエ53編成）[49]。
- ミツC504編成：2018年4月に6両を廃車の上[32]、2018年7月に3500番台4両編成へ改造し、川越車両センターに転属（ハエ54編成）[49]。
- ミツC505編成：2018年6月に6両を廃車の上[32]、2018年9月に3500番台4両編成へ改造し、川越車両センターに転属（ハエ55編成）[49]。
- ミツC506編成：2018年4月に2両を廃車の上[32]、2018年5月に京葉車両センターへ転属（ケヨM81編成）[50]。
- ミツC507編成：2018年6月に2両を廃車の上[32]、2018年8月に京葉車両センターへ転属（ケヨM82編成）[50]。
- ミツC508編成：2018年10月に2両を廃車の上[51]、2018年12月に京葉車両センターへ転属（ケヨM84編成）[52]。
- ミツC509編成：2018年8月に2両を廃車の上[32]、2018年10月に京葉車両センターへ転属（ケヨM83編成）[52]。
- ミツC510編成：2019年2月に2両を廃車の上[51]、2019年4月に京葉車両センターへ転属（ケヨM76編成）[53]。
- ミツC511編成：2019年4月に2両を廃車の上[54]、2019年6月に京葉車両センターへ転属（ケヨM77編成）[53]。
- ミツC512編成：2018年12月に2両を廃車の上[51]、2019年3月に京葉車両センターへ転属（ケヨM75編成）[52]。
- ミツC516編成：2018年2月に2両を廃車の上[55]、2018年3月に京葉車両センターへ転属（ケヨM74編成）[56]。

#### 改造
E217系と同じく制御装置・機器類の更新をすることが2006年（平成18年）12月5日に、自動放送装置の整備をすることが2007年（平成19年）3月6日に、それぞれJR東日本のプレスリリースで発表され、三鷹車両センター所属車については、2008年（平成20年）6月27日に自動放送装置の取り付けが完了した。2016年（平成28年）から京葉線所属車より機器類の更新工事を開始している。
このグループの前面排障器（スカート）は2009年（平成21年）内に全先頭車がV字にとがった形状の大型排障器（スカート）に交換されている。

### 1000番台
- 常磐緩行線系統
  - 運用線区：
    - 常磐緩行線…綾瀬 - 取手
    - 東京メトロ千代田線…代々木上原 - 綾瀬

  - 運用期間：1999 - 2018年
  - 車体帯の色：■エメラルドグリーン
  - 配置：松戸車両センター
  - 投入車両数：…10両編成2本
- 中央線快速
  - 運用線区：中央線快速…東京 - 高尾
  - 運用期間：2019 - 2024年[58]
  - 車体帯の色：■オレンジバーミリオン
  - 配置：豊田車両センター
  - 投入車両数：…10両編成2本[59]

常磐緩行線と帝都高速度交通営団（現：東京地下鉄）千代田線の信号保安システム更新に伴う列車増発に伴い、1999年（平成11年）12月4日ダイヤ改正から営業運転を開始した。
営団との相互乗り入れ協定に準拠した地下鉄直通仕様の2,800 mm幅車体で、先頭車の長さは中間車と同一としたため第1ドア・第2ドア間の間隔が短くなっており、その間の座席が6人掛けであるのは500番台同様である。台車中心間距離については0番台同様の13,300 mmだが、雨樋端部が千代田線内での車両限界に抵触するために先端が斜めに削られている。地下鉄線内における非常時の脱出用として先頭車前面には非常口（プラグドア）を設置し、乗務員室内に格納式の非常用ハシゴを搭載する（格納枠に収め、乗務員室仕切上部に収納）。
車体の帯は、同線で共通運用されていた203系や207系900番台に合わせて、窓下部にのみ■エメラルドグリーンの帯を配している。
基本的な機器構成は同時期に製造されていた500番台に準じている。主電動機はE231系と同一のMT73形に変更されているが、一部は従来のMT68形も搭載している。さらに相互乗り入れ協定に必要な性能を確保するため、電動車の比率向上（6M4T）により起動加速度を3.3 km/h/sに強化し、常用最大減速度と非常減速度は4.7 km/h/sを確保している。編成中の7号車には千代田線用の誘導無線送受信機と妻面・床下に誘導無線アンテナを設置しているほか、パンタグラフは剛体架線に対応したPS21形を搭載していたが、現在はシングルアーム式パンタグラフに交換されている。電動車比率の高い本番台では編成中にモハ208形が3両連結されるが、補助電源装置（SIV）、空気圧縮機は編成中2台で十分なことから5号車のモハ208形はこれら補機を準備工事としている。
その他の仕様は500番台に準じており、車内では車椅子スペースの位置が営団車に合わせて2・9号車に設けられている。
側面の行先表示器は行先と路線名を3秒ごとに交互表示する仕様で、路線名の部分は「常磐線・各駅停車」「千代田線直通・各駅停車」「常磐線直通・各駅停車」（それぞれ「・」を境に2段表示）と表示される。行先は路線名の表示方式ごとに設定されており（路線名を表示せずに行先のみの固定表示の行先表示器も設置されている）、通常は綾瀬駅で適宜切り替える。また、案内装置は千代田線内でもJR線と同様の表示が行われているため、千代田線の駅ナンバリングには対応していなかった。その後、2018年（平成30年）に行われたROM更新により、案内装置が常磐緩行線・千代田線の駅ナンバリングに対応するようになった。
従来の旧国鉄・JR車両同様、代々木上原から小田急電鉄に乗り入れる運用はなく、2016年（平成28年）3月25日まではE233系2000番台と区別されることなく共通で運用に就いていた。同年26日のダイヤ改正からE233系2000番台が小田急線に乗り入れるようになったため、改正後は小田急線に乗り入れない運用に限定されており、先頭車前面にEと書かれた丸型のステッカーが貼られていた。
2018年10月13日に「ありがとう209系常磐線各駅停車引退の旅」を実施し、常磐緩行線の運用から撤退。その後12月以降、中央線快速で使用されているE233系へのグリーン車組み込み12連化工事に伴う予備車確保の関係で豊田車両センターへの転属が決定した。同年11月5日、マト81編成が帯をオレンジに変更（中央線E233系に合わせ幕板部にも帯が追加された）の上、豊田車両センターへ回送された（転属は同年11月2日付）。追って82編成も改造工事が行われ、2019年（平成31年）1月25日に大宮総合車両センターを出場して豊田車両センターに回送された（転属は同年1月24日付）。同年3月16日のダイヤ改正より営業運転が開始された。なお、E233系と異なりドアボタンは設置されておらず、青梅線運用時における半自動扱いには対応しない。
2024年1月27日に「209系1000代回送ルート体験乗車イベント」を実施し、豊田から武蔵野線経由で我孫子まで回送され、翌日1月28日に「209系1000代録音専用列車で録る常磐線快速電車イベント」を実施した。これにより、5年以上振りに我孫子派出所へ入線した。
2024年9月6日を最後に中央線快速で運用されていた両編成も運用を離脱した。その後、2025年1月にトタ82編成、2月に81編成がE493系の牽引で長野総合車両センターへ回送され、両編成ともに2025年4月7日付で廃車となり、廃区分番台となった。

#### 編成
常磐緩行線用
|              | ← 取手代々木上原 → |                    |                   |                  |                    |                   |                  |                    |                   |                    |
| 号車         | 10                 | 9                  | 8                 | 7                | 6                  | 5                 | 4                | 3                  | 2                 | 1                  |
| 形式         | クハ209-1000 (Tc)  | ◇ モハ209-1000 (M) | モハ208-1000 (M') | サハ209-1000 (T) | ◇ モハ209-1000 (M) | モハ208-1000 (M') | サハ209-1000 (T) | ◇ モハ209-1000 (M) | モハ208-1000 (M') | クハ208-1000 (Tc') |
| 搭載機器     |                    | VVVF               | SIV,CP            |                  | VVVF               |                   |                  | VVVF               | SIV,CP            |                    |
| 車両重量 (t) | 25.5               | 28.6               | 28.2              | 22.1             | 28.6               | 25.5              | 21.9             | 28.6               | 28.2              | 25.5               |

中央線快速用
|          | ← 東京・新宿立川・高尾 → |                     |                   |                  |                     |                   |                  |                     |                   |                    |
| 号車     | 1                        | 2                   | 3                 | 4                | 5                   | 6                 | 7                | 8                   | 9                 | 10                 |
| 形式     | クハ209-1000 (Tc)        | ＜ モハ209-1000 (M) | モハ208-1000 (M') | サハ209-1000 (T) | ＜ モハ209-1000 (M) | モハ208-1000 (M') | サハ209-1000 (T) | ＜ モハ209-1000 (M) | モハ208-1000 (M') | クハ208-1000 (Tc') |
| 搭載機器 |                          | VVVF                | SIV,CP            |                  | VVVF                |                   |                  | VVVF                | SIV,CP            |                    |

- 車両重量は落成時点のもの

### 3100番台
- 運用線区：
  - 八高線…八王子 - 高麗川
  - 川越線…高麗川 - 川越（ - 南古谷）
- 運用期間：2005年 - 2022年
- 車体帯の色：■オレンジ色、■ウグイス色
- 配置：川越車両センター
- 投入車両数：4両編成2本（8両）[66]

八高・川越線用103系3000・3500番台を置き換えるために投入された番台区分。2005年（平成17年）4月17日から営業運転を開始した。
車体帯の色は、3500番台と同様のオレンジ色とウグイス色（■■）。
当初は全編成を205系3000番台（4両編成7本）で置き換える計画であった。しかし、2004年（平成16年）10月16日ダイヤ改正において埼京線と東京臨海高速鉄道りんかい線の相互直通運転の拡大が実施され、その際JR東日本では埼京線205系10両編成1本の車両増備が必要となった。このため、205系3000番台の最終的な配置は4両編成5本に計画変更された。
この不足分を補うため、東京臨海高速鉄道70-000形全車10両編成化に伴う編成組み替えの際に余剰となった70-000形の先頭車4両と中間車2両の計6両をJR東日本が購入し、八高・川越線向けに改造したのが本番台。不足する中間車2両については翌2005年3月に川崎重工業で新規に製造し、4両編成2本の計8両を本番台とした。
りんかい線からの6両は、民鉄・第三セクター鉄道に在籍していた車両がJR車籍に編入された最初の例。元々東京臨海高速鉄道70-000形はJR東日本の209系を基本仕様として製作された車両で、制御機器類は共通で運用されている3000番台と同一仕様。編入にあたっては以下のように改造が施工されている。
- カラーリングを3000番台に準拠したものへ変更[67]
- 前面行先表示器を字幕式から3色LED式に変更
- 戸閉装置は空気式を踏襲しているが、ドアスイッチの設置を伴う半自動ドア機能を追加[67]
- ATC装置の撤去とATS-Pパターン変更・ATS-SNの設置[67]
- 運転台には準備工事のみであったEB装置とTE装置の本設[67]
- VVVFインバータ装置とブレーキ制御装置、制御伝送装置のソフトウェア変更など[67]

ハエ71編成は、先頭車が70-000形からの編入車で、中間電動車（モハ209・モハ208-3101）は新製車。すでに新製が次系列のE231系電車に移行している時期であったが、あえて本系列で新製され、GTO素子を用いたインバータ装置を搭載しているほか、車内の内装と座席の色を先頭車に合わせている。この2両が本系列最後の新製車となった。
ハエ72編成は全車が70-000形からの編入車であるが、先頭車の扉上部にある車内の旅客案内表示器は全扉配置のままとなっている。中間車は2002年（平成14年）製で、案内表示器は70-000形時代は千鳥配置となっていたが本番台へ改造の際には未設置の箇所にも追加され、ドアの構造がハエ71編成と同様に異なっている。
編成と新旧の車両番号対照は下表のとおり。括弧内はりんかい線時代の番号。
編成
|      |            | ← 川越高麗川・八王子 → |                       |                       |                       |
| 号車 | 号車       | 4                      | 3                     | 2                     | 1                     |
| 形式 | 形式       | クハ209-3100 (Tc)      | ◇ モハ209-3100 (M)    | モハ208-3100 (M')     | クハ208-3100 (Tc)     |
| 編成 | ハエ71編成 | クハ209-3101 (70-020)  | モハ209-3101 （新造） | モハ208-3101 （新造） | クハ208-3101 (70-029) |
| 編成 | ハエ72編成 | クハ209-3102 (70-030)  | モハ209-3102 (70-027) | モハ208-3102 (70-028) | クハ208-3102 (70-039) |

2022年1月をもって引退し、同年5月に全編成が郡山総合車両センターへ回送され、同年5月21日付でハエ72編成、同年6月1日付でハエ71編成が廃車され、その後、同センターで解体された。

### 2000・2100番台
- 運用線区 （2021年3月13日現在）：
  - 内房線 … （千葉） - 蘇我 - 木更津 - 安房鴨川 （全線）
  - 外房線 … 千葉 - 蘇我 - 上総一ノ宮 - 安房鴨川（全線）
  - 東金線 … （千葉） - 大網 - 成東（全線）
  - 総武本線 … 千葉 - 佐倉 - 銚子
  - 成田線 … （千葉） - 佐倉 - 成田 - 松岸 - （銚子）
    - 空港支線…（千葉） - 佐倉 - 成田 - 成田空港
- 運用期間：2009年 -
- 車体の帯の色：■黄色、■青色
- 配置：幕張車両センター
- 投入車両数：
  - 4両編成42本：168両[74]
  - 6両編成26本：156両

千葉支社管内で運用されている113系・211系置き換え用に導入された車両で、10両編成を組成していた0番台を4両編成または6両編成に組成変更した。帯色は同支社管内の211系に準じた黄色と青色（■■）の房総色。
ドアエンジン方式の差異から、空気式ドアエンジン装備車（種車が0番台1・2次車）は2000番台、電気式ドアエンジン装備車（種車が0番台3次車以降）は2100番台に区分されている。
6両編成については、元々の10両編成からサハ4両が単純に取り除かれたが、4両編成については他の編成の先頭車と電動車（中間車）から再組成したものも存在する。そのため、4両編成の先頭車の一部には2000番台の空気式ドアエンジン車両と川崎重工業製車両（空気式・電気式の両方）が含まれる。なお川崎重工業製の中間車は車体構造の都合で転用対象外となった。
外観では行先表示器のLED化、排障器を強化型へ交換している。併結運転のため、全ての先頭車に電気連結器と自動解結装置が搭載されている。また、2000番台の先頭車には蓄電池と整流装置が搭載されていなかったため、廃車となったモハ208形から流用された。
車内は先頭車両の客用ドア間の座席をセミクロスシートへ改造したほか「ドア3/4閉スイッチ」の設置、2号車に組成されるモハ208形への車椅子対応の大形トイレ（真空式）設置も行われている。さらに、トイレ設置に伴って窓が埋められ、床下には汚物処理装置も搭載された。車内非常通報装置は警報式から乗務員と相互に通話が可能な通話式へと変更した。次に述べる機器更新などにより、特にトイレが新設されたモハ208形の自重は改造前の29.9 tから31.5 tに増加した。
このほか、転用改造に合わせてE217系同様主要機器の更新工事（機器更新）を実施した。内容としてはVVVFインバータ装置と補助電源装置（静止形インバータ）は、制御素子としてGTOサイリスタを用いたものからIGBTを用いたSC88AおよびSC92に、制御伝送装置はMON19に変更している。さらに、ブレーキ制御装置や戸閉制御装置など主要機器についても更新され、ATS-P装置や補助電源装置に関しては二重化により冗長性が確保されている。
|         |               | ← 安房鴨川・銚子千葉 → |                 |                |                 |                |                 |
| 6両編成 | 号車          | 6                      | 5               | 4              | 3               | 2              | 1               |
| 6両編成 | 形式          | クハ209 （Tc）         | ◇ モハ209 （M） | モハ208 （M'） | ◇ モハ209 （M） | モハ208 （M'） | クハ208 （Tc'） |
| 6両編成 | 車両重量（t） | 26.9                   | 28.6            | 29.9           | 28.6            | 31.5           | 26.9            |
| 6両編成 | 搭載機器      |                        | VVVF            | SIV,CP         | VVVF            | SIV,CP         |                 |
| 4両編成 | 号車          | 4                      | 3               | 2              | 1               |                |                 |
| 4両編成 | 形式          | クハ209 （Tc）         | ◇ モハ209 （M） | モハ208 （M'） | クハ208 （Tc'） |                |                 |
| 4両編成 | 車両重量（t） | 26.9 27.0              | 28.6            | 31.5           | 26.9 26.2       |                |                 |
| 4両編成 | 搭載機器      |                        | VVVF            | SIV,CP         |                 |                |                 |

- 車両重量の欄の■の網掛は2000番台（空気式ドアエンジン装備車〈種車が0番台1・2次車〉）の重量、■の網掛は2100番台（電気式ドアエンジン装備車〈種車が0番台3次車以降〉）の重量。

2009年（平成21年）10月1日から営業運転を開始した。営業運転開始後しばらくの間は途中で増結や分割を行わない運用に充てられた。2010年12月4日のダイヤ改正では、総武本線・成田線などでも4両編成単独での運用を開始した。

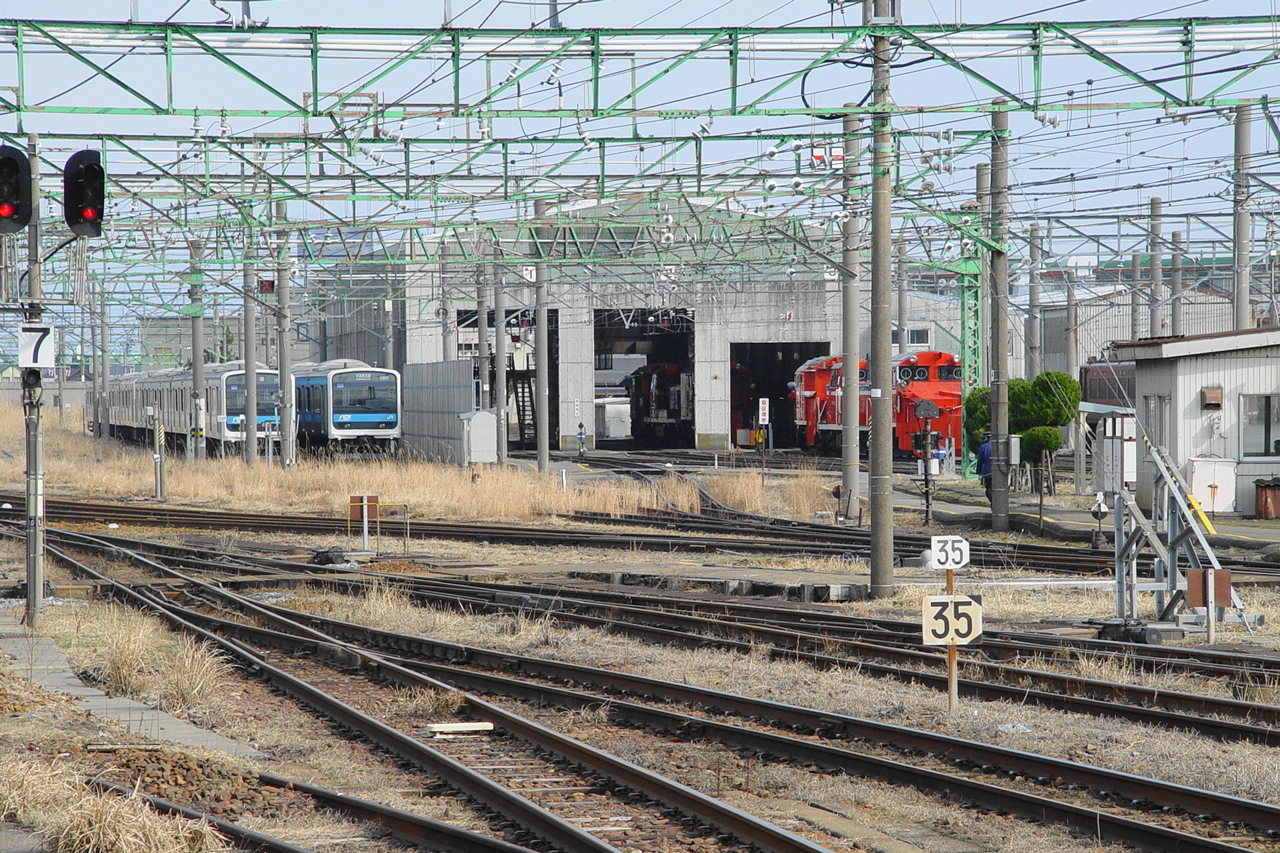
直江津駅で留置中の209系

また、当番台は先頭車のセミクロスシート化や中間車へのトイレ新設など改造規模が大きいため、1編成当たりの改造工期は4両編成で約2か月、6両編成で約2か月半を要した。このため、車両の捻出間隔と比べて改造完了時期が追いつかないため、改造待ち編成の保管場所として長野・郡山・秋田の各総合車両センター、仙台・青森の各車両センター、高萩駅・直江津駅を中心に、JR東日本エリア全域に渡り疎開留置させたが、青森車両センターなど、使用中止となっていた線路を補修修理の上、復活させた箇所もある。また保管場所は回送ロスを少なくするため、改造場所となるべく近いところとしていた。改造は2013年（平成25年）3月5日に出場したC618編成を最後に終了した。
房総・鹿島エリア全体で運用されているが、2021年3月13日のダイヤ改正で内房線・外房線の末端区間や鹿島線へワンマン運転に対応したE131系が投入され、鹿島線での定期運用を終了した。また、同日のダイヤ改正で内房線・外房線での運用が東金線が関連するものを除いて8両編成に統一され、2021年2・3月にかけて6両編成のうち6本が4両編成へ短縮された。余剰となった電動車ユニット12両は4・5月にかけて廃車・解体された。また6両編成6本が4月から5月・7月・11月から12月に廃車となった。
そのうち2本は4両化の上伊豆急行に譲渡され、2022年4月30日より3000系として伊豆急行線にて運行を開始した。

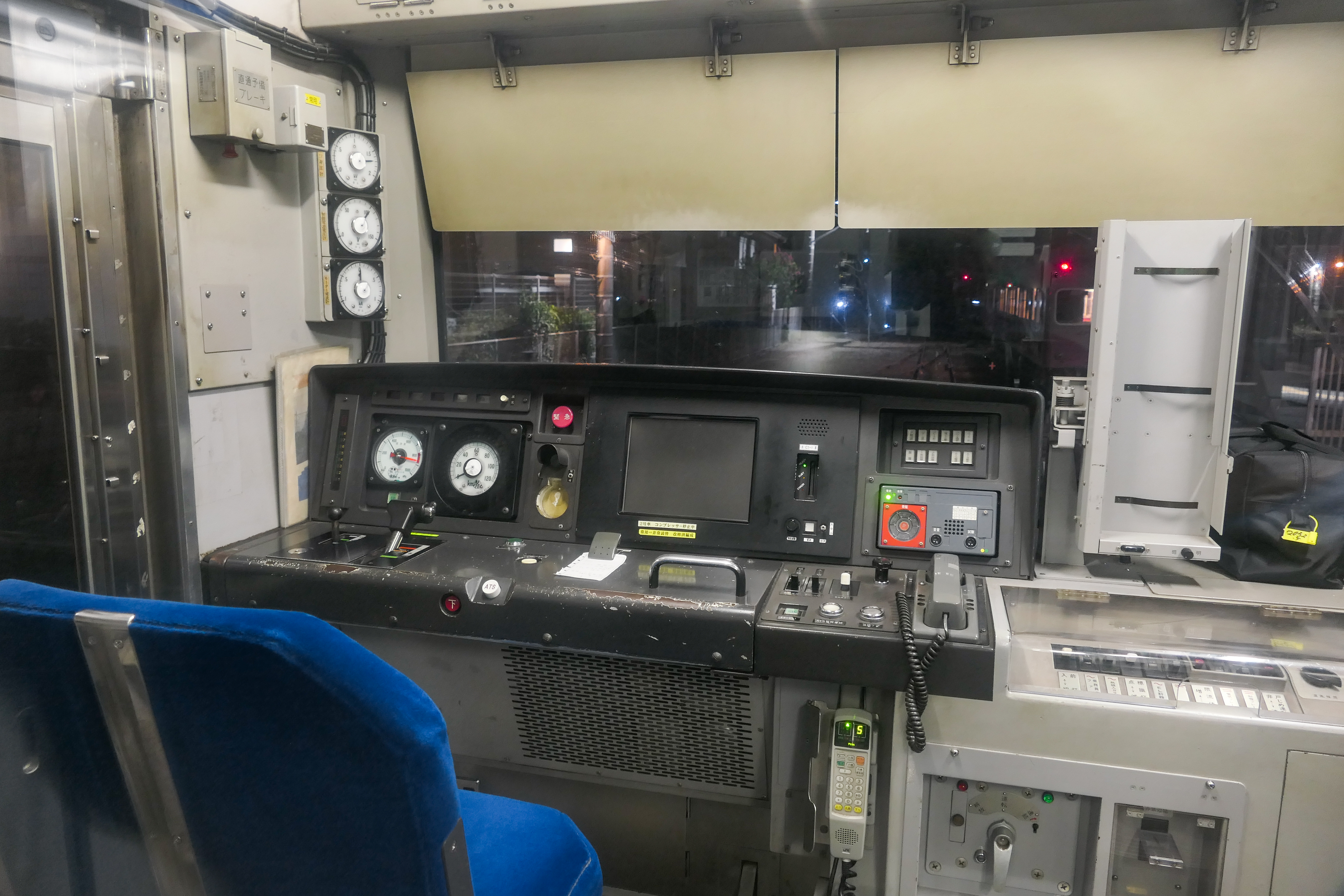
運転台
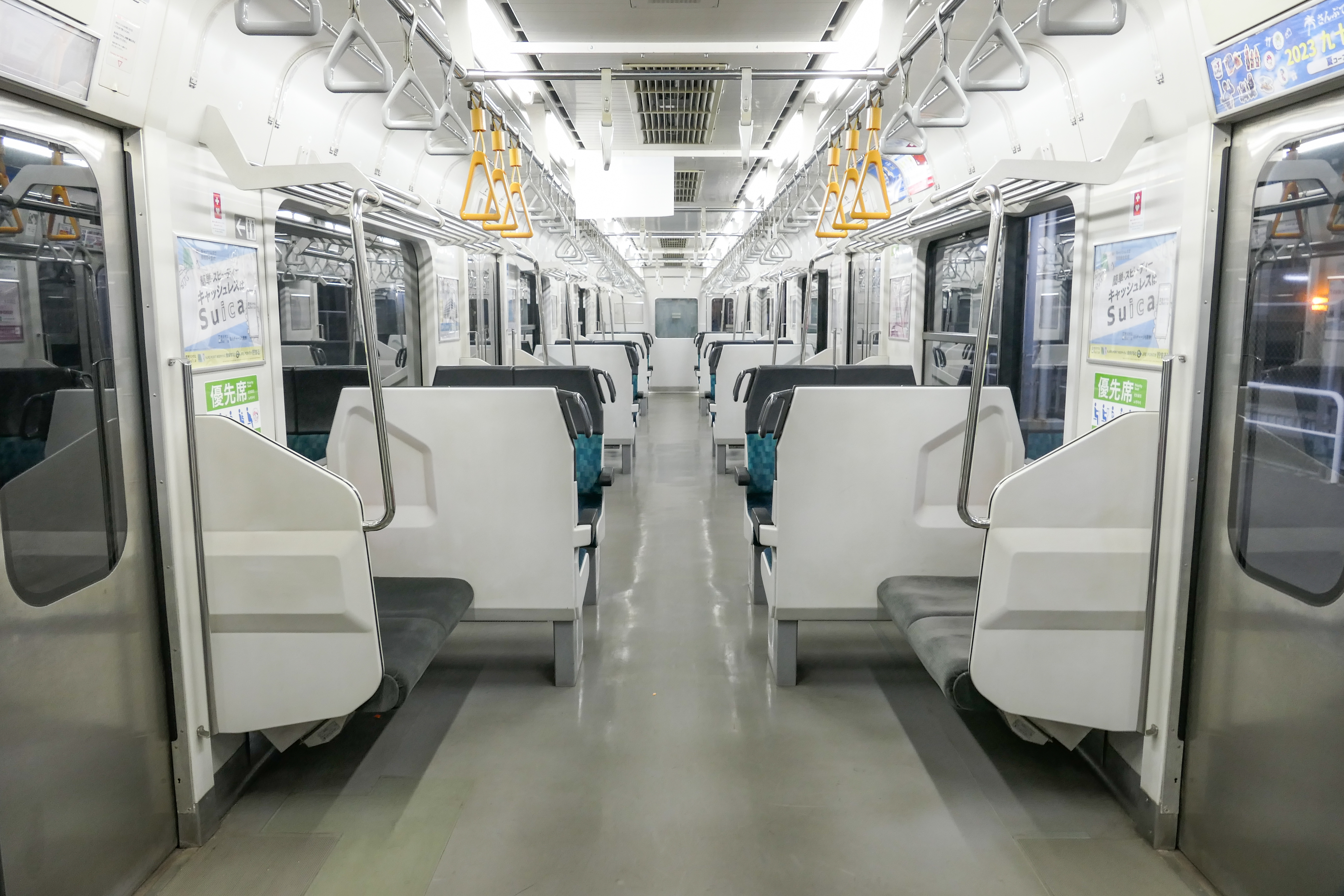
先頭車両の内装
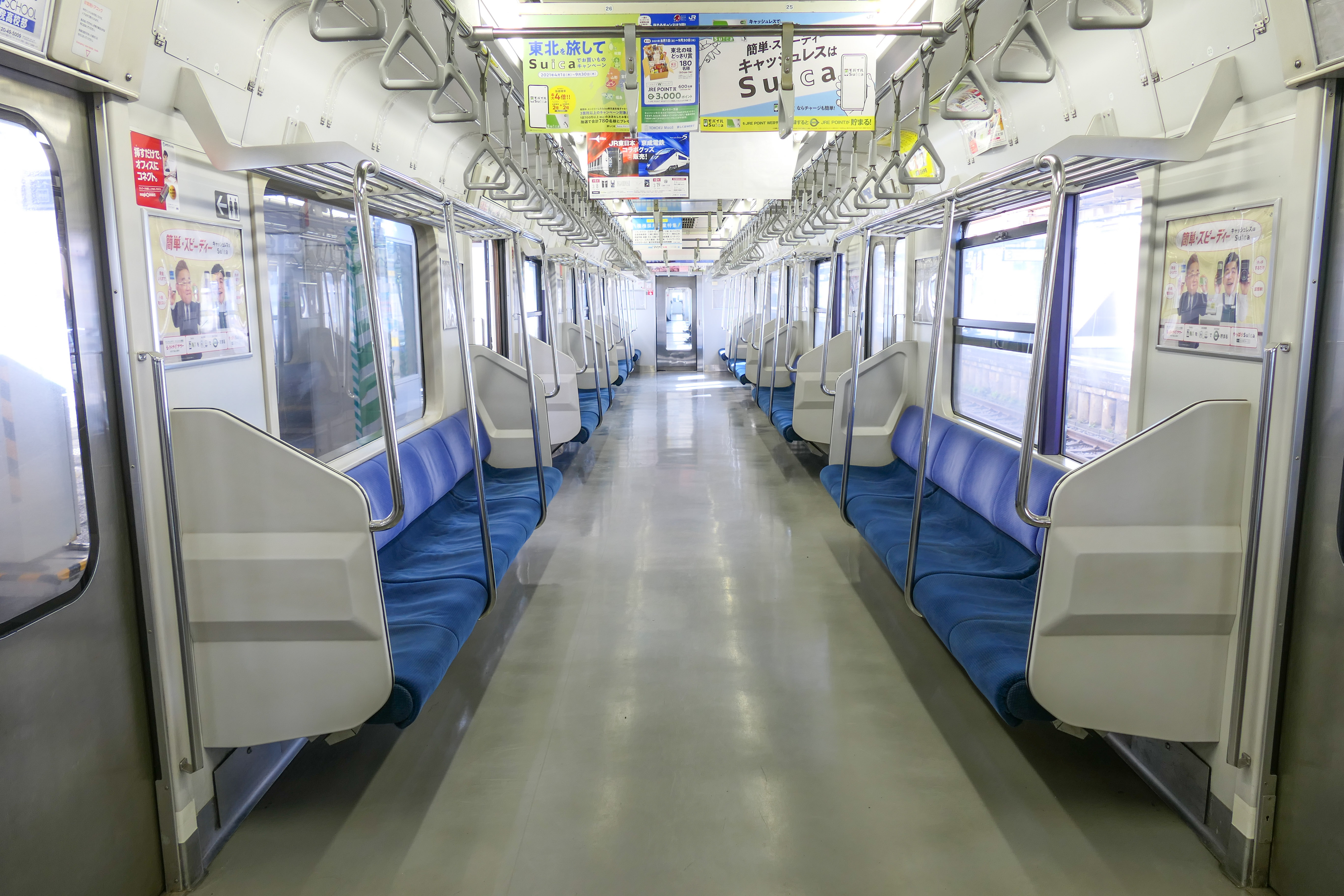
中間車両の内装
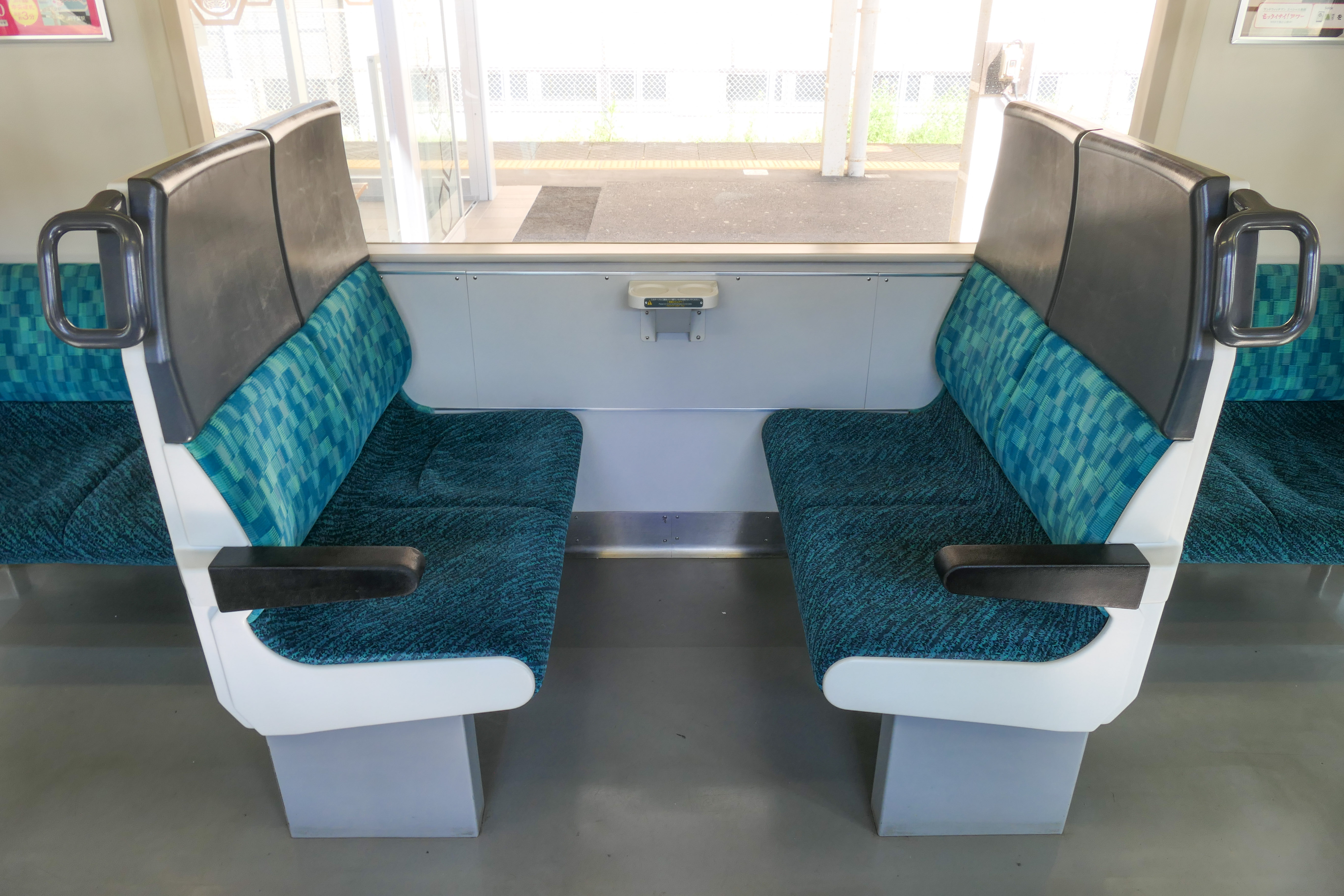
先頭車両のボックス席
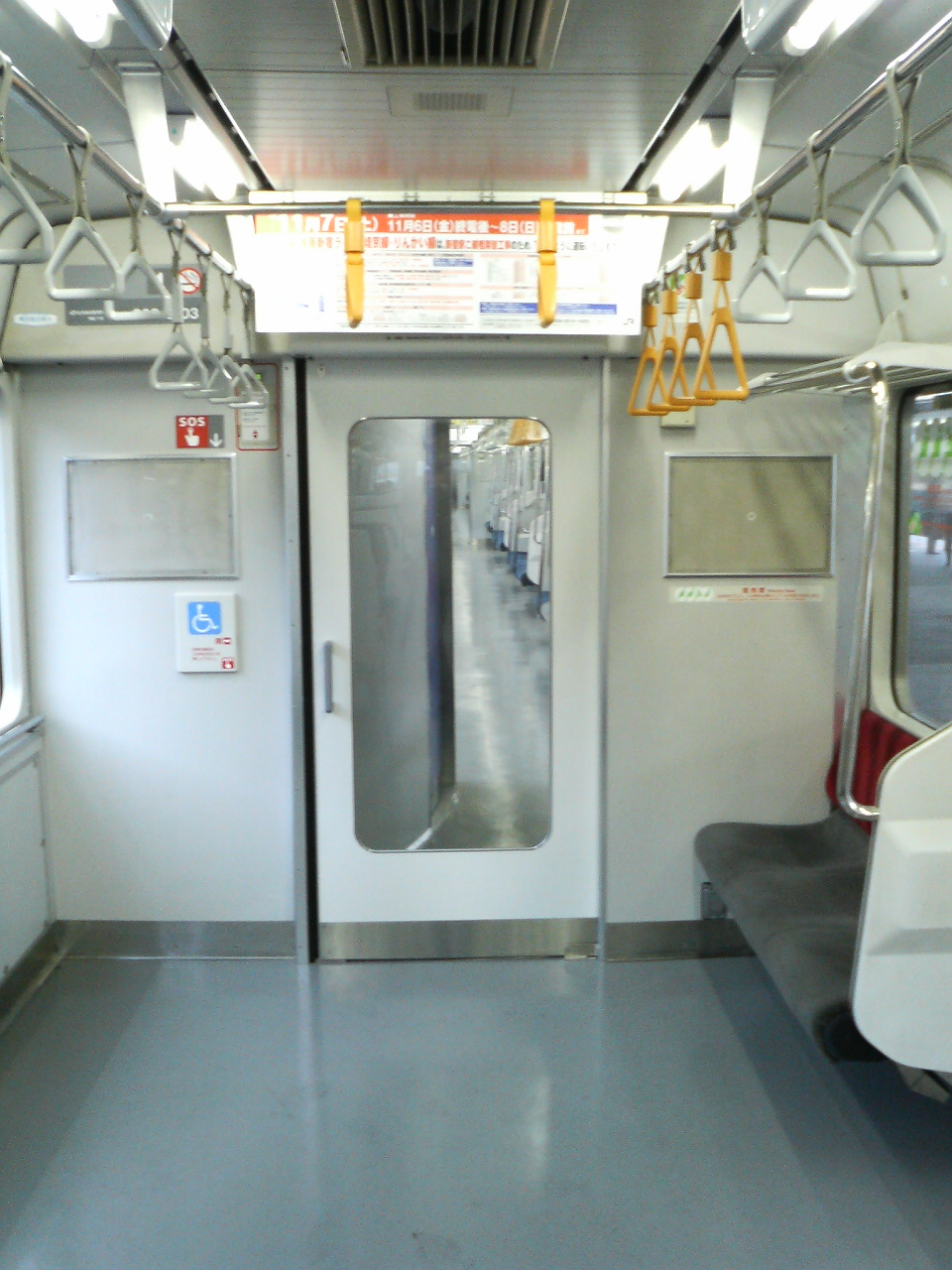
新設された先頭車両の貫通扉
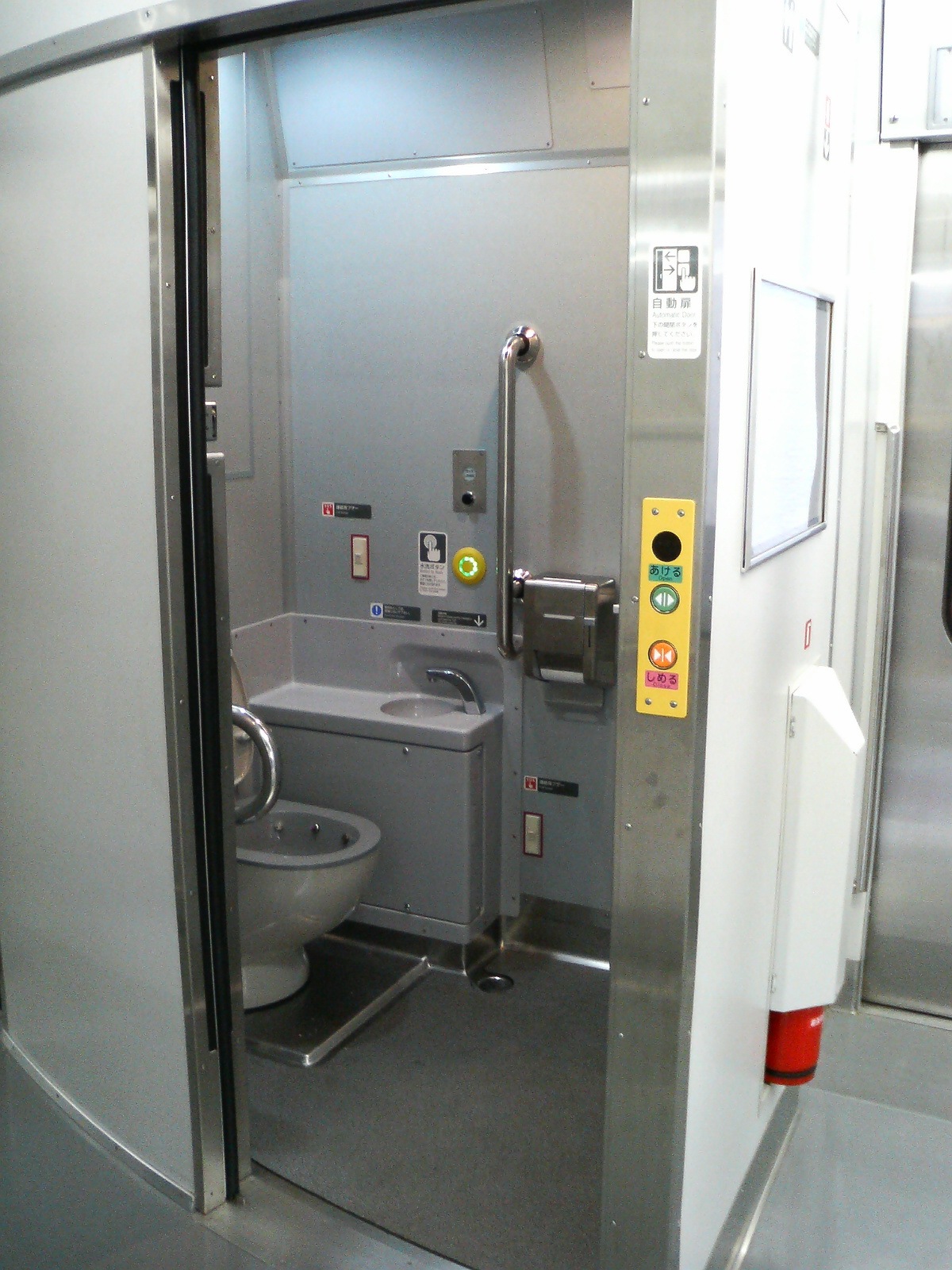
新設されたバリアフリー対応トイレ
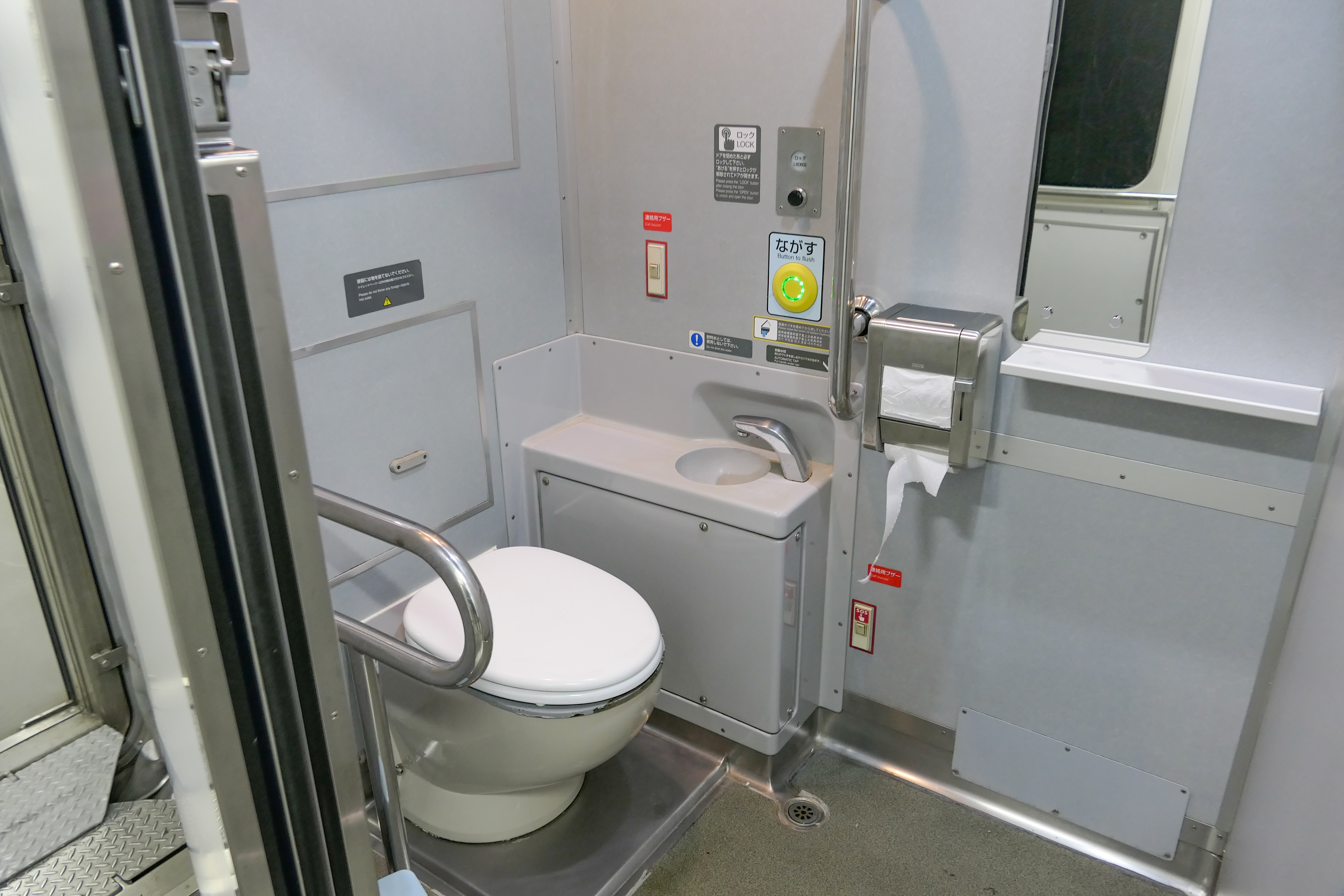
新設されたトイレの内部 （モハ208-2138）
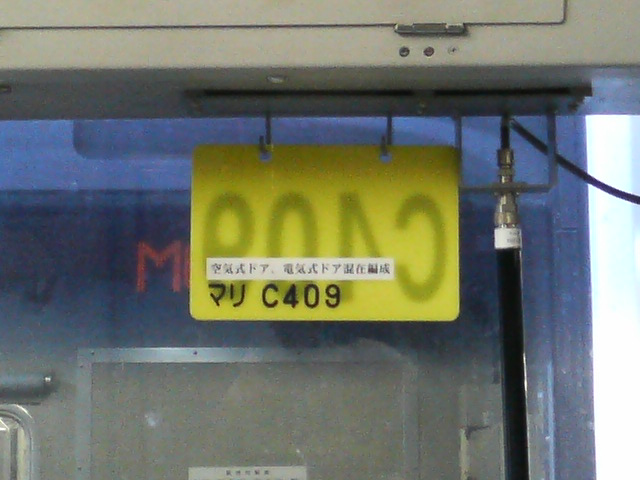
マリC409編成（空気・電気式ドアエンジン混在編成）の編成札
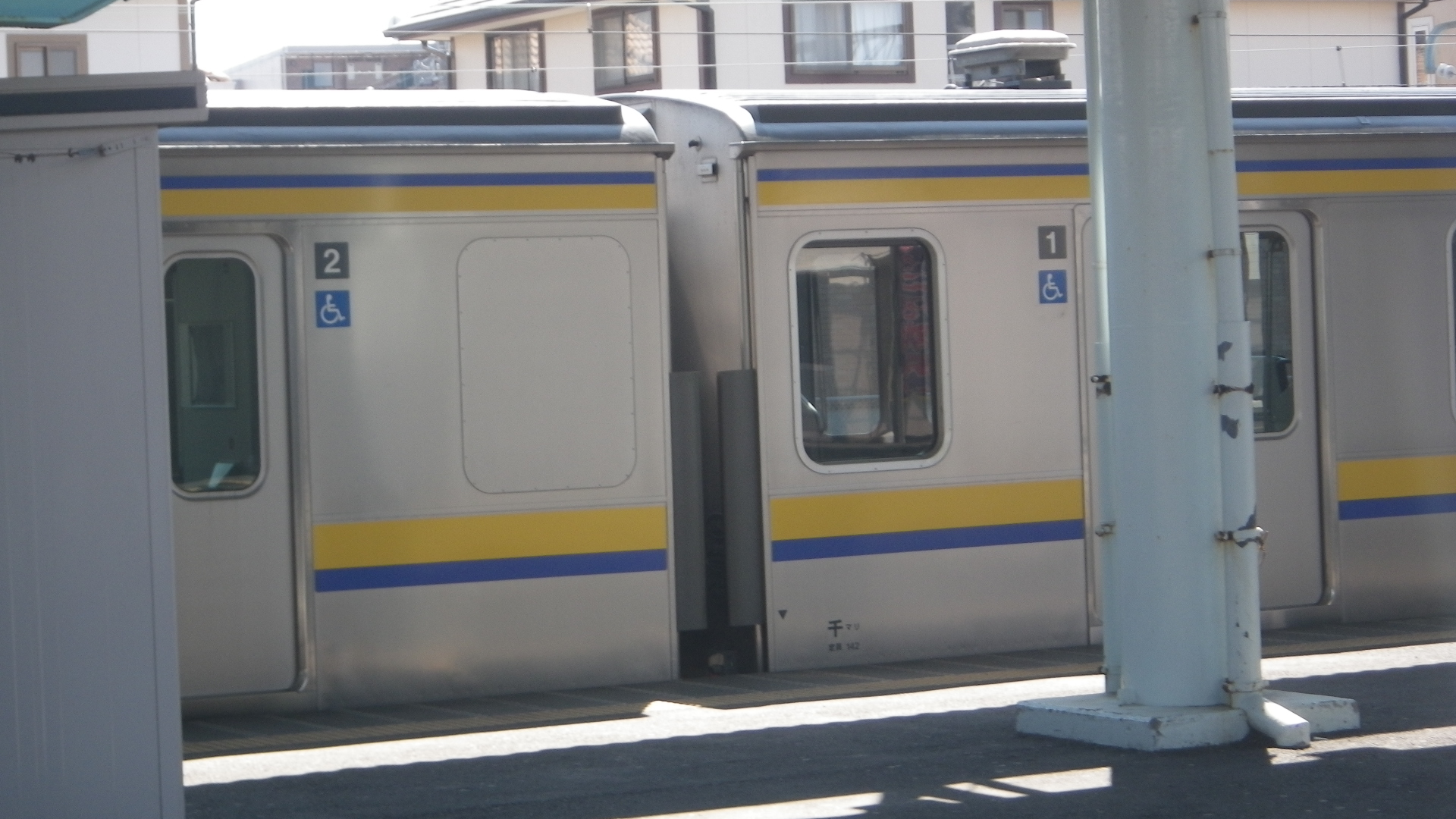
モハ208のトイレ設置に伴い、窓埋めされた部分（左側）
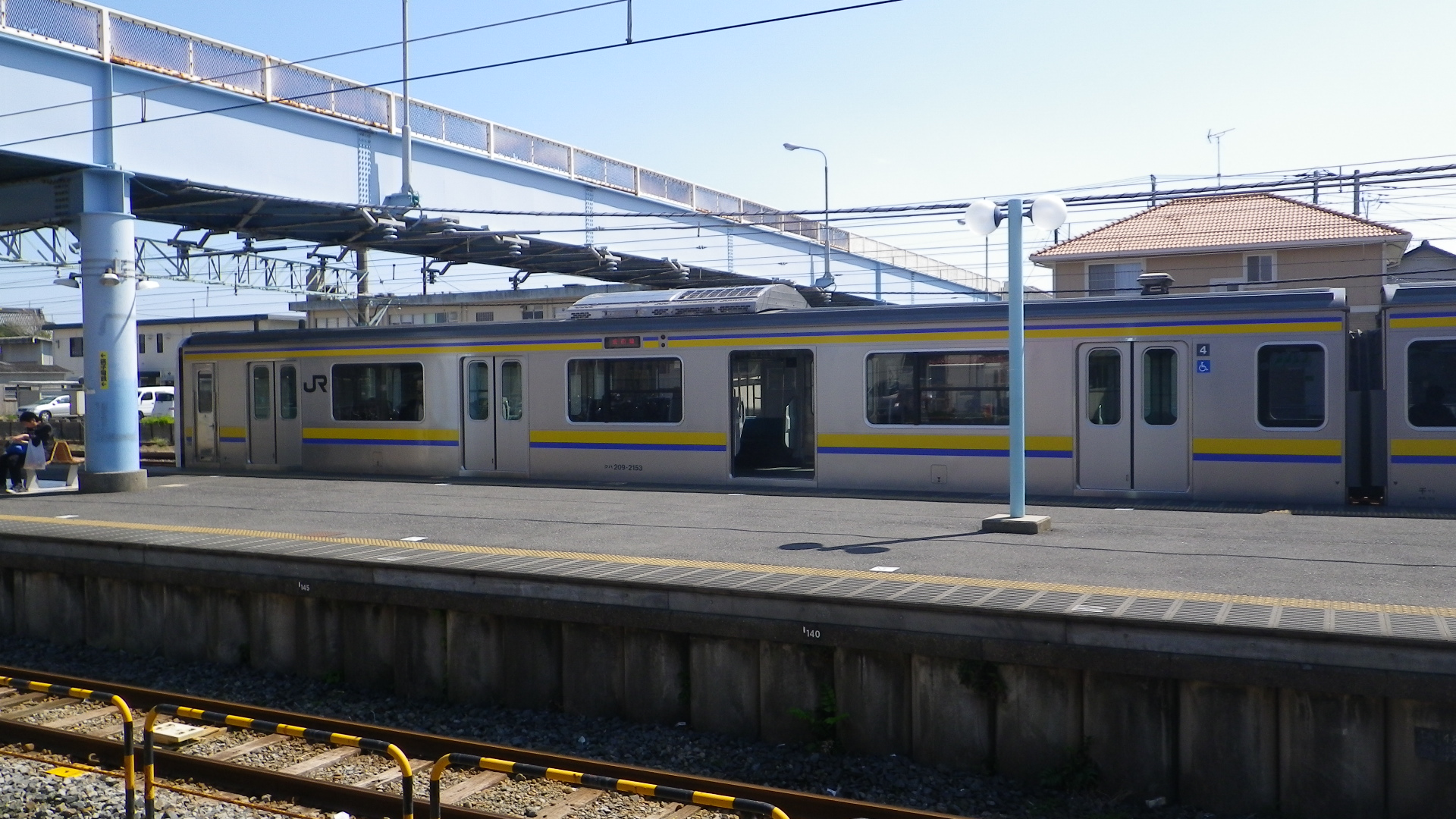
ドア3/4閉スイッチによるドアカットの例（2012年4月7日 銚子駅）

鉄道開業150周年記念ラッピングトレイン
鉄道開業150周年を記念したラッピングトレイン209系C411編成（4両）が運行されている。この編成は、側面に鉄道開業150周年のロゴ、また1号車と4号車の側面、下側には「We Love CHIBA!」のマークが貼り付けられ、2022年9月24日に運行が開始された。同日に千葉駅で出発式が行われる予定であったが、悪天候のために中止となった。期間は2022年9月24日から2023年3月中旬までとなっていた。

### 2200番台
- 運用線区：南武線…川崎 - 立川
- 運用期間：2009 - 2017年
- 車体帯の色：■黄色、■オレンジ色、■ぶどう色
- 配置：中原電車区
- 投入車両数：6両編成3本（18両）

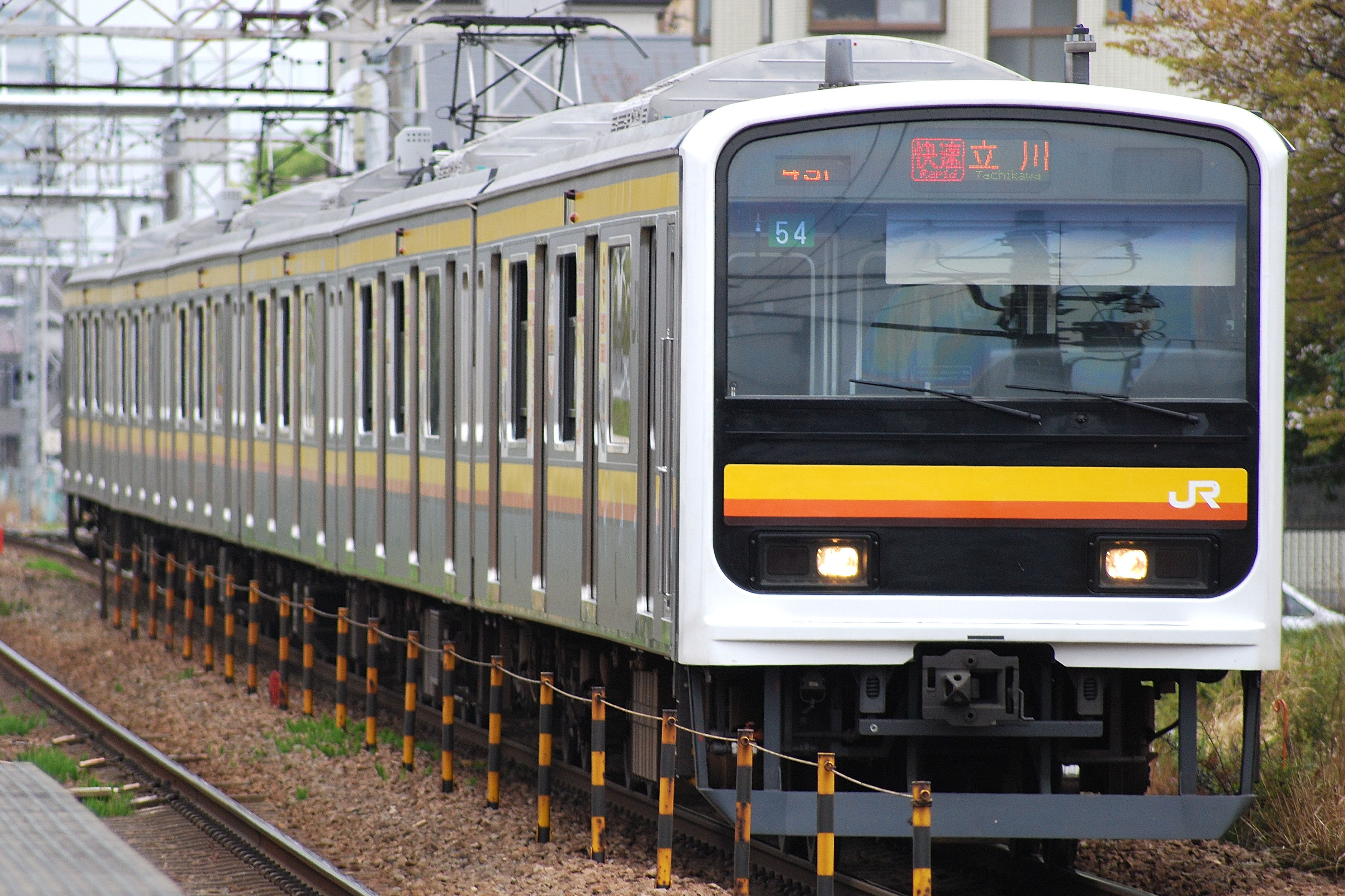
2200番台（ナハ54編成）

南武線用の車両で、0番台を改造したものである。帯色は南武線用0番台に準じた黄色・オレンジ色・ぶどう色（■■■）の3色。
南武線では配属時期が異なる0番台が配属されており、そのため空気式ドアエンジン車（1次車のナハ1編成）と電気式ドアエンジン車（8次車のナハ32編成）が混在する状態では、メンテナンス上の観点から好ましくないため、電気式ドアエンジン車に統一することとして配置された。
2000・2100番台同様に機器更新や行先表示器の3色LED化が施工され、2009年（平成21年）6月12日より営業運転を開始した。2000・2100番台と異なり、前面排障器（スカート）は0番台時代のまま。
|          | ← 川崎立川 → |                 |              |                 |              |              |
| 号車     | 1            | 2               | 3            | 4               | 5            | 6            |
| 形式     | クハ209-2200 | ＜ モハ209-2200 | モハ208-2200 | ＜ モハ209-2200 | モハ208-2200 | クハ208-2200 |
| 搭載機器 |              | VVVF            | SIV,CP       | VVVF            | SIV,CP       |              |

- モハ209形のパンタグラフは後にシングルアーム式のPS33F形に交換された。

6両編成3本計18両が配置された。導入名目は以下の通り。
- ナハ52編成（2201編成・2009年5月改造）は空気式ドアエンジンを装備する209系ナハ1編成（2009年9月に廃車）の代替用として配置された[76]。
- ナハ53編成（2202編成・2009年7月改造）は仙石線103系RT-235編成の置き換え用に捻出される205系1200番台1本（ナハ48編成）の代替用として配置された[76]。
- ナハ54編成（2203編成・2010年2月改造）は2010年3月13日のダイヤ改正における横須賀線武蔵小杉駅開業に伴う南武線の列車増発用として配置された。

その後、E233系8000番台の導入でナハ52・54編成は営業運転を終了・廃車された。残るナハ53編成についても青梅・五日市線からE233系0番台を転属させ、8500番台として導入することにより、2017年2月に営業運転を終了。同年2月10日には茅ケ崎駅へ疎開回送後、4月13日付で千葉支社管内にて後述のサイクルトレイン専用列車「BOSO BICYCLE BASE」への転用のため、幕張車両センターに転属した。

### 3500番台
- 運用線区：
  - 八高線…八王子 - 高麗川
  - 川越線…高麗川 - 川越（ - 南古谷）
- 運用期間：2018年 -
- 車体帯の色：■オレンジ色、■ウグイス色
- 在籍車両数：川越車両センター…4両編成5本（20両）[66]

八高・川越線用205系を置き換えるため、中央・総武緩行線用の209系500番台を改造して登場した番台区分である。2018年1月15日付にてハエ51編成が川越車両センターに配置され、同月18日に配給輸送された。2018年3月に1本追加配置され、同年5月7日から運用を開始した。その後も同年6月・7月・9月に各1本が追加配置されている。
E231系3000番台同様、ドア付近を監視する安全確認カメラを装備し、これを使用した中編成ワンマン運転に対応する。

## 改造

### 側窓開閉化

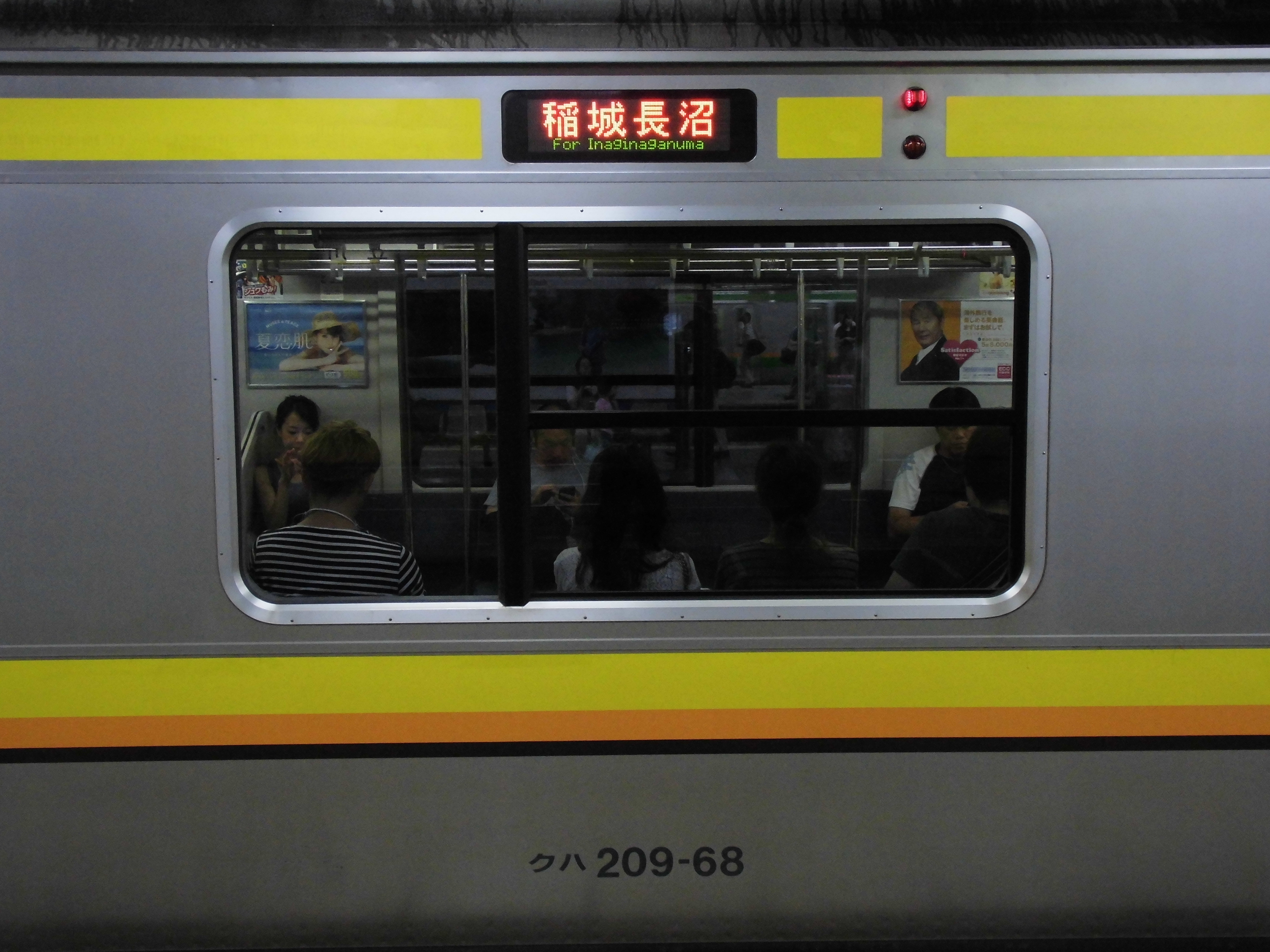
側面窓開閉化改造後（中原電車区ナハ32編成）

試作車と0・3000・3100の各番台車では、側窓が各車端部の2枚（先頭車）ないし4枚（中間車）しか開かない構造になっていた（ドア間の大窓はすべてはめ殺しの固定窓）。これを補うために貫通路の上部に換気口があり、異常時などで指示があった場合にはカバーのネジを緩めて開くことができるようになっている。しかし、2005年（平成17年）3月23日に京浜東北線大森 - 蒲田間で列車（ウラ3編成）が高圧回路機器の故障により長時間にわたって立ち往生した際に、換気性能の悪さから多数の乗客が体調不良を訴え、停電による長時間停車時の問題点が浮上した。このため、同年末からドア間の大窓を開閉可能とする改造工事が、緊急性の高い京浜東北線・根岸線用0番台については下十条運転区で、他線の車両については各車両基地で、それぞれ改造作業が施工された。ただし、試作車（900・910・920番台）は対象外となった。
この改造では、車体の構造上と改造工事の簡略化を図るためにE231系のような1枚下降式ではなく、はめ殺しの大窓を縦方向に約2:1の割合で二分割し、大きい方の部分に上段下降、下段固定の2段窓を用いて開閉可能にするもので、改造対象は各車両6枚の大側窓のうち4枚に限定されている。
改造工事は下十条運転区留置車の運用間合いで行うことから時間的な制約があり、10両を同時施工できないことから各編成の4・5・7号車の3両分の改造が優先的に行われ、それが完了した後は順次他の号車の窓改造を行った。6号車の6扉車は工事対象外。また、南武線用0番台と八高・川越線用3000・3100番台、および0番台と同様の車体・窓構造の常磐線用E501系についても全車両に施工された。中央・総武緩行線用500番台とE231系900番台（209系500番台と同様の窓構造となっていた）、常磐緩行・千代田線用1000番台は、E217系後期車と同様に先頭車の車体中央の窓のみ施工された。2005年末のウラ38編成（2両の片側のみ）から工事が始まり、2007年（平成19年）4月までに完了した。

### ホーム検知装置の取り付け

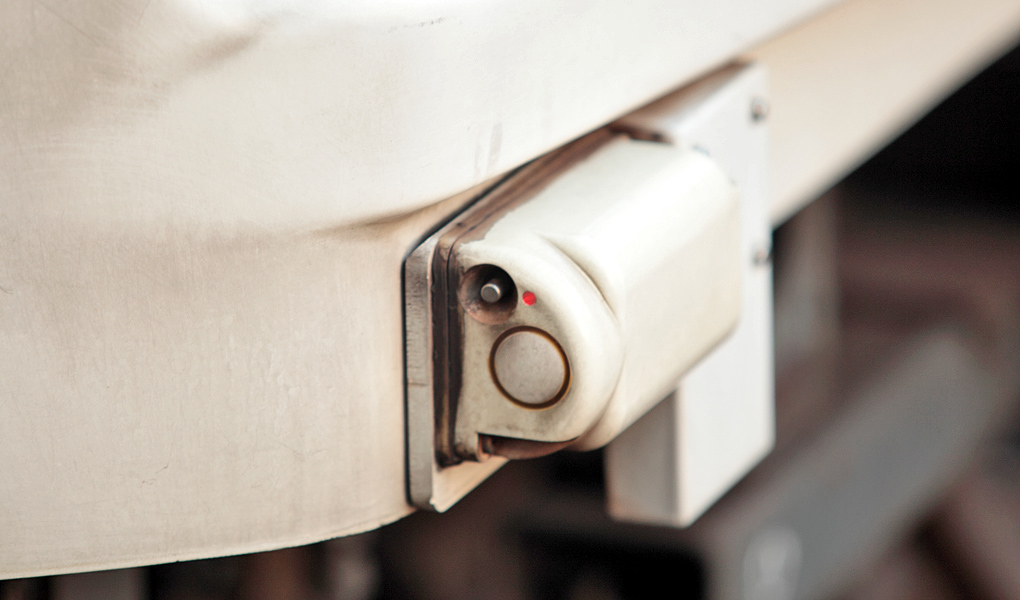
ホーム検知装置

営業運転中にホームが無い場所でドアが開く事故を防止するため、浦和電車区所属の全83編成を対象に、ホームの有無を超音波センサーで検知する、ホーム検知装置を取り付ける工事が行われた。この装置により、操作する車掌スイッチ側にホームが無い場合や、オーバーランで列車がホームから外れた場合、全てのドアが開かなくなった。ただ、従来どおり非常コックでの開操作は可能であり、緊急時にこの装置が妨げとなることはない。当初は試作車3編成も対象とされていたが、E233系1000番台への置き換えが発表され、それに先駆けて試作車が廃車になることから試作車は対象外とされ、後に三鷹車両センターから転入した500番台3本は試作車の代わりに対象として含まれた。
設置箇所は、両先頭車の前端両側で、高さはホーム高に揃えてある。外付けとなったため、センサーと信号線カバーが目立つ。運転室内には車掌スイッチの上にホーム検出を知らせる装置が取り付けられた。前後どちらかのセンサーでもホームが無いことを検知した場合、開操作を行っても扉が開かないうえ、警報が鳴る仕組みとなっている。全車が浦和電車区で施工され、2007年3月までに完了した。さらに2010年には中央・総武緩行線の500番台、2014年には常磐緩行線の1000番台にも同様の装置が取り付けられている。
京浜東北線用を含めて、設置された編成は他線区へ転属を行っているが、2000・2100・2200番台を除き、転属先でもこの装置は撤去されずに運用を続けている。

## 転用

### 「MUE-Train」

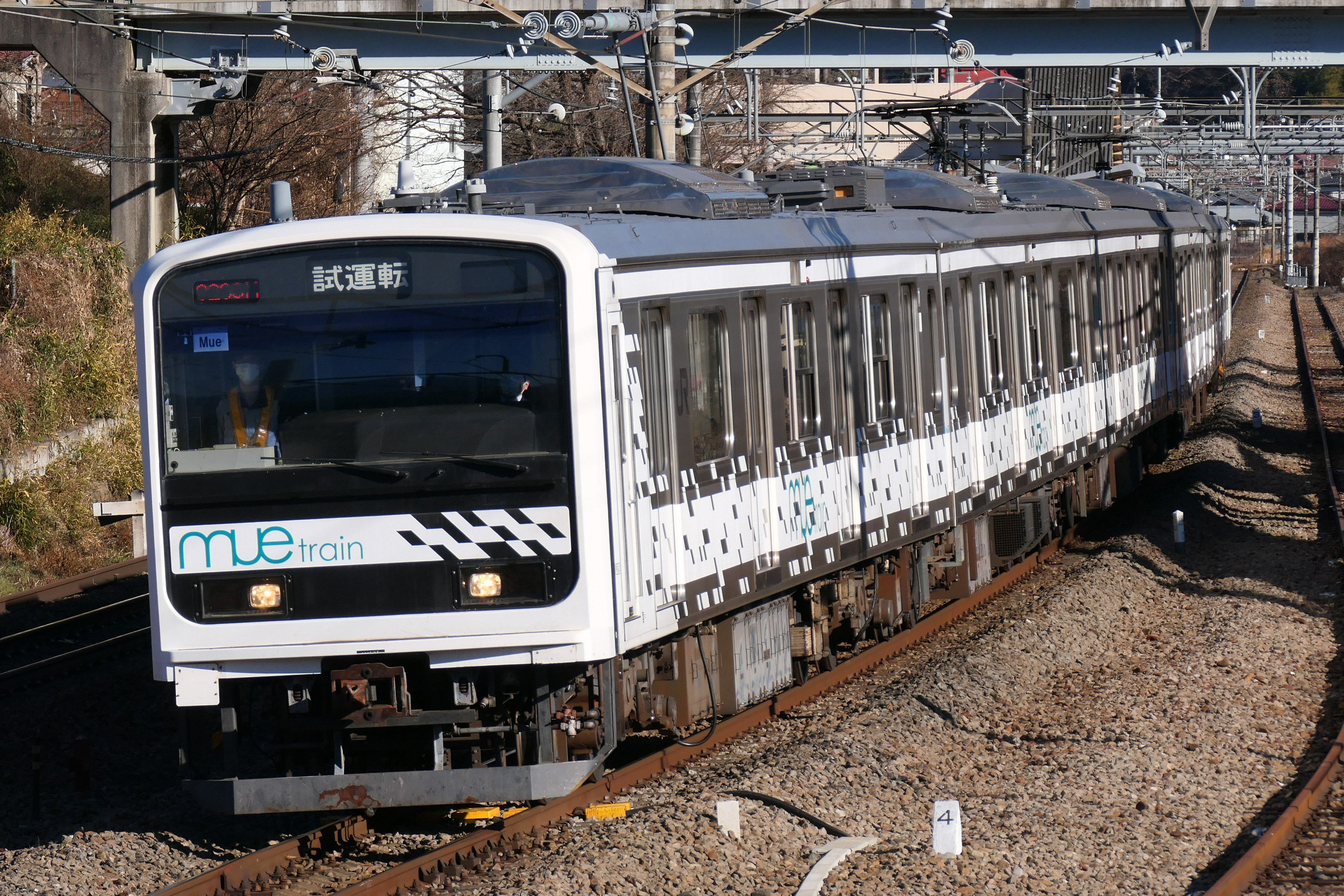
MUE-Train
（2020年12月23日 鳥沢駅 - 猿橋駅間）

在来線用試験電車「MUE-Train」（ミュートレイン）は、在来線車両の技術革新試験用電車で、2008年10月に元ウラ2編成から7両が改造された。川越車両センターに配置され、10月より東北本線（宇都宮線）・高崎線などで各種試験を開始した。
形式のみ「ハ」→「ヤ」に変更されているものの、車番は全て種車のまま変更なし。埼京線や川越線の車両と同じ向きになっているため、宇都宮線・高崎線などでの試験時は他の編成の方向とは逆に、上野方先頭車が7号車となって運転されている。
当車両では高速データ通信「WiMAX」で使用するアンテナの形状や設置位置が試行され「成田エクスプレス」用のE259系や、2010年（平成22年）7月1日より営業運転を開始した京葉線E233系5000番台にも適用された。また、INTEROSと呼ばれる次世代の列車情報管理システムが当車両に導入され、試験結果をもとに山手線の新型車両であるE235系に導入された。

### 「BOSO BICYCLE BASE」

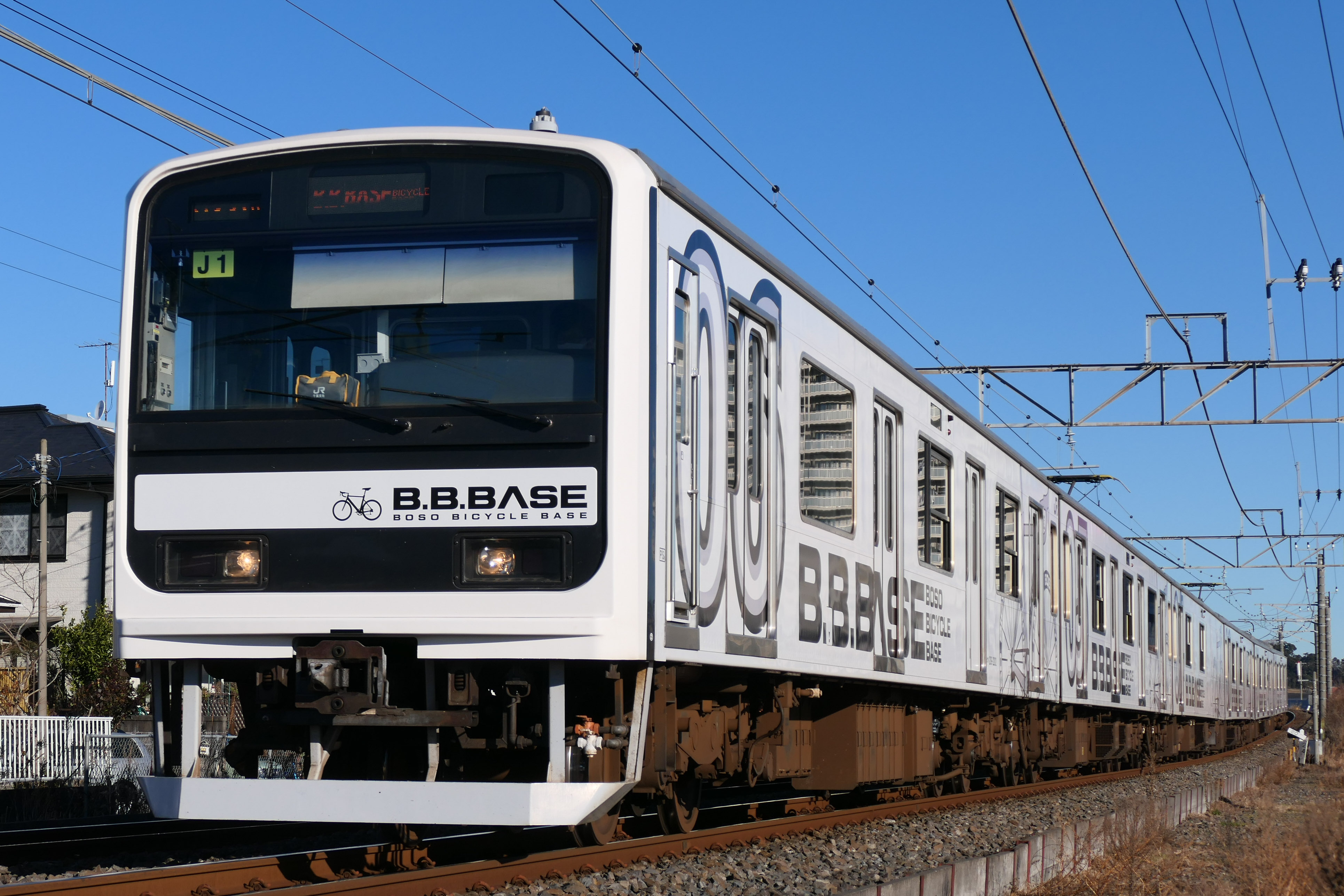
BOSO BICYCLE BASE
（2021年1月9日 大網駅 - 永田駅間）

房総地区でのサイクリング客の需要を見込んで、2018年1月6日より千葉支社管内で運行を開始した観光列車。2017年に運用を終了した元南武線・中原電車区ナハ53編成（元ウラ24編成）を種車として再改造された。当該編成は2017年4月12日付で幕張車両センターに転属し「J1」の編成名が与えられた。
「BOSO BICYCLE BASE（房総バイシクルベース、略称：「B.B.BASE」）とは「「房総」の各地を「自転車」で駆け巡るための「基地」」に由来する。
6両編成のうち、4号車はフリースペース、その他の車両にはボックスシートと自転車積載用サイクルラックが設置される。座席数とサイクルラックの数は同一（乗車定員99名・ラック99台分）となっている。

## 運用

### 京浜東北・根岸線
京浜東北線・根岸線では1992年より901系10両編成3本が営業運転を開始し、1993年より量産車の209系0番台の投入が開始された。帯色は青24号である。配置は浦和電車区で、運用区間は大宮駅 - 大船駅間である。
1994年には901系が量産化改造されて209系900・910・920番台となった。1995年からの増備車は6号車が6扉のサハ208形となり、従来車も編成組み換えにより試作車を除く各編成に6扉車が組み込まれた。1998年までに10両編成81本が投入され、205系は1996年に、103系は1998年に京浜東北線・根岸線での営業運転を終了した。
2000年代に入ると京浜東北線でもATC更新を機にデジタルATCを導入することになり、改造に伴う予備車確保のため中央・総武緩行線用209系500番台10両編成2本が習志野電車区より転入した。500番台は2001年1月より京浜東北線・根岸線での営業運転を開始している。これにより、京浜東北・根岸線用209系の総数は10両編成83本となった。
2006 - 2007年には中央・総武緩行線用209系500番台10両編成3本が三鷹電車区より転入し、元901系の試作車3編成が置き換えられた。クハ209-901（旧クハ901-1）は廃車後に東京総合車両センターに保存された。
量産車も2007年よりE233系1000番台の投入による置き換えが開始され、209系は2010年1月24日に京浜東北線・根岸線での営業運転を終了した。0番台は廃車あるいは南武線や房総地区へ転用、試験車「MUE-Train」への改造等がなされたほか、500番台は5編成中4編成が京葉線に、1編成が中央・総武緩行線に転用された。

### 南武線
南武線では1993年に209系0番台6両編成1本が中原電車区に配置され、同年4月1日より営業運転を開始した。運用区間は川崎駅 - 立川駅間で、当初は運用が限定されていたが、1994年12月3日より103系・205系と共通運用になった。以後の209系の新製増備は1997年の0番台6両編成1本のみであった。103系は山手線へのE231系投入で捻出された205系の転入により置き換えられ、2004年に運用を終了した。
2009年には京浜東北線用0番台を改造した2200番台6両編成1本が投入され、1993年製の0番台1本が置き換えられた。2200番台は205系の仙石線転用車捻出や南武線増発用として6両編成2本が追加投入され、南武線用209系の総数は6両編成4本となった。
2015年よりE233系8000番台が南武線に新製投入され、205・209系が置き換え対象となった。E233系投入完了後も南武線増発により、209系2200番台の1編成が運用されていたが、2017年に青梅・五日市線用E233系0番台を改造したE233系8500番台が投入されたため、南武線用209系の運用は終了してE233系に統一された。209系で最後まで残った編成は房総地区向けの観光列車「BOSO BICYCLE BASE」に再改造された。

### 八高・川越線
1996年の八高線八王子駅 - 高麗川駅間電化に伴って、209系3000番台4両編成4本が川越電車区に新製配置された。1985年の川越線電化時に投入された103系3000番台3両編成5本は4両編成化され、1996年の八高線電化では209系と共に103系3500番台4両編成1本も配置されており、3000番台はこれらの103系と共に八王子駅 - 高麗川駅 - 川越駅（一部は南古谷駅）間で運用された。
2002年からの103系置き換えでは山手線用205系を転用した205系3000番台が投入されたが、東京臨海高速鉄道りんかい線10両編成化で余剰となった70-000形6両をJR東日本が譲受して209系新造車2両を組み合わせた209系3100番台4両編成2本も2005年に投入された。これにより、川越・八高線用103系の運用が終了した。
2017年には中央・総武緩行線のE231系0番台を改造したE231系3000番台、2018年には209系500番台を転用改造した209系3500番台が登場し、従来の205系3000番台と209系3000・3100番台が置き換えられた。以後は209系3500番台・E231系3000番台により運用されている。

### 中央・総武緩行線
中央・総武緩行線では幅広車体の209系500番台が習志野電車区に投入され、1998年12月29日より営業運転を開始した。1998年にE231系の試作車として落成した209系950番台は三鷹電車区に配置され、1999年に営業運転を開始している。運行区間は千葉駅 - 三鷹駅間が基本で、早朝や夜間には武蔵小金井駅や立川駅への乗り入れが少数存在した。
2000年からはE231系量産車の投入が開始され、209系950番台はE231系900番台に改称された。E231系の増備により103系・201系・205系は中央・総武緩行線での運用を終了し、201系は青梅・五日市線や京葉線に、205系は京葉線等に転用された。
2000年には209系500番台のうち2本が京浜東北線へ転用され、同線のデジタルATC対応に伴う予備車として使用された。2003年には習志野電車区の209系500番台が三鷹電車区に転属した。2006 - 2007年には3本が京浜東北線へ転用され、元901系の試作車を置き換えた。2009年には京浜東北線で使用されていた500番台1編成が三鷹電車区に転入している。
2017年から山手線へのE235系0番台投入でE231系500番台が中央・総武緩行線に転用されたのに伴い、209系500番台は武蔵野線や八高線・川越線に転用された。

### 常磐緩行線
常磐緩行線では1999年の増発用として209系1000番台10両編成2本が新製投入され、203系や207系900番台とともに地下鉄（帝都高速度交通営団〈営団〉→東京地下鉄〈東京メトロ〉）千代田線直通運用に使用された。配置は松戸電車区で、運用範囲は取手駅 - 代々木上原駅間であった。
2009年よりE233系2000番台が新製投入されて207系と203系が置き換えられたが、この時点では209系1000番台は置き換えの対象外であった。2016年からはE233系2000番台の小田急電鉄直通が開始されたが、209系1000番台は小田急直通対応改造はされなかった。
2018年には209系1000番台が常磐緩行線の運用を離脱し、常磐緩行線のJR車はE233系に統一された。置き換えられた209系は中央線快速へ転用のため2編成とも豊田車両センターへ転出した。

### 房総地区
房総地区では京浜東北線用0番台を転用改造した2000・2100番台の4・6両編成が投入され、幕張車両センターに配置された。これにより従来の房総地区用113系や211系が置き換えられた。運用線区は総武本線（千葉駅以東）・成田線・内房線・外房線・東金線などである。
2021年より房総地区へのE131系の投入が開始され、209系2100番台の6両編成の一部が4両編成に短縮された。

### 京葉線
京葉線へは2008年に京浜東北線へのE233系1000番台投入で捻出された209系500番台4編成が京葉車両センターに転入し、201系の非分割編成が置き換えられた。
2010年からはE233系5000番台の投入で201・205系が置き換えられ、209系も4編成中3編成が武蔵野線に転用された。E233系の増備完了後も京葉線用の209系は500番台1編成（ケヨ34編成）が運用されている。

### 武蔵野線

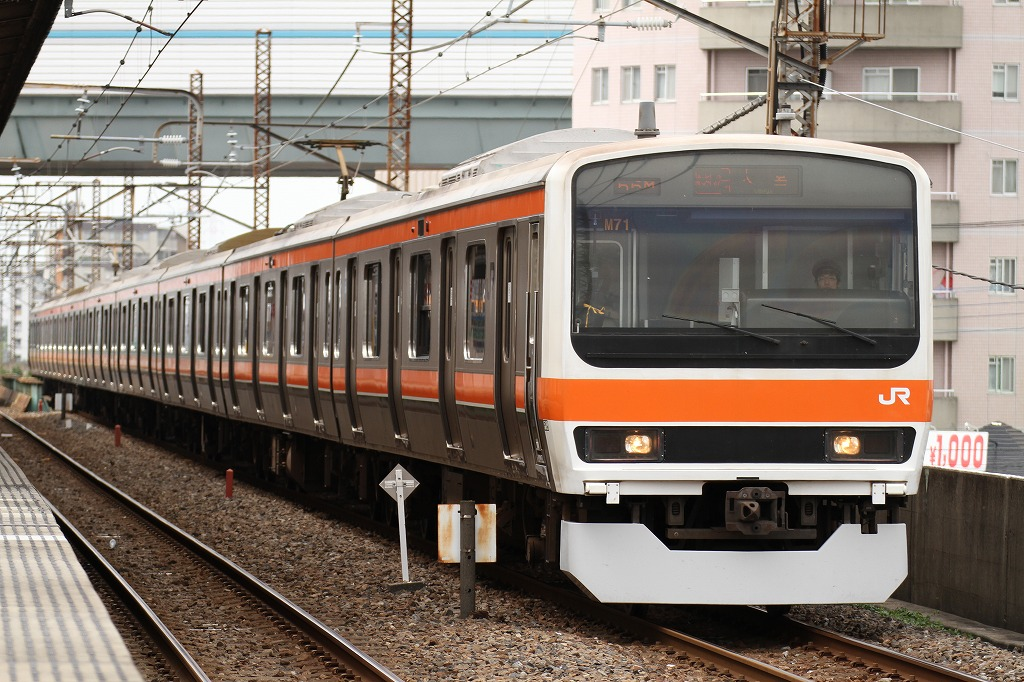
209系500番台による「むさしの号」
（2011年8月31日 西浦和駅）

武蔵野線へは京葉線で運用されていた209系500番台4編成のうち3編成が転用され、2010年12月4日のダイヤ改正より運転を開始した。この改正では205系・209系による各駅停車「むさしの号」「しもうさ号」が運行開始しており、従来の豊田車両センターの115系で運転されていた快速「むさしの号」は運転を終了した。
運用範囲は武蔵野線府中本町駅 - 南船橋駅間を主体に、京葉線東京駅や海浜幕張駅方面へも直通する。「むさしの号」「しもうさ号」では西浦和駅・武蔵浦和駅から分岐して大宮支線経由で大宮駅まで、「むさしの号」では新小平駅から分岐する国立支線経由で中央本線の八王子駅まで乗り入れる。
2017年以降は中央・総武緩行線用209系500番台、E231系0・900番台が武蔵野線に転用され、205系の武蔵野線運用は2020年に終了した。以後は209系500番台とE231系で運用されている。

### 中央線快速

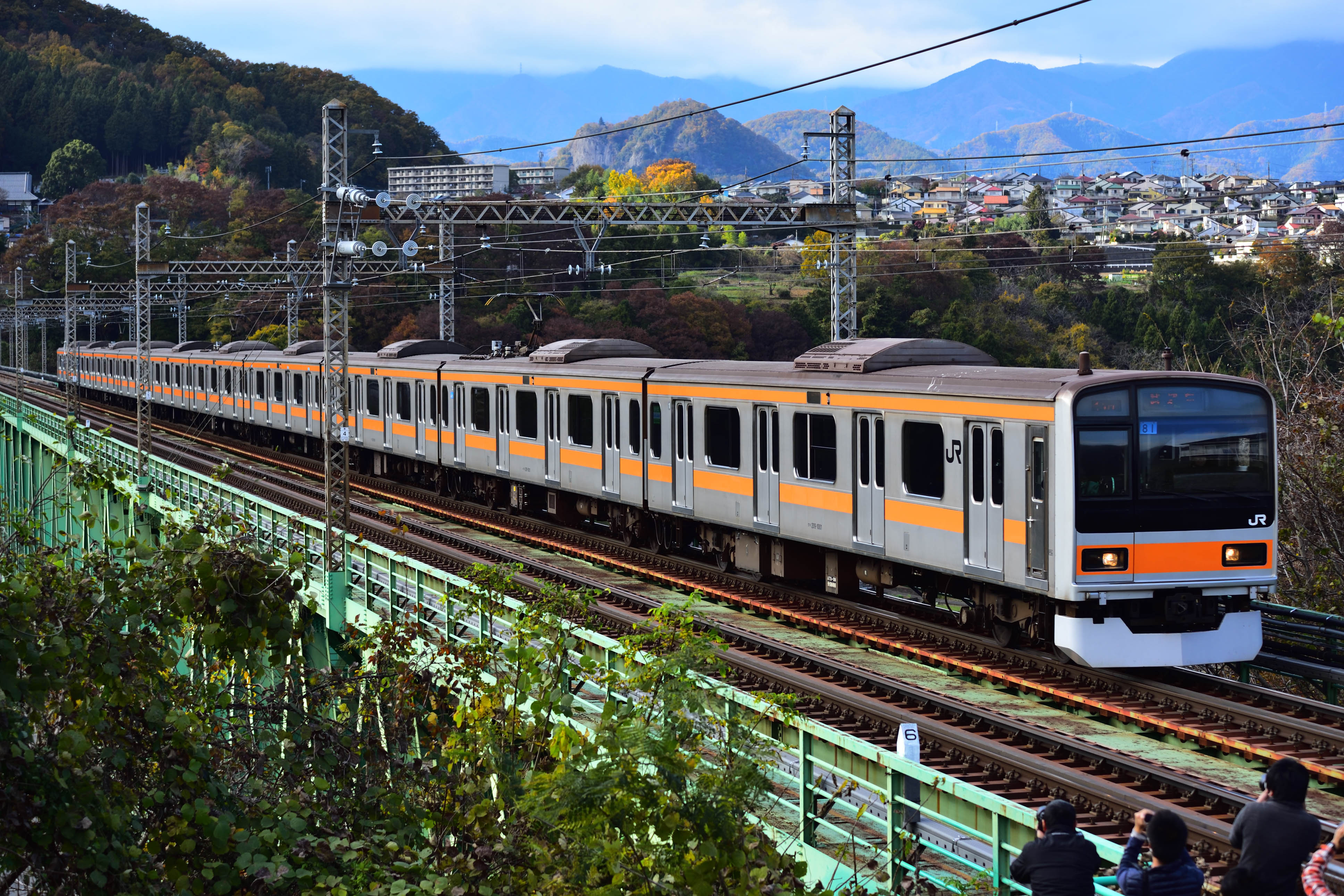
試運転で中央本線を走る209系1000番台
（2018年11月20日 猿橋駅 - 鳥沢駅間）

中央線快速ではE233系へのグリーン車組み込みとトイレ設置改造に伴う予備車を確保するため、常磐緩行線で使用されていた209系1000番台10両編成2本が2019年に転用され、豊田車両センターに配置された。
運用範囲は東京駅 - 高尾駅間で、運用は固定されている。通常は青梅線には入線しないが、ダイヤ乱れ時の代走で入線した実績がある。
また、営業運転開始前の試運転では中央本線大月駅まで入線したこともある。
各駅における12両編成停車対応工事（ホーム延伸等）も多くの駅で対応が完了したことにより、同年9月8日より停止位置変更、およびE233系0番代電車によるTASC（定位置停止装置）の使用が開始されたことに伴い、2024年9月6日をもって中央線快速での運用から撤退した。

## 他社譲渡車

### 伊豆急行

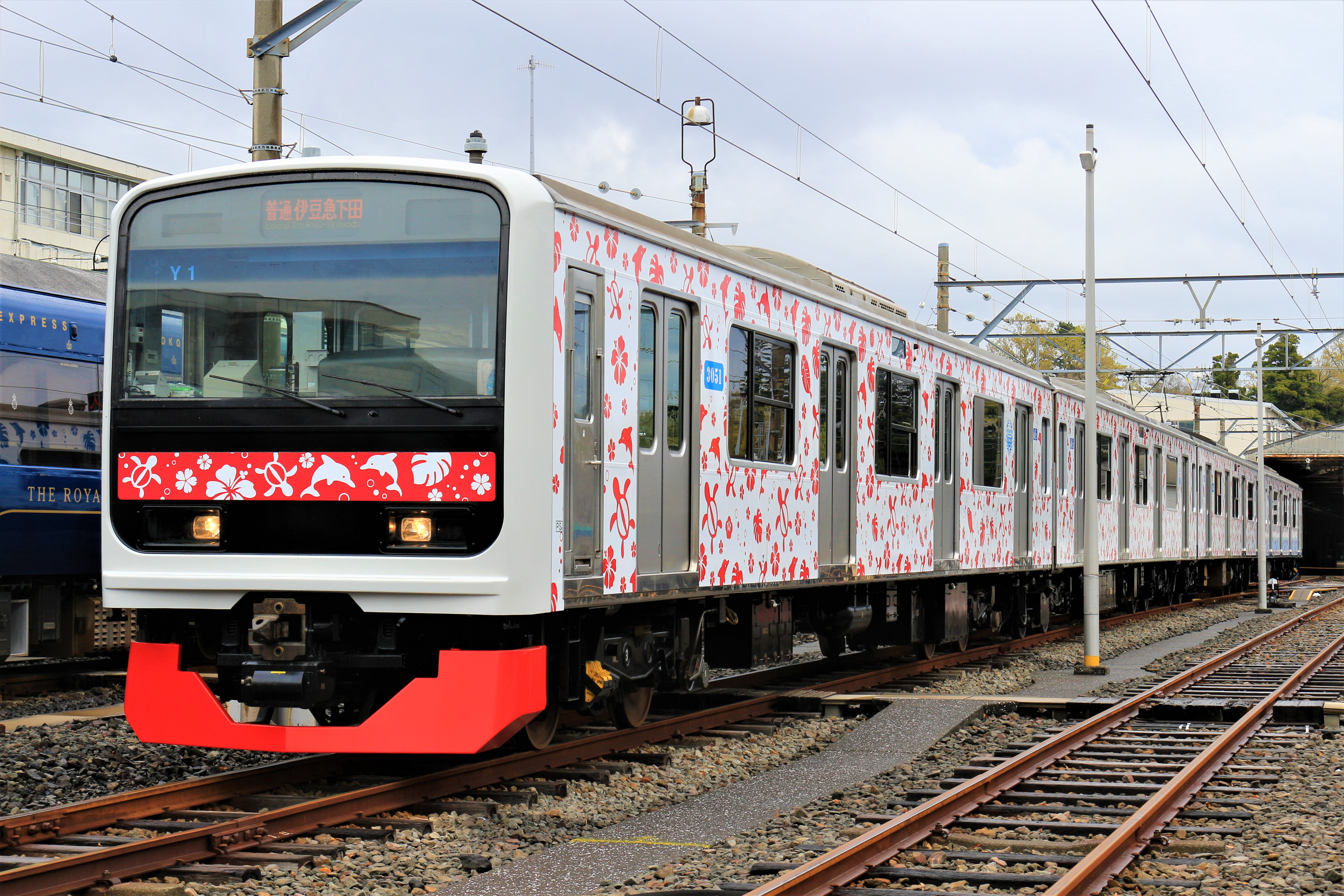
伊豆急行3000系

2021年（令和3年）3月から房総地区においてE131系0番台が順次投入されたのに伴い、余剰となっていた本形式は廃車・解体予定であったが、東急電鉄から購入した8000系の老朽化により、該当車両の置き換えに迫られていた伊豆急行の利害が一致し、2100番台のうち6両編成2本が4両化の上伊豆急行に譲渡された。
譲渡車は同社3000系として、2022年（令和4年）4月30日から営業運転を開始した。余剰モハは部品取り車となった。なお、今後の増備も予定されているとされるものの、2025年7月時点では増備の計画に関する発表はない。

## 訓練車

### 支社訓練センター用[122]
0番台および3000番台の一部電動車MM'ユニットを廃車後、先頭車化して訓練車（機械）に改造したもの。2024年秋時点で、以下各1本づつ、計4本が存在する。
- 東京・大宮総合訓練センター（大宮総合車両センター東大宮センター構内）
- 八王子支社訓練センター（新秋津駅構内）
- 横浜支社訓練センター（久里浜駅構内）
- 長野支社訓練センター（長野総合車両センター構内）

いずれも機械扱いで車籍はない。なお、類似のものとして福島県白河市のJR東日本総合研修センターの研修用機械E991系（4両編成1本・無車籍）があるが、こちらはE501系に準じた車体を新造したものである。

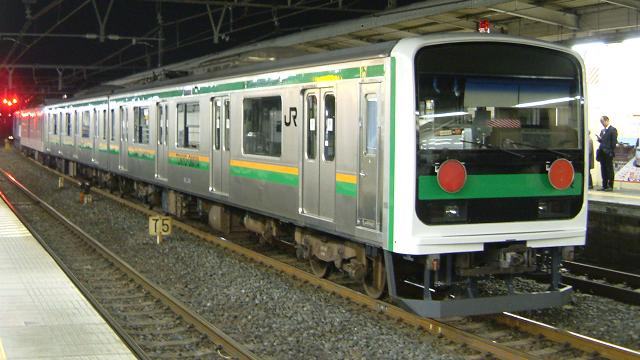
大宮支社209系訓練車（2008年10月6日 八王子駅）
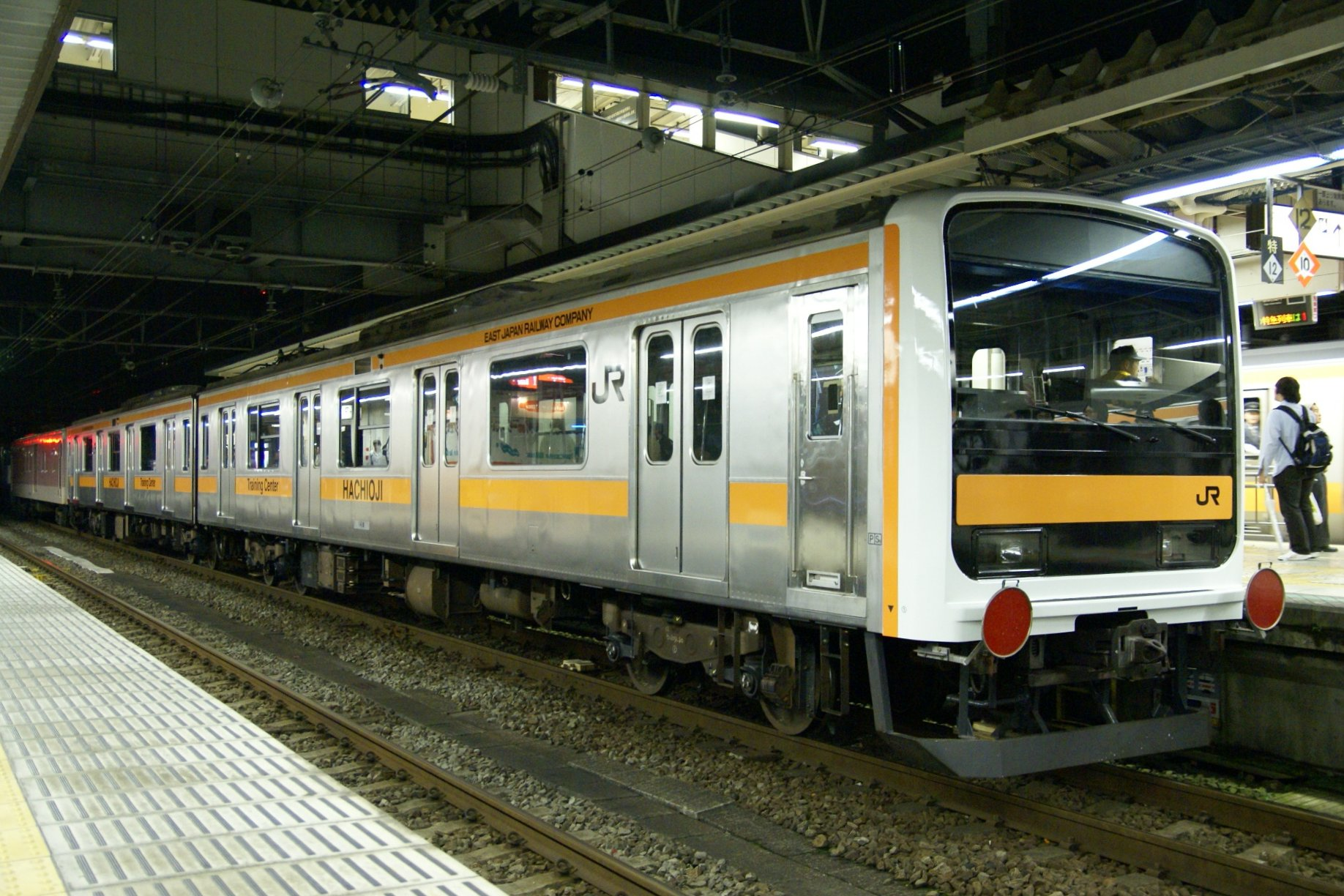
八王子支社209系訓練車
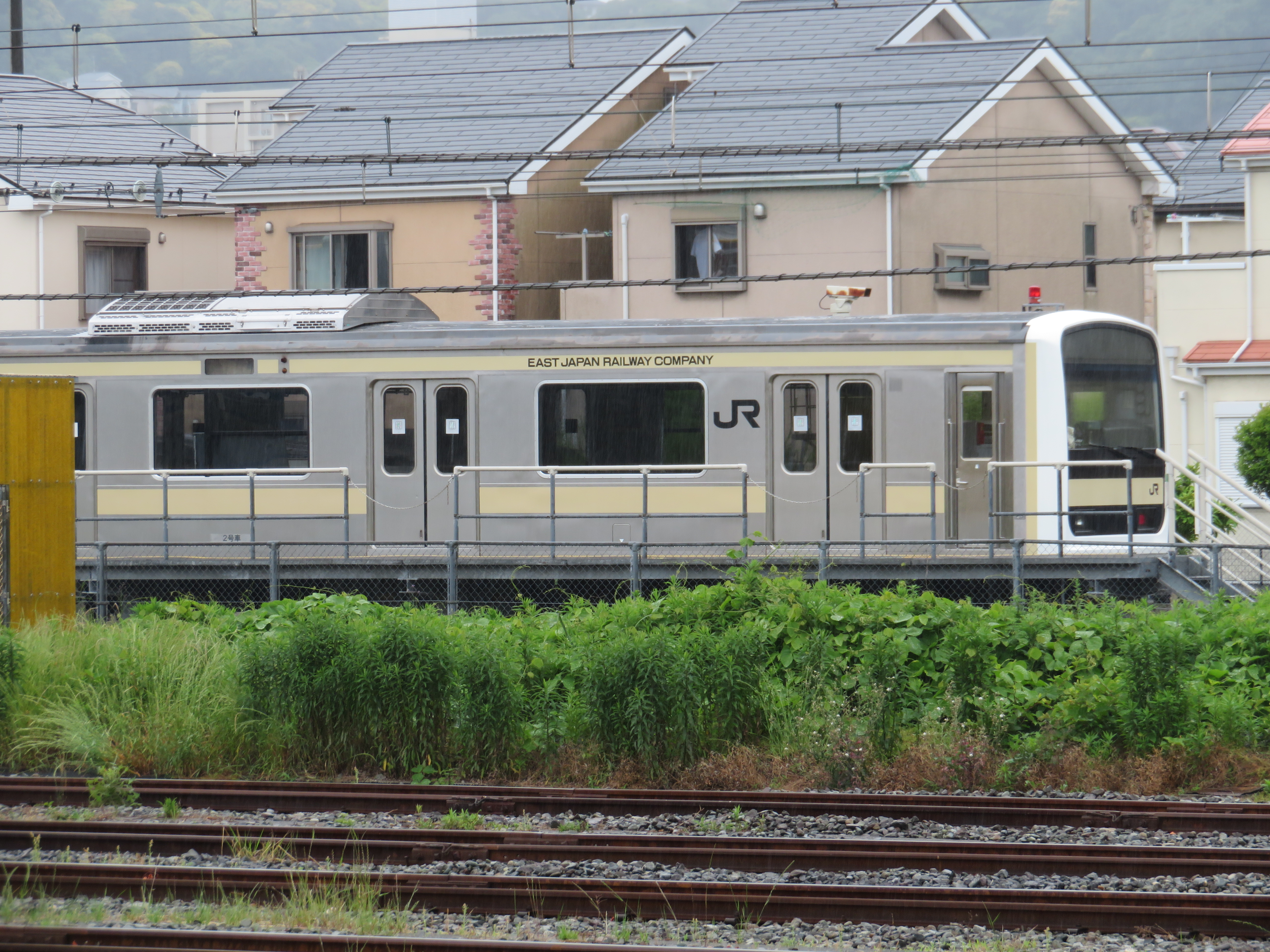
横浜支社209系訓練車
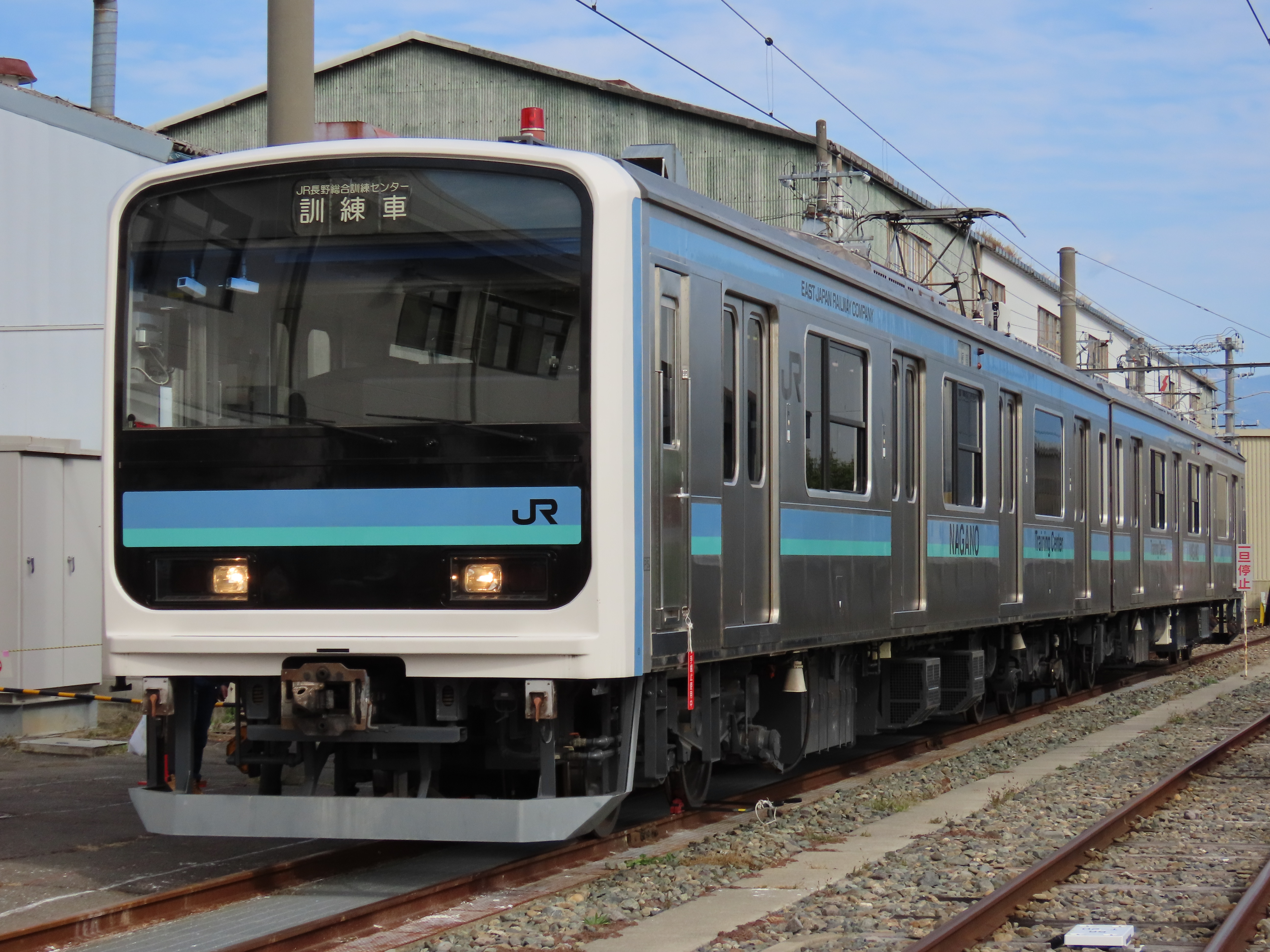
長野支社209系訓練車

#### 登場
103系（東京・大宮総合訓練センター）・105系（八王子支社訓練センター・横浜支社総合訓練センター・こちらを参照）を改造した訓練機械を当時における最新型に置換えるため、2008年に2両編成3本が投入された。いずれも京浜東北線用の209系0番台が種車であり、旧モハ209・モハ208-76は東京・大宮総合訓練センターに（帯は湘南色）、旧モハ209・モハ208-40は八王子支社訓練センターに（帯は朱色1号）、旧モハ209・モハ208-39（大船工場製）は横浜支社総合訓練センターに（帯はクリーム1号）、それぞれ配置された。
先頭車化改造は極力種車の構造を生かしているが、先頭部台枠中央梁は棒連結器を密着連結器に交換するにあたり緩衝器が大型化するため、新たに製作したものを接合している。また、先頭車化改造後の車体長は19,925 mm（全長20,425 mm）で、0・3000番台先頭車より微かに長くなっている。

#### 機器更新・増備・転配
2018年から2019年にかけて、訓練機械2両1本が追加され、機器更新を兼ねて転配が行われた。
八高・川越線用の3000番台ハエ62編成の電動車ユニット（旧モハ209・モハ208-3002）を先頭車化、訓練機械に改造し、機器更新を行った上で2018年12月に東京・大宮総合訓練センターに配置した。もともと配置されていた旧モハ209・モハ208-76は機器更新を行って八王子支社訓練センターの旧モハ209・モハ208-40を置き換え、旧モハ209・モハ208-40は機器更新ののち長野支社訓練センターに配属（帯は当地配置の211系同様の新長野色）、訓練車（車籍あり）として使用されていた115系N15編成を置き換えた。並行して、横浜支社訓練センターの旧モハ209・モハ208-39も機器更新を行っている。

### 脱線復旧訓練所用

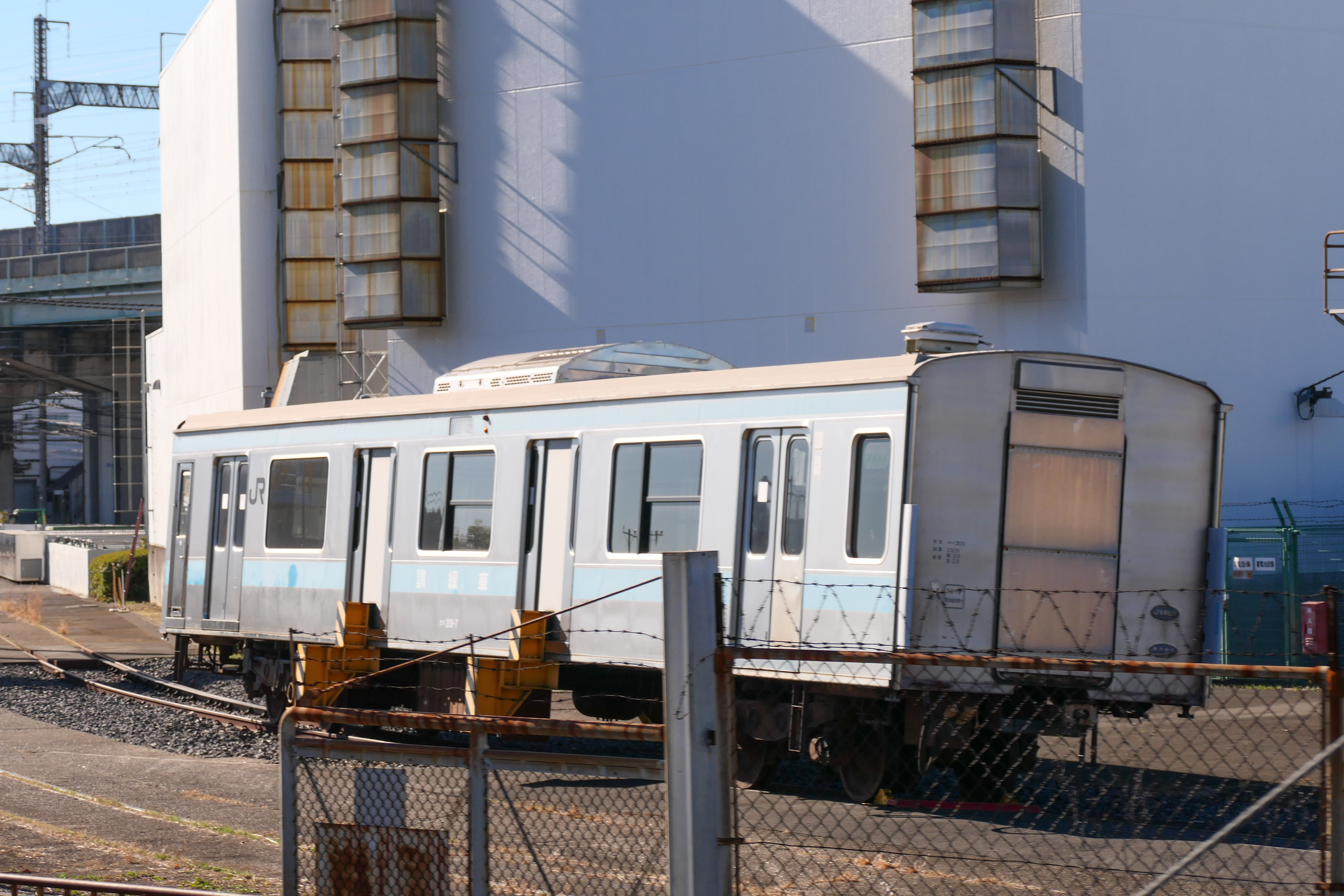
クハ209-7（2020年12月12日）

クハ209-7（1両のみ）が2012年10月に開設された大宮総合車両センター内の社員用の検修施設「大宮グローアップスクエア」において、脱線復旧訓練所の訓練用車両として使用されている。

### Smart Station実験棟用

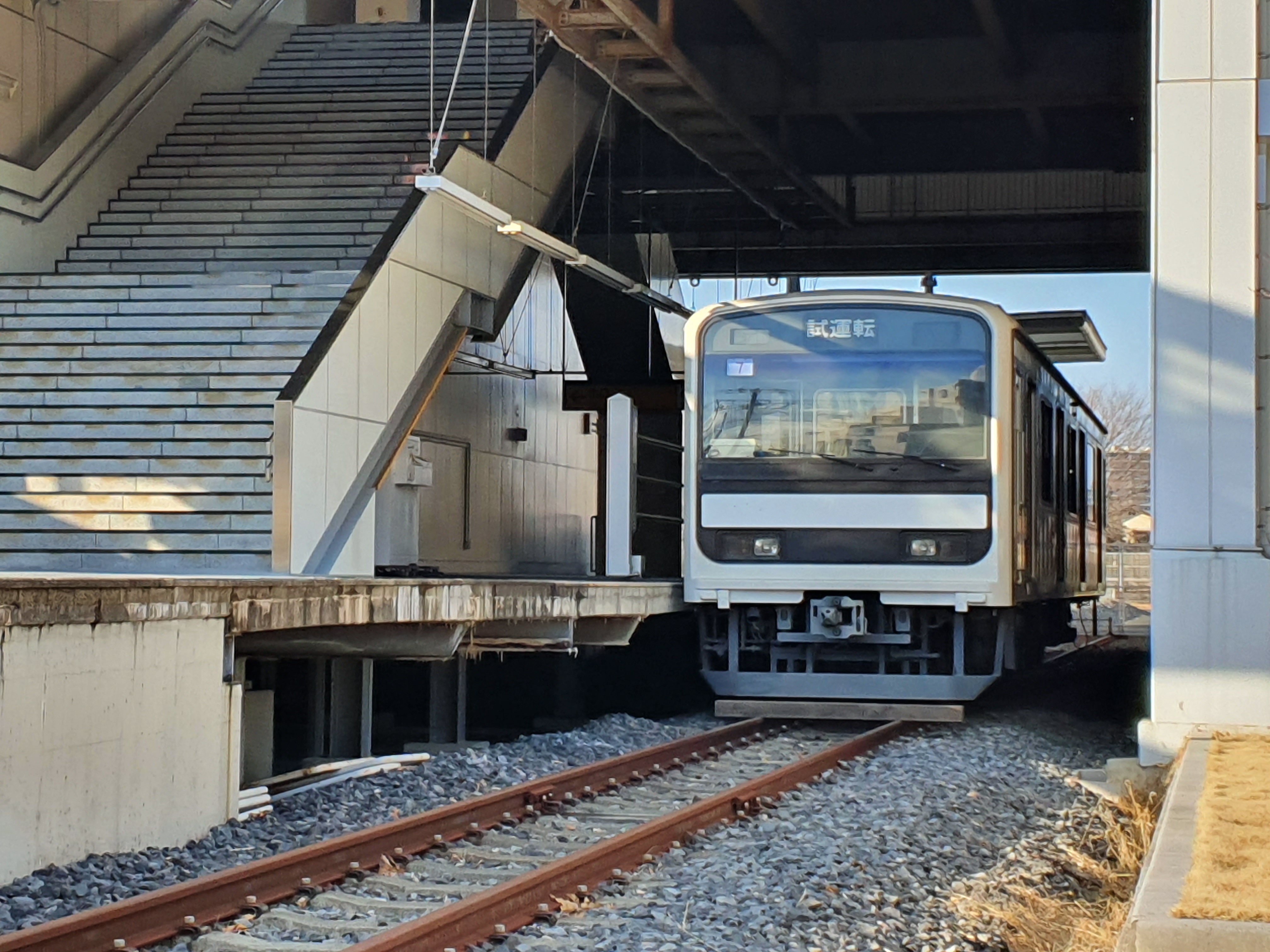
JR東日本研究開発センターに設置された209系

クハ208-7が2010年6月に開設されたJR東日本「Smart Station実験棟」において、利便性の高い駅を造るための研究に使用されている。なお、この車両にはドア用コンプレッサ・外部電源・無線LANの設置が行われている。

## その他
- 埼玉県さいたま市の鉄道博物館に0番台の京浜東北線・根岸線仕様車のモックアップがあり、運転シミュレータとして使用されていたが、2018年の新館オープンと共に車掌シミュレータとなった。また、0番台を模したミニ運転列車も存在していたが、2015年3月に役目を終えている。
- 簡素化された内・外装に加え、登場当初「13年後に廃車を検討する」が「10年程度で廃車する」または「メンテナンス不要の使い捨て電車」などと報道されたことで、レンズ付きフィルム「写ルンです」の商品名をもじった走ルンですという俗称が付けられた[注 21][131]。
- 優先席付近の吊り革は、浦和電車区配置の0番台を除き、2008年（平成20年）3月までにオレンジ色のE233系で設置されているつり革と同一仕様へと交換された。